# Liste der Biografien/Mun
Liste der Biografien |
Portal Biografien |
Personensuche
# |
A |
B |
C |
D |
E |
F |
G |
H |
I |
J |
K |
L |
M |
N |
O |
P |
Q |
R |
S |
T |
U |
V |
W |
X |
Y |
Z |
?
 
Ma |
Mb |
Mc |
Md |
Me |
Mf |
Mg |
Mh |
Mi |
Mj |
Mk |
Ml |
Mm |
Mn |
Mo |
Mp |
Mq |
Mr |
Ms |
Mt |
Mu |
Mv |
Mw |
Mx |
My |
Mz
 
Mua |
Mub |
Muc |
Mud |
Mue |
Muf |
Mug |
Muh |
Mui |
Muj |
Muk |
Mul |
Mum |
Mun |
Muo |
Mup |
Muq |
Mur |
Mus |
Mut |
Muu |
Muv |
Muw |
Mux |
Muy |
Muz
Die Liste der Biografien führt alle Personen auf, die in der deutschsprachigen Wikipedia einen Artikel haben. Dieses ist eine Teilliste mit 1267 Einträgen von Personen, deren Namen mit den Buchstaben „Mun“ beginnt.

## Mun
- Mun Bhuridatta, Ajahn (1870–1949), buddhistischer Mönch
- Mun Chol (* 1987), nordkoreanischer Eishockeyspieler
- Mun, Albert de (1841–1914), französischer Politiker, katholischer Sozialreformer und Mitglied der Académie française
- Mun, Gyong-ae (* 1969), nordkoreanische Marathonläuferin
- Mun, In-guk (* 1978), nordkoreanischer Fußballspieler
- Mun, In-ju (* 1999), nordkoreanischer Fußballspieler
- Mun, Ji-hee (* 1988), südkoreanische Biathletin
- Mun, Jun (* 1982), südkoreanischer Eisschnellläufer
- Mun, Ka-Young (* 1996), südkoreanische SchauspielerinMun Ka-Young (* 1996)

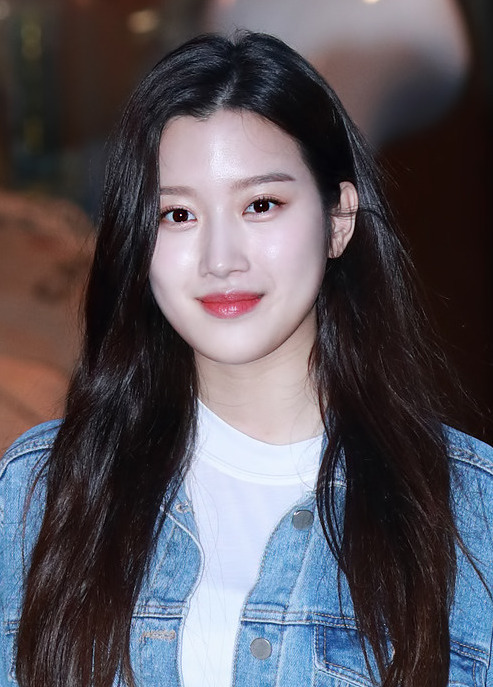
Mun Ka-Young (* 1996)

- Mun, Kyong-dok (* 1957), nordkoreanischer Politiker
- Mun, Kyong-nam (* 1989), nordkoreanischer Fußballspieler
- Mun, Kyung-gun (* 1995), südkoreanischer Fußballspieler
- Mun, Martyn (* 2000), singapurischer Fußballspieler
- Mun, Sung-hak (* 1990), südkoreanischer Rennfahrer
- Mun, Thomas († 1641), englischer Kaufmann und Ökonom
- Mun, Tŏk-su (1928–2020), südkoreanischer Lyriker und Essayist
- Mun, Wiktoryja (* 1994), belarussische Tennisspielerin

### Muna
- Muna al-Hussein (* 1941), jordanische KöniginMuna al-Hussein (* 1941)

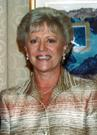
Muna al-Hussein (* 1941)

- Muna, Alois (1886–1943), tschechoslowakischer Politiker (KPTsch)
- Muna, Ama Tutu (* 1960), kamerunische Politikerin, Kulturministerin von Kamerun
- Munabi, Abraham (* 1940), ugandischer Weit- und Dreispringer
- Munadi, Sultan (1976–2009), afghanischer Journalist und Übersetzer
- Munajew, Issa Achjadowitsch (1965–2015), tschetschenischer Feldkommandant
- Munajjid, Muhammad Salih al- (* 1961), saudi-arabischer islamischer Prediger
- Munakata, Shikō (1903–1975), japanischer Holzschneider und Maler
- Muñante, Juan José (1948–2019), peruanischer Fußballspieler
- Munar i Riutort, Maria Antònia (* 1955), spanische Politikerin
- Munar, Jaume (* 1997), spanischer Tennisspieler
- Munari, Bruno (1907–1998), italienischer, Grafiker, Maler, Designer und Bildhauer
- Munari, Cristoforo (1667–1720), italienischer Stilllebenmaler
- Munari, Daniele (* 1983), italienischer Nordischer Kombinierer
- Munari, Franco (1920–1995), italienischer klassischer Philologe
- Munari, Gianni (* 1983), italienischer Fußballspieler
- Munari, Sandro (* 1940), italienischer Rallye-WeltmeisterSandro Munari (* 1940)

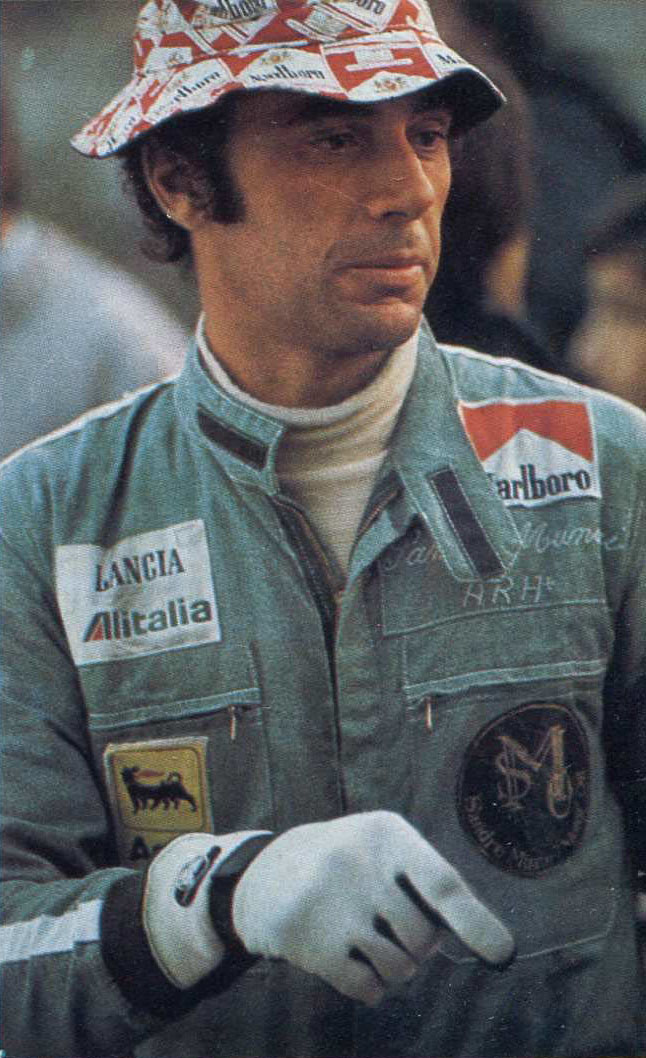
Sandro Munari (* 1940)

- Munari, Ulisse (* 1960), italienischer Astronom
- Munaron, Gino (1928–2009), italienischer Automobilrennfahrer
- Munaron, Jacky (* 1956), belgischer Fußballspieler
- Munárriz, Alberto (* 1994), spanischer Wasserballspieler
- Munárriz, Felipe de Jesús (1875–1936), spanischer Ordensgeistlicher
- Munasifi, Remy (* 1980), amerikanischer Stand-up-Comedian und Musiker
- Munatia Plancina († 33), Gattin des Gnaeus Calpurnius Piso
- Munatius Aurelius Bassus, Gnaeus, römischer Offizier (Kaiserzeit)
- Munatius Plancus, Lucius, römischer Konsul 13
- Munatius Sulla Cerialis, Marcus († 219), römischer Konsul 215
- Munatius Sulla Urbanus, Marcus, römischer Konsul 234
- Munatius Venustus, Gaius, römischer Offizier (Kaiserzeit)
- Munavvar Qori Abdurashidxon oʻgʻli, usbekischer Schriftsteller und Herausgeber
- Munawaroh, Siti Nazirah Napisatul (* 1997), indonesische Speerwerferin

### Munb
- Munblit, Georgi Nikolajewitsch (1904–1994), sowjetischer Schriftsteller, Drehbuchautor und Literaturkritiker

### Munc

#### Munca
- Munćan, Marina (* 1982), serbische Mittelstreckenläuferin

#### Munch
- Münch von Landskron, Johann († 1410), Bischof von Lausanne
- Münch von Landskron, Konrad († 1353), Basler Politiker
- Münch von Münchenstein, Beat Anton (1694–1759), Adeliger und Domherr
- Münch von Münchenstein-Löwenburg, Johann Peter (1663–1732), Schweizer Beamter
- Münch, Alexander (1900–1984), deutscher Autor und Literaturwissenschaftler
- Münch, Alfred (* 1947), deutscher Politiker (SPD), MdL
- Münch, André (* 1977), deutscher Koch
- Munch, Andreas (1811–1884), norwegischer Autor
- Münch, Annerose (* 1939), deutsche Fechtsportlerin
- Münch, Armin (1903–1957), deutscher Schauspieler
- Münch, Armin (1930–2013), deutscher Zeichner und Grafiker
- Münch, Arnold (1825–1895), Schweizer Politiker
- Münch, August (1815–1874), deutscher Hofbeständer und Abgeordneter
- Münch, Balthasar (1821–1885), Mitglied des Provinziallandtages der Provinz Hessen-Nassau
- Münch, Balthasar Gottlieb (* 1794), Mitglied der Zweiten Kammer der Landstände des Herzogtums Nassau
- Münch, Bernd (* 1964), deutscher Fußballspieler
- Münch, Birgit Ulrike (* 1975), deutsche Kunsthistorikerin
- Münch, Charles (1891–1968), französischer DirigentCharles Münch (1891–1968)

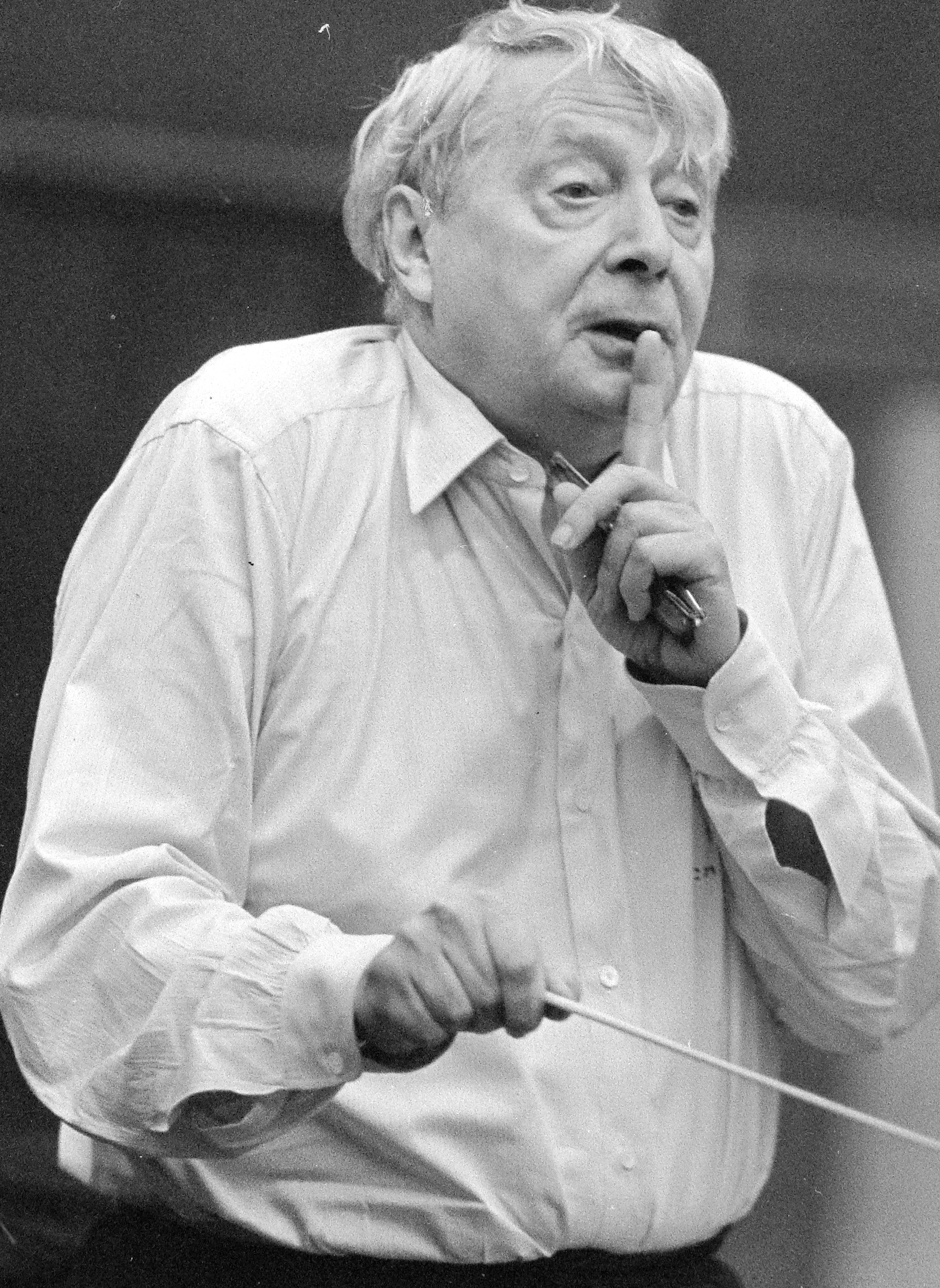
Charles Münch (1891–1968)

- Münch, Christian (* 1951), deutscher Komponist, Dirigent und Pianist
- Münch, Christian von (1690–1757), deutscher Bankier in Augsburg
- Münch, Christian von (1724–1780), deutscher Bankier in Augsburg
- Münch, Christian von (1752–1821), deutscher Bankier in Augsburg
- Münch, Christoph (* 1963), deutscher Musiker und Journalist
- Münch, Christopher (* 1962), US-amerikanischer Filmregisseur, Drehbuchautor und Filmeditor
- Münch, Curt (1882–1966), deutscher Detektiv und Hellseher
- Münch, Dietmar (* 1954), deutscher Fußballspieler
- Munch, Edvard (1863–1944), norwegischer Maler und GraphikerEdvard Munch (1863–1944)

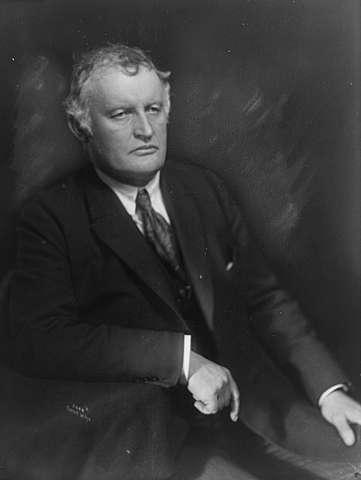
Edvard Munch (1863–1944)

- Münch, Emil (1891–1961), deutscher Kommunalpolitiker
- Münch, Erich (1897–1983), Schweizer General
- Münch, Erich (1936–2019), Schweizer Bildender Künstler
- Münch, Ernst (1798–1841), Schweizer Historiker
- Münch, Ernst (1859–1928), Organist und Chorleiter aus dem Elsass
- Münch, Ernst (1869–1955), deutscher Kaufmann und Politiker, MdL
- Münch, Ernst (1876–1946), deutscher Forstwissenschaftler
- Münch, Ernst (* 1952), deutscher Historiker und Hochschullehrer in Rostock
- Münch, Eugen (1880–1919), Schweizer Politiker (SP)
- Münch, Eugen (* 1945), deutscher Unternehmer und Manager
- Münch, Franz Xaver (1883–1940), deutscher katholischer Geistlicher
- Münch, Friedel (1927–2014), deutscher Konstrukteur
- Münch, Friedrich (1799–1881), deutsch-amerikanischer Pastor, Winzer, Politiker und Schriftsteller
- Münch, Friedrich von (1788–1856), deutscher Rittergutsbesitzer und Unternehmer
- Münch, Friedrich von (1834–1882), deutscher Rittergutsbesitzer
- Münch, Fritz (1890–1970), elsässischer Chordirigent und Theologe
- Münch, Fritz (1903–1993), katholischer Schweizer Gewerkschaftsfunktionär und Politiker
- Münch, Fritz (1906–1995), deutscher Völkerrechtler
- Münch, Georg (1631–1678), deutscher evangelischer Geistlicher
- Münch, Gerhard (* 1914), deutscher Politiker (NDPD), MdV
- Münch, Gerhart (1907–1988), deutscher Pianist und Komponist
- Münch, Guido (1921–2020), mexikanischer Astrophysiker und Astronom
- Münch, Gustav (1843–1910), deutscher Ingenieur und Politiker (DFP), MdR
- Münch, Hans (1893–1983), Schweizer Dirigent
- Münch, Hans (1911–2001), deutscher Arzt
- Münch, Hanspeter (* 1940), deutscher Maler
- Münch, Hartmut (* 1942), deutscher Badmintonspieler
- Münch, Hartung († 1332), Bischof von Basel (1325–1328)
- Münch, Heiko (* 1963), deutscher Fußballspieler
- Münch, Helmut (1933–2017), deutscher Politiker (SPD), MdL
- Münch, Helmut (1939–2024), deutscher Politiker (CDU), MdL
- Münch, Hermann (1885–1951), Anwalt und VW-Generaldirektor
- Münch, Hermann von (1819–1883), deutscher Jurist und Politiker
- Münch, Holger (* 1961), deutscher Präsident des Bundeskriminalamtes, ehemaliger Polizeipräsident Bremen und ehemaliger Direktor des Landeskriminalamts
- Münch, Horst (* 1951), deutscher Maler, Bildhauer, Fotograf, Autor und Videokünstler
- Münch, Hubert (* 1941), deutscher Fußballspieler und Fußballtrainer
- Münch, Idunnu, deutsche Opernsängerin
- Münch, Ingo von (* 1932), deutscher Jurist, Verfassungsrechtler und Politiker (FDP), MdHB
- Münch, Irma (* 1930), deutsche Schauspielerin und HörspielsprecherinIrma Münch (* 1930)

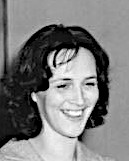
Irma Münch (* 1930)

- Münch, Isabel, deutsche Informatikerin
- Munch, Jean-Pierre (1926–1996), französischer Radrennfahrer
- Münch, Joachim (1919–2019), deutscher Berufspädagoge und Hochschullehrer
- Münch, Joachim (1928–2016), deutscher Konteradmiral der Volksmarine
- Münch, Joachim (* 1959), deutscher Jurist und Hochschullehrer
- Munch, Johan Storm (1778–1832), norwegischer Bischof und Schriftsteller
- Münch, Johann (1536–1599), deutscher Rechtswissenschaftler
- Münch, Johann Friedrich (1729–1808), Schweizer Politiker
- Münch, Johann Gottlieb (1774–1837), deutscher evangelischer Theologe und Hochschullehrer
- Münch, Johannes (1791–1869), deutscher Jurist und Politiker
- Münch, Josef (1894–1977), deutscher Zahnarzt und Arzt sowie Mitbegründer der Kinderzahnheilkunde
- Münch, Josefa Theresia (1930–2023), katholische Theologin und Lehrerin
- Münch, Julitta (1959–2020), deutsche Moderatorin und Journalistin
- Münch, Jürgen (* 1968), deutscher Informatiker
- Münch, Karl (* 1819), deutscher Politiker
- Münch, Kevin (* 1988), deutscher Dartspieler
- Münch, Kurt, deutscher Sportfunktionär
- Münch, Ludwig (1852–1922), deutscher Schuldirektor, Politiker (NLP), Abgeordneter der 2. Kammer der Landstände des Großherzogtums Hessen
- Münch, Markus (* 1972), deutscher FußballspielerMarkus Münch (* 1972)

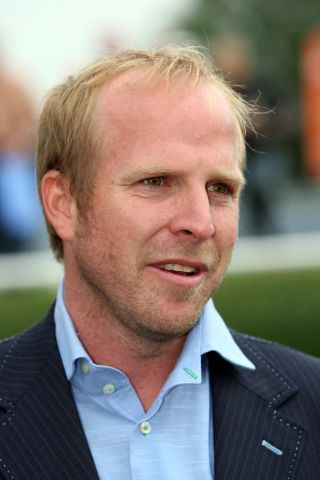
Markus Münch (* 1972)

- Münch, Markus (* 1986), deutscher Leichtathlet
- Münch, Martin (* 1961), deutscher Komponist
- Münch, Martina (* 1961), deutsche Ärztin und Politikerin (SPD), MdL, Landesministerin in Brandenburg, Bürgermeisterin in Leipzig
- Münch, Mathias (* 1970), deutscher Fernseh- und HörfunkmoderatorMathias Münch (* 1970)

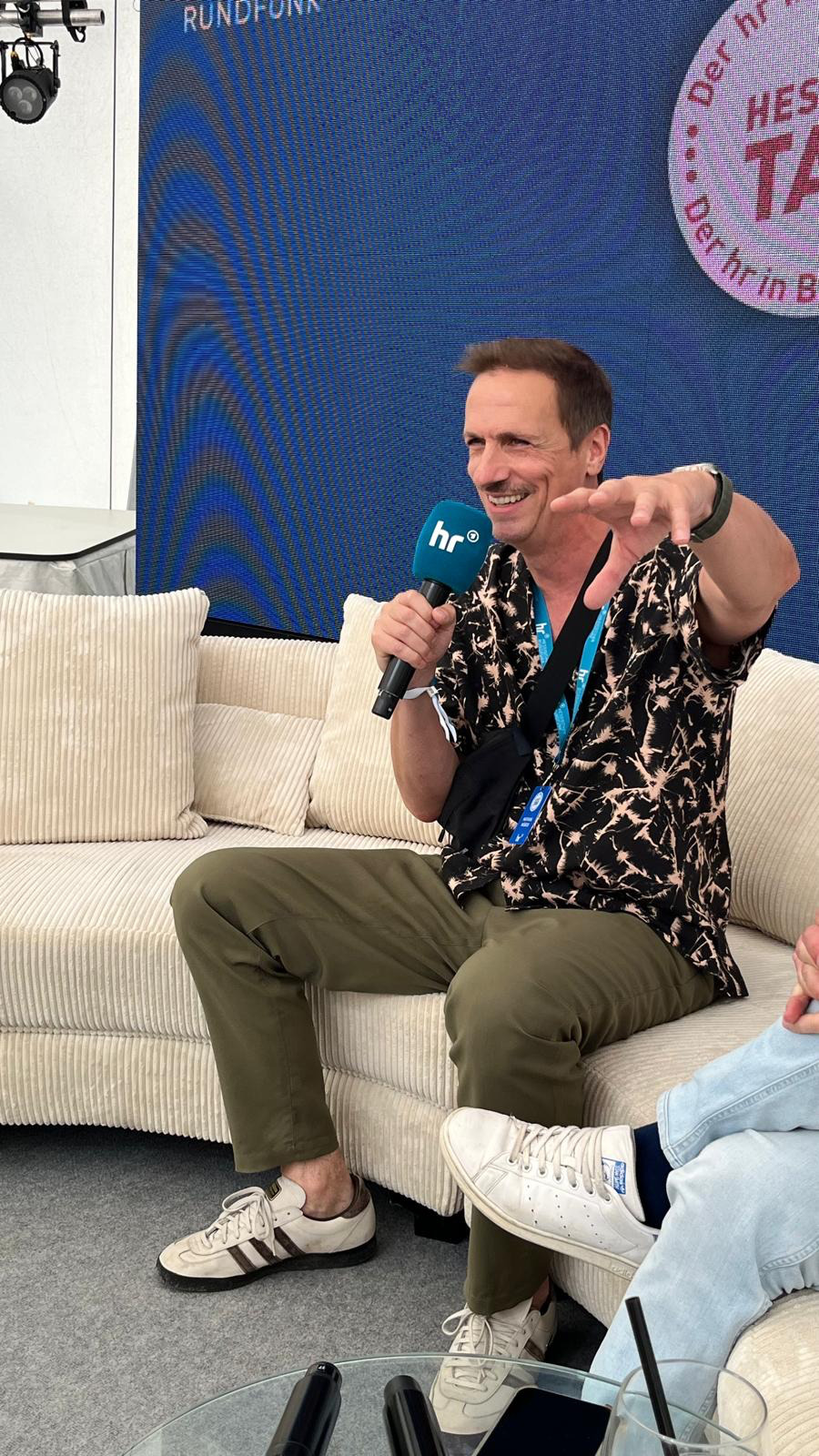
Mathias Münch (* 1970)

- Münch, Matthäus Cornelius (1771–1853), deutscher römisch-katholischer Geistlicher und Pädagoge
- Münch, Oscar von (1864–1920), deutscher Reichsfreiherr und Politiker (DtVP, FP) und Politiker, MdR
- Münch, Otto (1885–1965), Schweizer Stuckateur, Bildhauer und Plastiker
- Münch, Paul (1879–1951), deutscher Lehrer und Mundartdichter
- Münch, Paul (* 1941), deutscher Historiker
- Münch, Paul Georg (1877–1956), deutscher Volksschullehrer, Reformpädagoge und Schriftsteller
- Münch, Paul von (1641–1669), sächsischer Dragoner-Offizier
- Münch, Peter (* 1960), deutscher Journalist und Buchautor
- Munch, Peter A. (1908–1984), norwegisch-US-amerikanischer Soziologe
- Munch, Peter Andreas (1810–1863), norwegischer Historiker
- Munch, Peter Rochegune (1870–1948), dänischer Historiker und Politiker von Det Radikale Venstre
- Münch, Philipp (* 1930), deutscher Fotograf
- Münch, Reinhard (* 1959), deutscher Historiker und Autor
- Münch, Richard (1889–1968), deutscher Politiker (CDU)
- Münch, Richard (1916–1987), deutscher Schauspieler
- Münch, Richard (* 1945), deutscher Soziologe und Hochschullehrer
- Münch, Ronald, deutscher Diplomat
- Münch, Rosa (1886–1974), Schweizer Politikerin (SP)
- Münch, Siegbert, deutscher Skispringer
- Münch, Siegfried (1928–2001), deutscher Agrarökonom
- Münch, Thomas von (1723–1758), deutscher Adliger und Jurist
- Münch, Udo (* 1956), deutscher Polizist und Landespolizeipräsident in Hessen
- Münch, Ursula (* 1961), deutsche Politologin und HochschullehrerinUrsula Münch (* 1961)

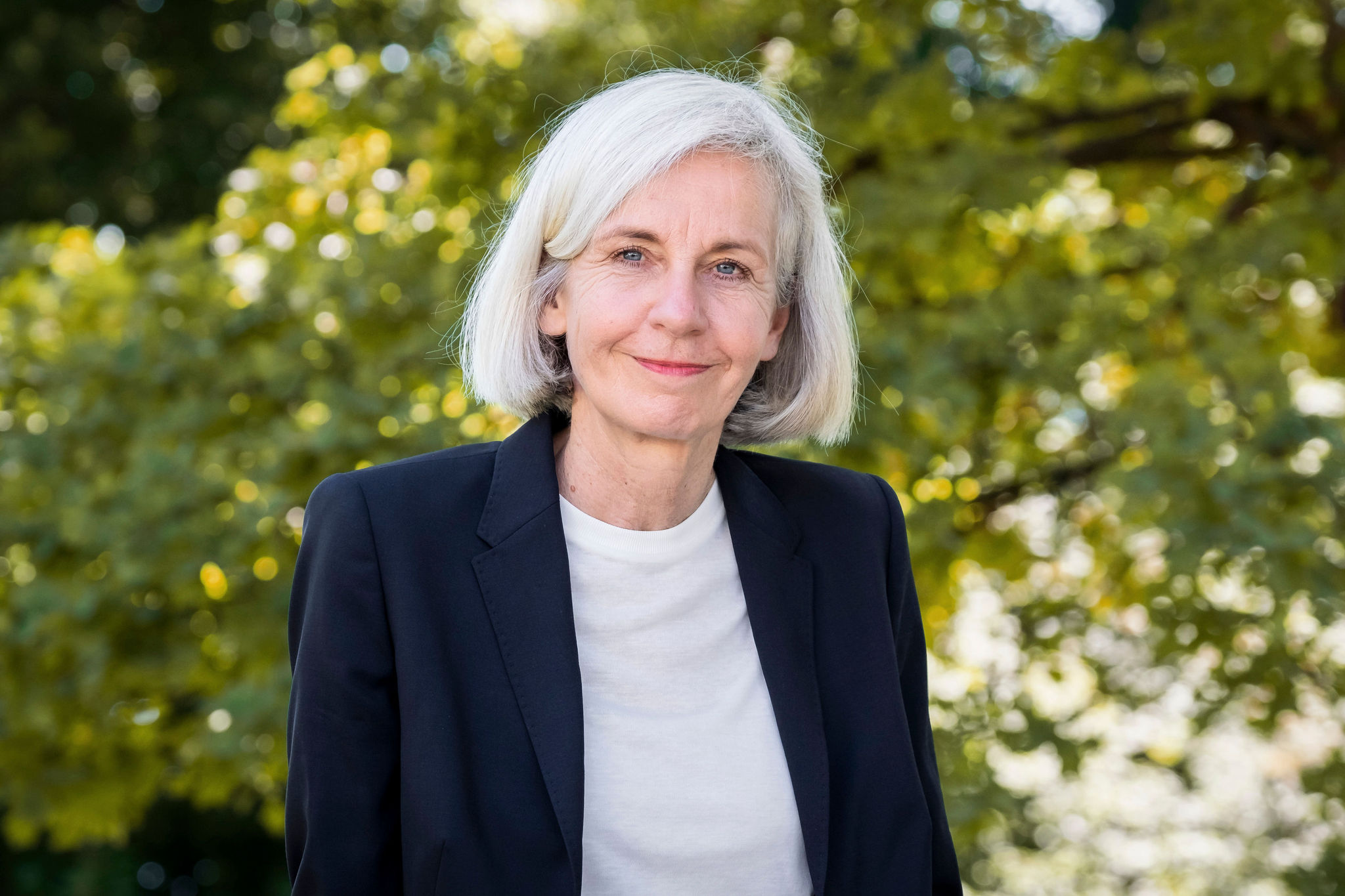
Ursula Münch (* 1961)

- Münch, Walter (1911–1992), deutscher Verwaltungsjurist und Landrat
- Münch, Walter (* 1912), deutscher Fußballspieler
- Münch, Walter (1932–2019), deutscher Fußballspieler
- Münch, Werner (* 1940), deutscher Politiker (CDU), MdEPWerner Münch (* 1940)

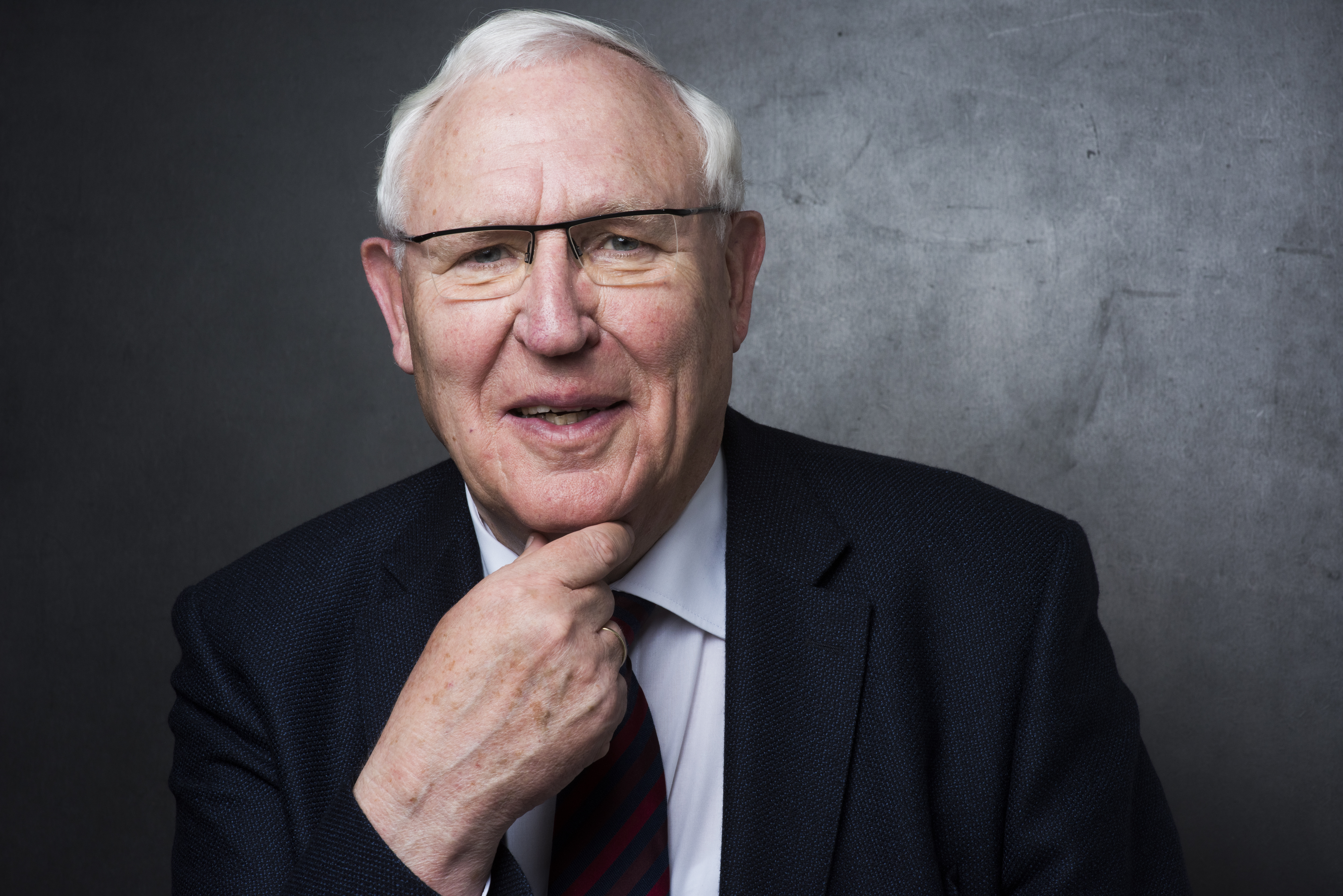
Werner Münch (* 1940)

- Münch, Wilhelm Karl Georg (1843–1912), deutscher Regierungsrat, Pädagoge und Schriftsteller
- Münch, Willi (1930–2023), deutscher Museumsleiter und Autor
- Münch-Bellinghausen, Franz von (1787–1863), preußischer Verwaltungsbeamter
- Münch-Bellinghausen, Joachim Eduard von (1786–1866), österreichischer Jurist und Politiker
- Münch-Bellinghausen, Joseph von (1801–1861), hessischer Richter und Abgeordneter des Großherzogtums Hessen
- Münch-Ferber, Walther (1850–1931), deutscher Unternehmer, Textilfabrikant und Politiker (NLP), MdR
- Munch-Hansen, Nicolai (1977–2017), dänischer Jazzmusiker
- Münch-Heubner, Peter L. (* 1960), deutscher Politikwissenschaftler
- Münch-Holland, Hans (1899–1971), deutscher Cellist und Hochschullehrer
- Münch-Khe, Willi (1885–1960), deutscher Bildhauer
- Munch-Petersen, Arne (1904–1940), dänischer kommunistischer Politiker
- Munch-Petersen, Gustaf (* 1912), dänischer Autor und Maler
- Munchak, Mike (* 1960), US-amerikanischer American-Football-Spieler und Trainer
- Münchau, Kurt (1887–1938), deutscher Polizist, Generalmajor der Schutzpolizei sowie Landrat
- Münchau, Wolfgang (* 1961), deutscher Journalist
- Münchbach, Georg (1933–2018), deutscher Maler, Graphiker und Bildhauer
- Münchbach, Werner (* 1944), deutscher Jurist, Präsident des OLG Karlsruhe
- Münchberg, Hans-Helmut (* 1948), deutscher Politiker (CDU / parteilos)
- Münchberg, Hansfried (* 1946), deutscher Maler und Grafiker
- Münchberg, Katharina (* 1969), deutsche Literaturwissenschaftlerin und Romanistin
- Müncheberg, Hans (* 1929), deutscher Fernseh-Dramaturg, Hörspielautor und Drehbuchautor
- Müncheberg, Joachim (1918–1943), deutscher Major und Jagdflieger
- Munchen, Charles (1813–1882), luxemburgischer Rechtsanwalt und Politiker, MdFN
- München, Dominik Konstantin (1763–1818), deutscher Theologe und Historiker
- München, Johann Jakob (1768–1858), katholischer Pastor
- München, Nikolaus (1794–1881), Kölner Dompropst
- München, Philipp Karl (1777–1858), deutscher Jurist und Gerichtspräsident in Luxemburg
- Münchenhagen, Reinhard (* 1940), deutscher Radio- und FernsehmoderatorReinhard Münchenhagen (* 1940)

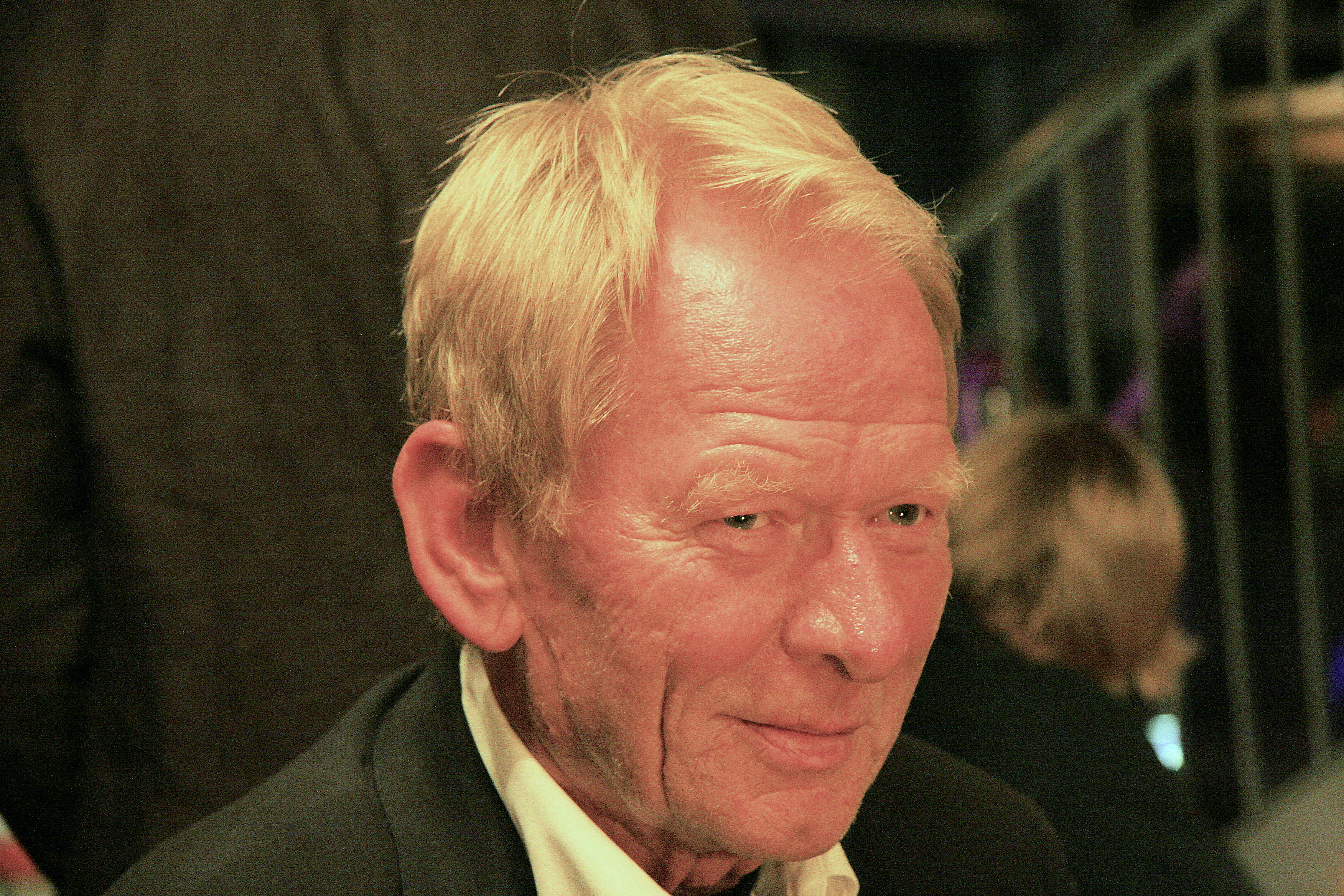
Reinhard Münchenhagen (* 1940)

- Munchensi, Warin de, englischer Adliger, Rebell und Soldat
- Muncherji, Zubin Percy (* 1996), singapurischer Sprinter
- Münchhausen, Alexander von (1813–1886), hannoverscher Staatsmann
- Münchhausen, Anna von (1853–1942), deutsche Adlige und Salondame
- Münchhausen, Anna von (* 1953), deutsche Autorin
- Münchhausen, August von (1788–1841), preußischer Offizier und Landrat
- Münchhausen, Börries von (1587–1646), deutscher Adeliger und Staatsbeamter
- Münchhausen, Börries von (1874–1945), deutscher Schriftsteller und Lyriker der NeuromantikBörries von Münchhausen (1874–1945)

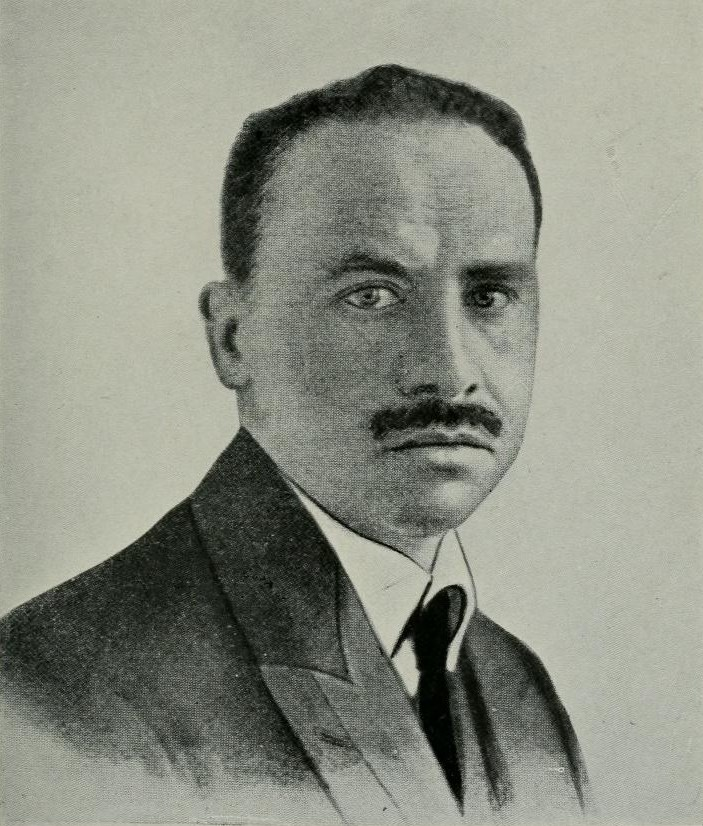
Börries von Münchhausen (1874–1945)

- Münchhausen, Börries Wilhelm von (1794–1849), hannoverischer Jurist und Gesandter
- Münchhausen, Christian Wilhelm von (1683–1742), deutscher Domherr
- Münchhausen, Christiane Elisabeth von (1679–1746), deutsche Adelige, Stiftsdame und Äbtissin des Stiftes Steterburg
- Münchhausen, Christoph Friedrich von (1644–1700), kurbrandenburgischer Landrat und Rittergutsbesitzer, Domherr zu Halberstadt
- Münchhausen, Christoph Johann von (1695–1756), Kammerrat und Kreisdirektor
- Münchhausen, Christoph von, Oberstleutnant
- Münchhausen, Clementine von (1849–1913), deutsche Textil- und Stickkünstlerin, Textilforscherin, Dendrologin und Heraldikerin
- Münchhausen, Ernst Friedemann von (1724–1784), preußischer Minister
- Münchhausen, Ernst von (1847–1921), deutscher Rittergutsbesitzer und Hofbeamter
- Münchhausen, Ernst-Friedemann von der Jüngere (1906–2002), deutscher Jurist und Verwaltungsbeamter
- Münchhausen, Ferdinand von (1810–1882), Oberpräsident der preußischen Provinz Pommern
- Münchhausen, Friedemann von der Ältere (1865–1936), deutscher Landrat
- Münchhausen, Friedrich Ludwig von (1758–1827), Maire von Braunschweig
- Münchhausen, Gerlach Adolph von (1688–1770), Hannoverscher Minister
- Münchhausen, Gerlach Heino von (1652–1710), deutscher Kammerherr des Großen Kurfürsten, später Oberstallmeister Friedrichs I.
- Münchhausen, Hans Georg von (1877–1952), deutscher Verwaltungsbeamter und Rittergutsbesitzer
- Münchhausen, Heinrich Burchard von (1659–1717), braunschweig-lüneburgischer Drost
- Münchhausen, Hermann August von (1856–1922), deutscher Gutsbesitzer und Pferdezüchter
- Münchhausen, Hieronymus Carl Friedrich von (1720–1797), Baron MünchhausenHieronymus Carl Friedrich von Münchhausen (1720–1797)

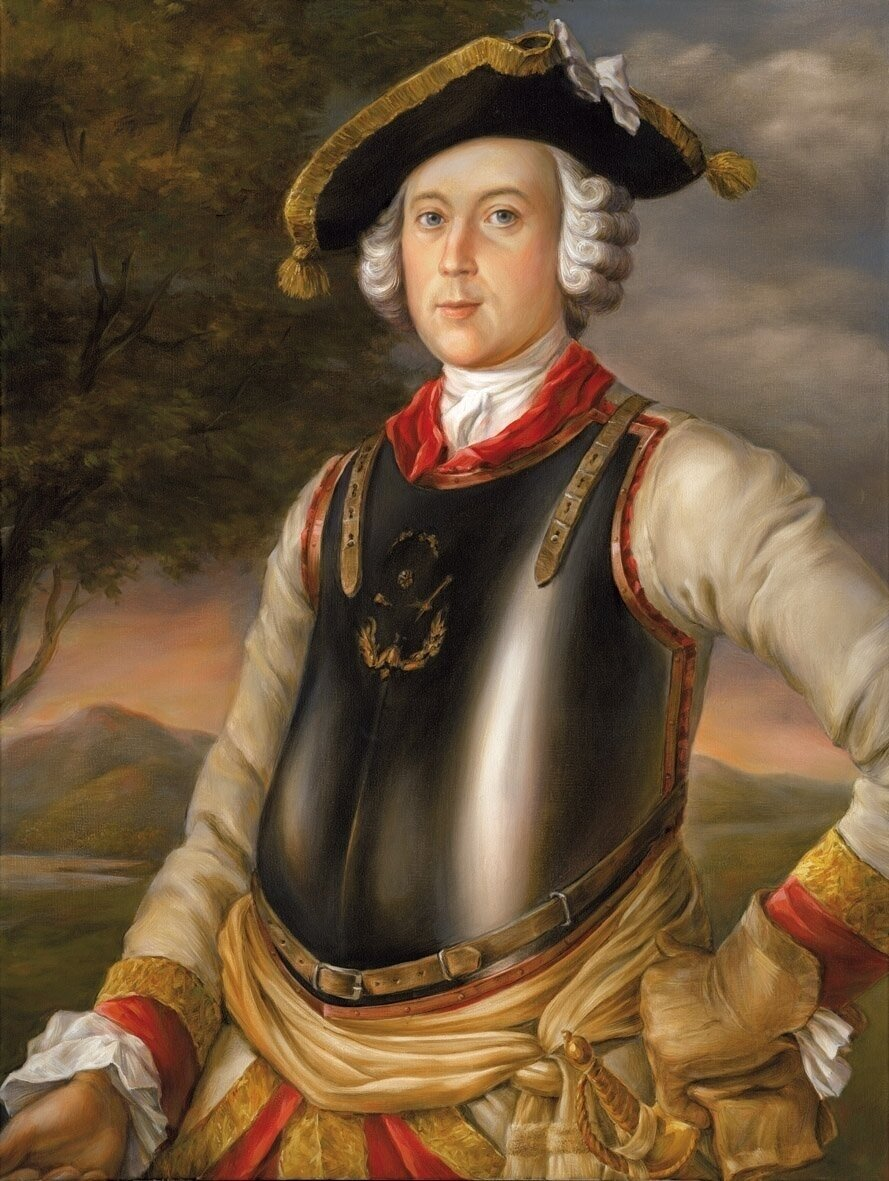
Hieronymus Carl Friedrich von Münchhausen (1720–1797)

- Münchhausen, Hieronymus von (1680–1742), Minister in Braunschweig
- Münchhausen, Hilmar der Jüngere von (1558–1617), deutscher Adliger
- Münchhausen, Hilmar von (1512–1573), deutscher Adliger und Söldnerführer
- Münchhausen, Hilmar von (1818–1897), deutscher Forstmeister und Mitglied der kurhessischen Ständeversammlung
- Münchhausen, Johann Gottlieb Bernhard von (1727–1799), Hofrat und Kreisdirektor
- Münchhausen, Johann von († 1572), Bischof von Kurland, Bischof von Ösel und Domherr in Verden
- Münchhausen, Karl Ludwig August Heino von (1759–1836), deutscher Schriftsteller
- Münchhausen, Ludolf von (1570–1640), deutscher Adeliger und Bibliotheksbesitzer
- Münchhausen, Marco von (* 1956), deutscher Unternehmer, Jurist und Autor
- Münchhausen, Max von (1868–1920), deutscher Schriftsteller
- Münchhausen, Otto von (1716–1774), deutscher Botaniker
- Münchhausen, Otto von (1780–1872), deutscher Landrat
- Münchhausen, Otto von (1802–1869), preußischer Landrat des Kreises Eckartsberga und Rittergutsbesitzer
- Münchhausen, Philipp Adolph von (1694–1762), deutscher Verwaltungsjurist, hannoverscher Staatsminister und Chef der Deutschen Kanzlei in London
- Münchhausen, Philipp von (1748–1816), Mitglied der Reichsstände im Königreich Westphalen, Landkomtur des Deutschen Ordens
- Münchhausen, Rembert von (1884–1947), deutscher Verwaltungsbeamter und Rittergutsbesitzer
- Münchhausen, Sigmund († 1924), deutscher Architekt des Historismus
- Münchhausen, Stacius von, deutscher Adliger
- Münchhausen, Statius von (1555–1633), Adliger aus der schwarzen Linie derer von Münchhausen
- Münchhausen, Thankmar von (1835–1909), deutscher Konsul in Jerusalem
- Münchhausen, Thankmar von (1893–1979), deutscher Jurist
- Münchhausen, Thankmar von (* 1932), deutscher Journalist und Autor
- Münchhausen, Wilhelm von (1791–1849), deutscher Oberlandforstmeister und Mitglied der kurhessischen Ständeversammlung
- Münchheim, Ernestine (1873–1934), deutsche Bühnenschauspielerin und Schauspiellehrerin
- Münchhofen, Helen von (1904–1956), dänische Schauspielerin
- Münchhofen, Helen von (* 1924), deutsche Schauspielerin und Hörspielsprecherin
- Munchin, Mönch und Bischof von Limerick
- Münchinger, Christian (* 1969), Schweizer Jazzmusiker
- Münchinger, Karl (1915–1990), deutscher Dirigent
- Münchmeier, Richard (* 1944), deutscher Psychologe
- Münchmeyer, Alwin (1844–1895), deutscher Kaufmann und Bankier
- Münchmeyer, Alwin (1908–1990), deutscher Kaufmann, Unternehmer und Bankier
- Münchmeyer, August Friedrich Otto (1807–1882), deutscher neulutherischer Theologe
- Münchmeyer, August Konrad (1771–1833), deutscher Pastor, Lehrer und Superintendent
- Münchmeyer, Ernst (1778–1851), praktischer Arzt und Stadtphysikus zu Hannover
- Münchmeyer, Friedrich (1901–1988), deutscher Pfarrer, Präsident der Diakonie
- Münchmeyer, Gloria (* 1938), chilenische Schauspielerin
- Münchmeyer, Hans Hermann (* 1941), deutscher Kaufmann (HGB), Unternehmer und Bankier
- Münchmeyer, Heinrich Gotthold (1836–1892), deutscher Verleger
- Münchmeyer, Hermann (1815–1909), deutscher Kaufmann, Bankier und Politiker, MdHB
- Münchmeyer, Hermann (1875–1950), deutscher Kaufmann und Bankier
- Münchmeyer, Ludwig (1885–1947), deutscher Geistlicher, Politiker (NSDAP), MdR, Reichsredner der NSDAP
- Münchmeyer, Reinhard (1868–1939), deutscher evangelischer Geistlicher und Politiker (DVP), MdL
- Münchmeyer, Stephan (* 1980), deutscher Nordischer Kombinierer
- Münchow, Alexander Zabel Ernst von (1746–1815), preußischer Landrat
- Münchow, Antonia (* 1994), deutsche Schauspielerin
- Münchow, Ben (* 1990), deutscher Schauspieler und SynchronsprecherBen Münchow (* 1990)

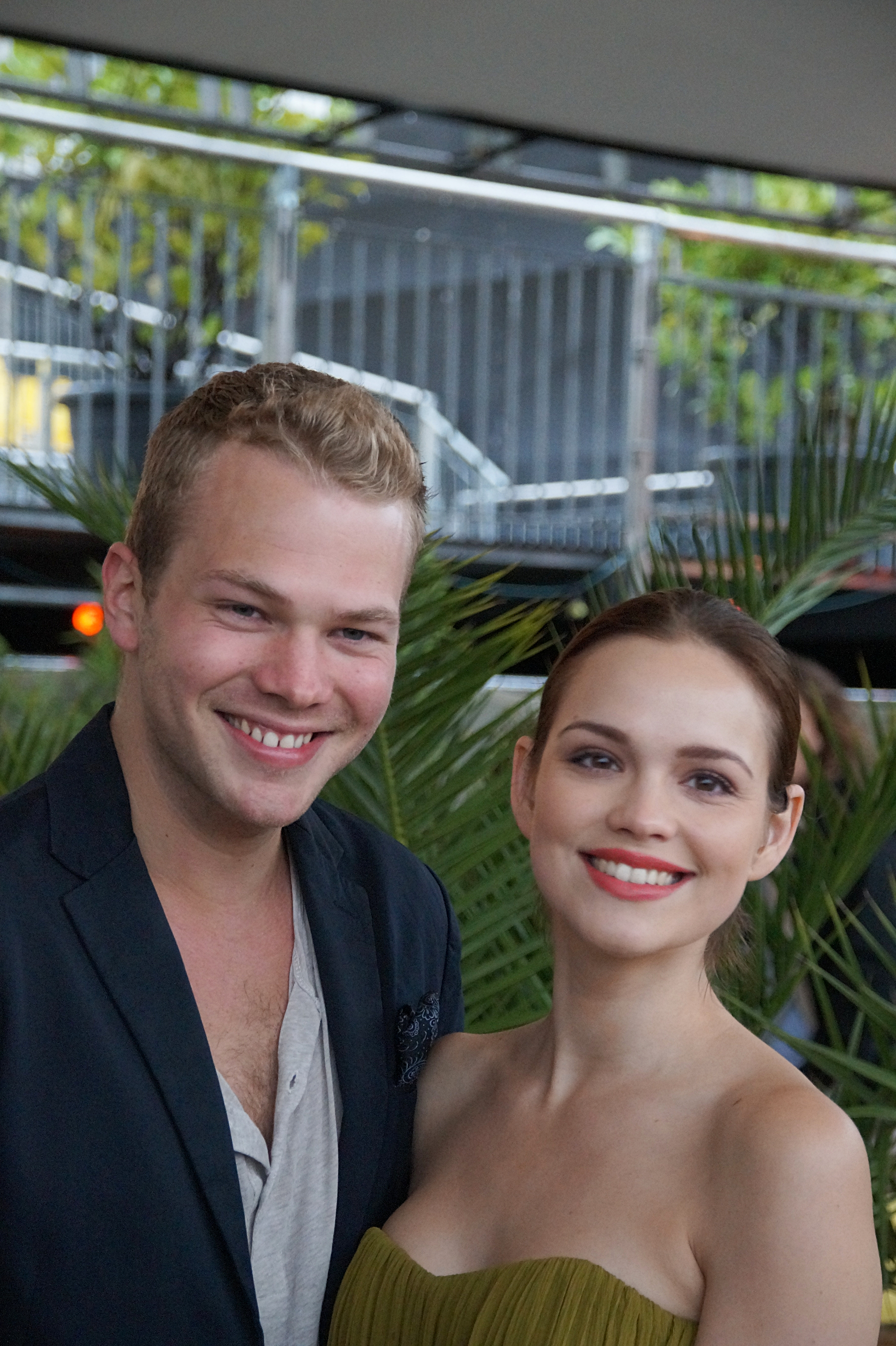
Ben Münchow (* 1990)

- Münchow, Christian Ernst von (1671–1749), preußischer Kammerpräsident
- Münchow, Erwin (1888–1973), deutscher Politiker (SPD), MdL
- Münchow, Erwin (1916–1970), deutscher Tischtennisspieler
- Münchow, Ferdinand von (1790–1876), preußischer Generalleutnant
- Münchow, Gunnar, deutscher Boxer
- Münchow, Gustav Bogislav von (1686–1766), preußischer General, Vertrauter Friedrichs II.
- Münchow, Heinz (* 1920), deutscher Generalmajor der Volkspolizei
- Münchow, Henning Franz von (1683–1753), preußischer Jurist, Präsident des Hofgerichts Köslin
- Münchow, Jens (* 1971), deutscher Schauspieler
- Münchow, Karl Dietrich von (1778–1836), deutscher Mathematiker, Astronom und Hochschullehrer
- Münchow, Kirsten (* 1977), deutsche Hammerwerferin
- Münchow, Lena (* 1981), deutsche Schauspielerin und Sprecherin
- Münchow, Leopold von (1884–1945), deutscher Oberst
- Münchow, Lorenz Ernst von (1700–1758), preußischer Generalmajor und Drost zu Sparrenberg
- Münchow, Ludwig von (1802–1882), preußischer Generalleutnant
- Münchow, Ludwig Wilhelm von (1709–1753), preußischer Minister
- Münchow, Richard Daniel von (1703–1757), preußischer Militär und Adliger
- Münchow, Samuel (1893–1976), dänisch-deutscher Politiker (SSW), MdL
- Münchow, Torsten (* 1965), deutscher Schauspieler und SynchronsprecherTorsten Münchow (* 1965)

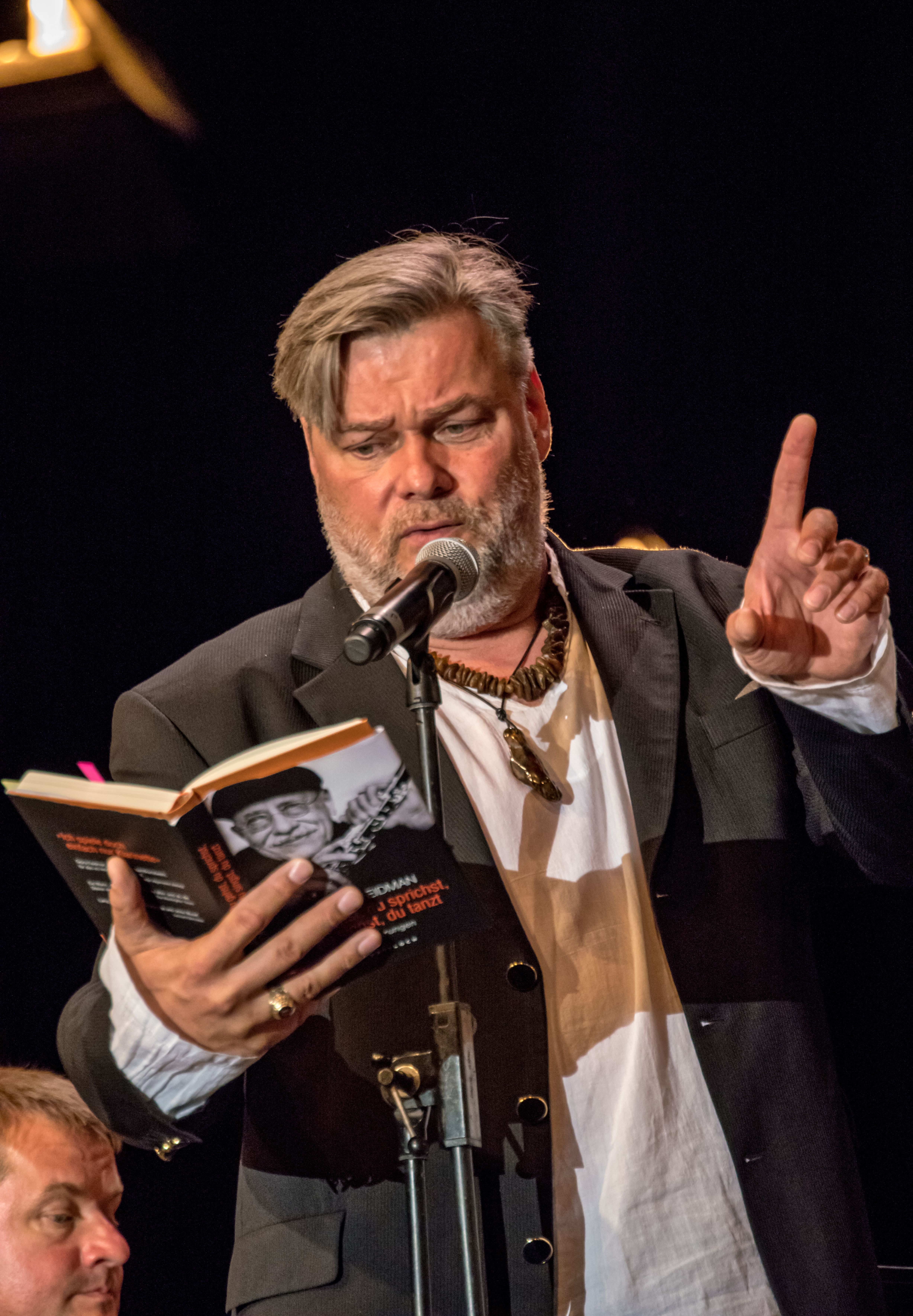
Torsten Münchow (* 1965)

- Münchow, Vera (* 1943), deutsche Schriftstellerin
- Münchow, Volker (* 1960), deutscher Politiker (SPD), MdL
- Münchow-Pohl, Bernd von (* 1955), deutscher Diplomat

#### Munci
- Muncie, John, britischer Kriminologe und Hochschullehrer

#### Munck
- Munck, Bernd (* 1943), deutscher Handballweltmeister
- Munck, Bror (1857–1935), schwedischer Generalleutnant
- Munck, Charlotte (1876–1932), dänische Krankenschwester, Pflegedienstleitung und Präsidentin dänischer Krankenpflegeverband
- Munck, Charlotte (* 1969), dänische Schauspielerin
- Munck, Ebbe (1905–1974), dänischer Journalist und Widerstandskämpfer
- Munck, Eckehard (1934–2016), deutscher Dokumentarfilmer, Drehbuchautor, Filmproduzent sowie Film- und Fernsehregisseur
- Munck, Ernest de (1840–1915), belgischer Cellist und Komponist
- Munck, Ethan (* 2003), US-amerikanischer Schauspieler
- Munck, François de (1815–1854), belgischer Cellist und Komponist
- Munck, Frans de (1922–2010), niederländischer Fußballtorhüter
- Munck, Hanneke de (* 1951), niederländische Bildhauerin
- Munck, Hedwig (* 1955), deutsche Kinderbuchautorin
- Munck, Johannes Otto (1849–1905), Polizeihauptmann
- Munck, Katja (* 1979), deutsche Basketballnationalspielerin
- Munck, Magnus (* 2005), dänischer Fußballspieler
- Munck, Noah (* 1996), US-amerikanischer SchauspielerNoah Munck (* 1996)

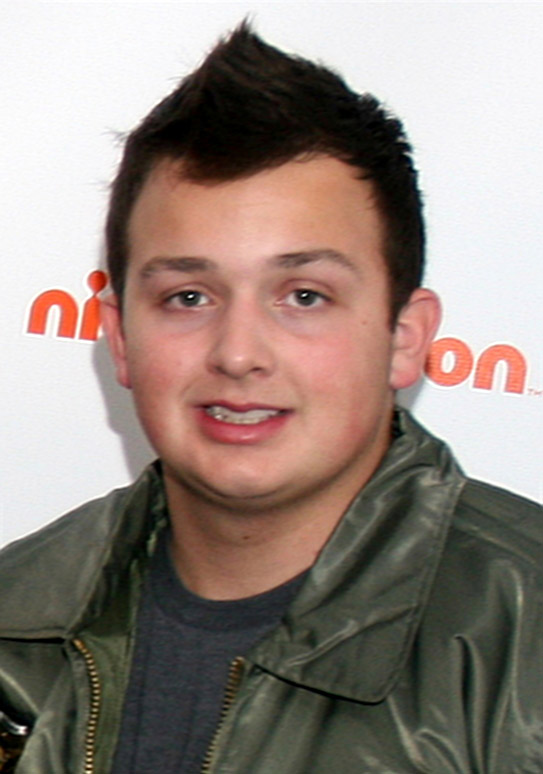
Noah Munck (* 1996)

- Munckel, August (1837–1903), deutscher Jurist (DFP, FVp), MdR
- Muncker, Franz (1855–1926), deutscher Literaturhistoriker
- Müncker, Theodor (1887–1960), deutscher katholischer Moraltheologe
- Muncker, Theodor von (1823–1900), deutscher Verwaltungsjurist und Kommunalpolitiker
- Münckner, Christian August (1788–1864), deutscher evangelischer Theologe

#### Muncl
- Munclinger, Milan (1923–1986), tschechischer Flötist, Dirigent, Komponist und Musikwissenschaftler

#### Muncy
- Muncy, Max (* 1990), amerikanischer Baseballspieler

### Mund
- Mund, Arthur (* 1899), deutscher Wasserspringer
- Mund, Cara (* 1993), US-amerikanische Miss America, Anwältin und Politikerin
- Mund, Eberhard (* 1940), deutscher Ruderer und Rudertrainer
- Mund, Eike (* 1988), deutscher Fußballspieler
- Mund, Emil (1884–1954), deutscher Bildhauer
- Mund, Fabian (* 1980), deutscher Biathlet
- Mund, Günther (1934–2011), deutsch-chilenischer Wasserspringer und Unternehmer
- Mund, Hans-Joachim (1914–1986), deutscher evangelischer Theologe
- Mund, Karlheinz (* 1937), deutscher Dokumentarfilm-Regisseur
- Mund, Klaus Dieter (* 1969), deutscher Film-, Fernseh- und Theaterschauspieler
- Mund, Margret (1909–1993), deutsche Wasserspringerin
- Mund, Pega, deutsche Lyrikerin, Schriftstellerin und Psychologin
- Mund, Petra, deutsche Sozialpädagogin und Hochschullehrerin
- Mund, Pros (1589–1644), dänischer Admiral
- Mund, Richard (1885–1968), deutscher Kunstmaler (Spätimpressionismus)
- Mund, Sören (* 1973), deutscher Musikproduzent
- Mund, Uwe (* 1962), deutscher Weltmeister im Rudern
- Mundaca, Rodrigo (* 1961), chilenischer Agraringenieur und Menschenrechtsaktivist
- Mundadan, Gratian (* 1933), indischer Bischof
- Mundal, Else (* 1944), norwegische Altnordistin
- Munday, Anthony (1560–1633), englischer Autor
- Munday, Jeremy (* 1960), britischer Sprach- und Übersetzungswissenschaftler
- Munday, Julie (* 1967), englische Badmintonspielerin
- Mundbach, Georg Gottfried († 1763), deutscher Buchdrucker und Verleger
- Munde, Carl Gottlieb (1805–1887), deutscher Sprachenlehrer und Hydropath
- Munde, Friedrich (* 1896), deutscher Politiker (NSDAP)
- Munde, Gopinath (1949–2014), indischer Politiker
- Mundel, Barbara (* 1959), deutsche Theaterregisseurin
- Mündel, Curt (1852–1906), deutscher Buchhändler und Volkskundler
- Mündel, Franz (1898–1985), deutscher Labormediziner, Präsident der Landesärztekammer Hessen (1956–1964)
- Mündel, Harry (1876–1946), deutscher Marineoffizier, zuletzt Konteradmiral
- Mundel, Jennifer (* 1962), südafrikanische Tennisspielerin
- Mündelein, Dirk (* 1969), deutscher Musiker (Gitarre, Sampling, Komposition)
- Mündelein, Ferdinanda (1886–1944), deutsche Steyler Missionsschwester und Märtyrin
- Mündelein, Franz (1857–1926), deutscher Architekt
- Mundelein, George (1872–1939), US-amerikanischer Geistlicher, katholischer Erzbischof und Kardinal
- Mundell, David (* 1962), schottischer Politiker (Conservative Party), Mitglied des House of Commons
- Mundell, Hugh (1962–1983), jamaikanischer Roots-Reggae-Sänger
- Mundell, Marc (* 1983), südafrikanischer Geher
- Mundell, Robert (1932–2021), kanadischer Volkswirt, Nobelpreisträger für Wirtschaftswissenschaften 1999
- Mundella, A. J. (1825–1897), britischer Politiker der Liberal Party, Unterhausabgeordneter, Bildungs- und Handelsminister
- Münden, Christian (1684–1741), deutscher evangelisch-lutherischer Theologe und Pfarrer
- Münden, Gerd-Peter (* 1966), deutscher KirchenmusikerGerd-Peter Münden (* 1966)

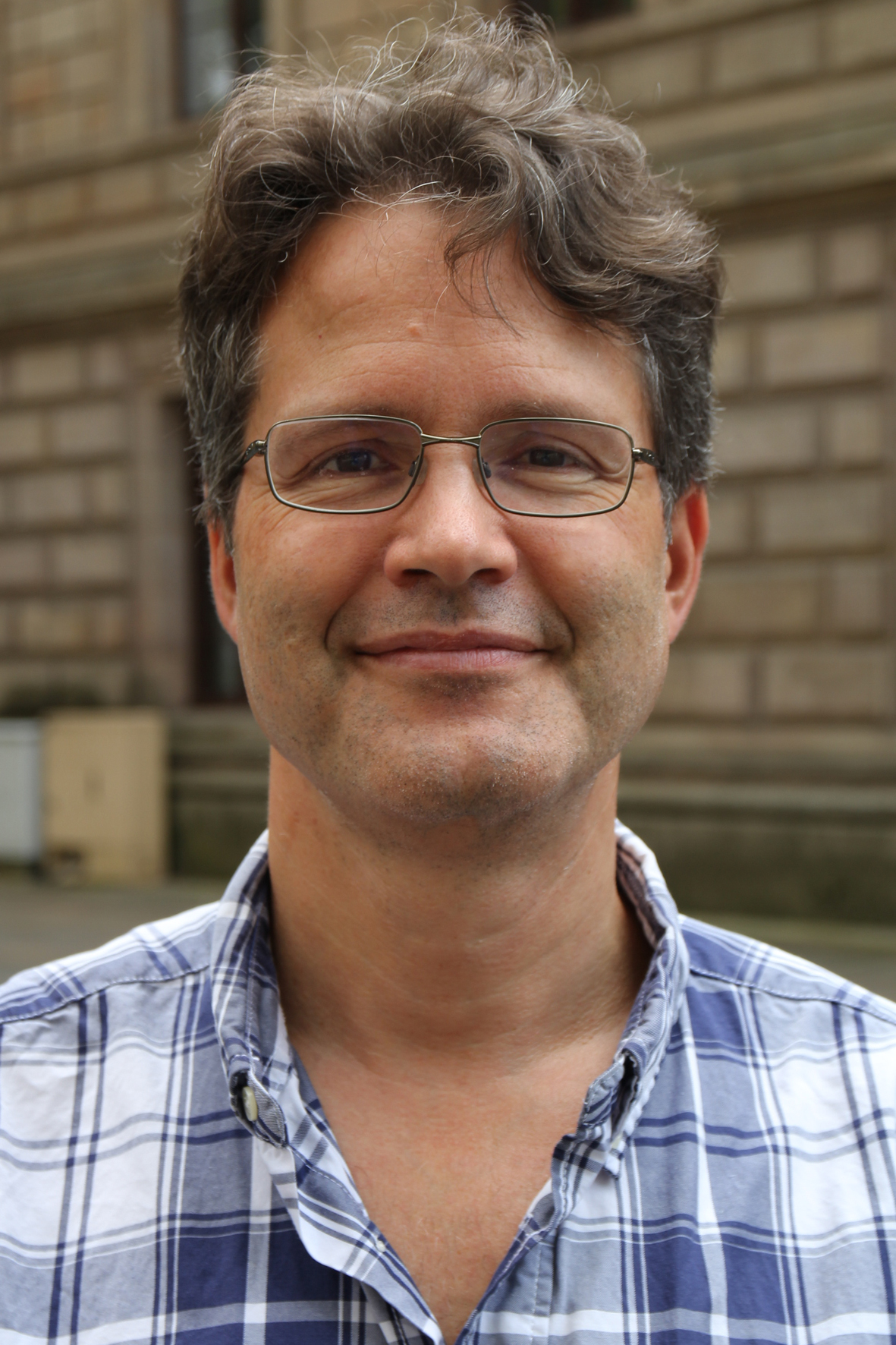
Gerd-Peter Münden (* 1966)

- Münden, Johann (1564–1638), Hamburger Oberalter und Ratsherr
- Munder, César (* 2000), kubanisch-chilenischer Fußballspieler
- Munder, Eugen (1899–1952), deutscher NSDAP-Gauleiter
- Munder, Heike (* 1969), deutsche Museumsdirektorin
- Münder, Johannes (* 1944), deutscher Jurist und Hochschullehrer
- Munder, Lothar Christian (* 1962), brasilianischer Skirennläufer
- Munderich, fränkischer König
- Munderich von Langres, fränkischer Bischof und christlicher Heiliger
- Mundhaarmonika (* 1982), deutscher Rapper
- Mundheim, Robert (* 1933), US-amerikanischer Wirtschaftsjurist und Finanzwissenschaftler
- Mundhenk, Johannes (1909–1986), deutscher Baptistenpastor, Altphilologe
- Mundhenk, Michael (* 1954), deutscher Übersetzer
- Mundhenke, Herbert (1915–1997), deutscher Archivar
- Mundhir, al- († 888), Emir von Córdoba (886–888)
- Mundhra, Smriti (* 1980), US-amerikanische Filmregisseurin und Filmproduzentin
- Mundia, Nalumino (1927–1988), sambischer Politiker
- Mundiasti, Rani (* 1984), indonesische Badmintonspielerin
- Mundigl, Josef (* 1929), deutscher Geistlicher
- Mundin, Herbert (1897–1939), britischer Schauspieler
- Mundine, Anthony (* 1975), australischer Boxer
- Munding, Anton (1903–1976), deutscher Kunstmaler
- Munding, Emmanuel (1882–1960), deutscher Benediktiner
- Munding, Heinz (1923–2004), deutscher Altphilologe und Fachdidaktiker
- Munding, Ildefons (1876–1945), deutscher Benediktiner
- Munding, Marco (* 1962), deutscher Rennfahrer
- Munding, Max (* 1949), deutscher Verwaltungsjurist, Rechnungshofpräsident
- Munding, Michael (* 1959), deutscher Künstler
- Mundinger, Ellen (* 1955), deutsche Leichtathletin
- Mundinger, Friedrich Wilhelm (1893–1965), deutscher Volkswirt, Künstler und Politiker (FDP), MdL
- Mundinger, Johannes (* 1982), deutscher Künstler
- Mundir I., al-, Emir von Saragossa
- Mundir II. († 1038), Emir von Saragossa
- Mundir III. († 554), König der Lachmiden in Nordarabien
- Munditia, christliche Heilige
- Mündl, Kurt (1959–2019), österreichischer Dokumentarfilmer und Biologe
- Mundlak, Regina (1887–1942), polnische Malerin, Zeichnerin und Radiererin
- Mundlak, Yair (1927–2015), israelischer Wirtschaftswissenschaftler und Hochschullehrer
- Mündlein, Karl (* 1942), deutscher Realschullehrer und Mundartlyriker
- Mündler, Anton (1896–1945), deutscher Justizbeamter und Politiker (NSDAP), MdR
- Mündler, Eugen (1889–1981), deutscher Journalist
- Mundlos, Christina (* 1982), deutsche Soziologin
- Mundlos, Heidemarie (* 1956), deutsche Politikerin (CDU), MdL
- Mundlos, Heinrich (1836–1928), deutscher Unternehmer und Erfinder, Nähmaschinen-Fabrikant
- Mundlos, Rudolf (1918–1988), deutscher Geologe und Paläontologe
- Mundlos, Stefan (* 1958), deutscher Humangenetiker
- Mundlos, Uwe (1973–2011), deutscher Rechtsextremist und Mitglied des Nationalsozialistischen UntergrundsUwe Mundlos (1973–2011)

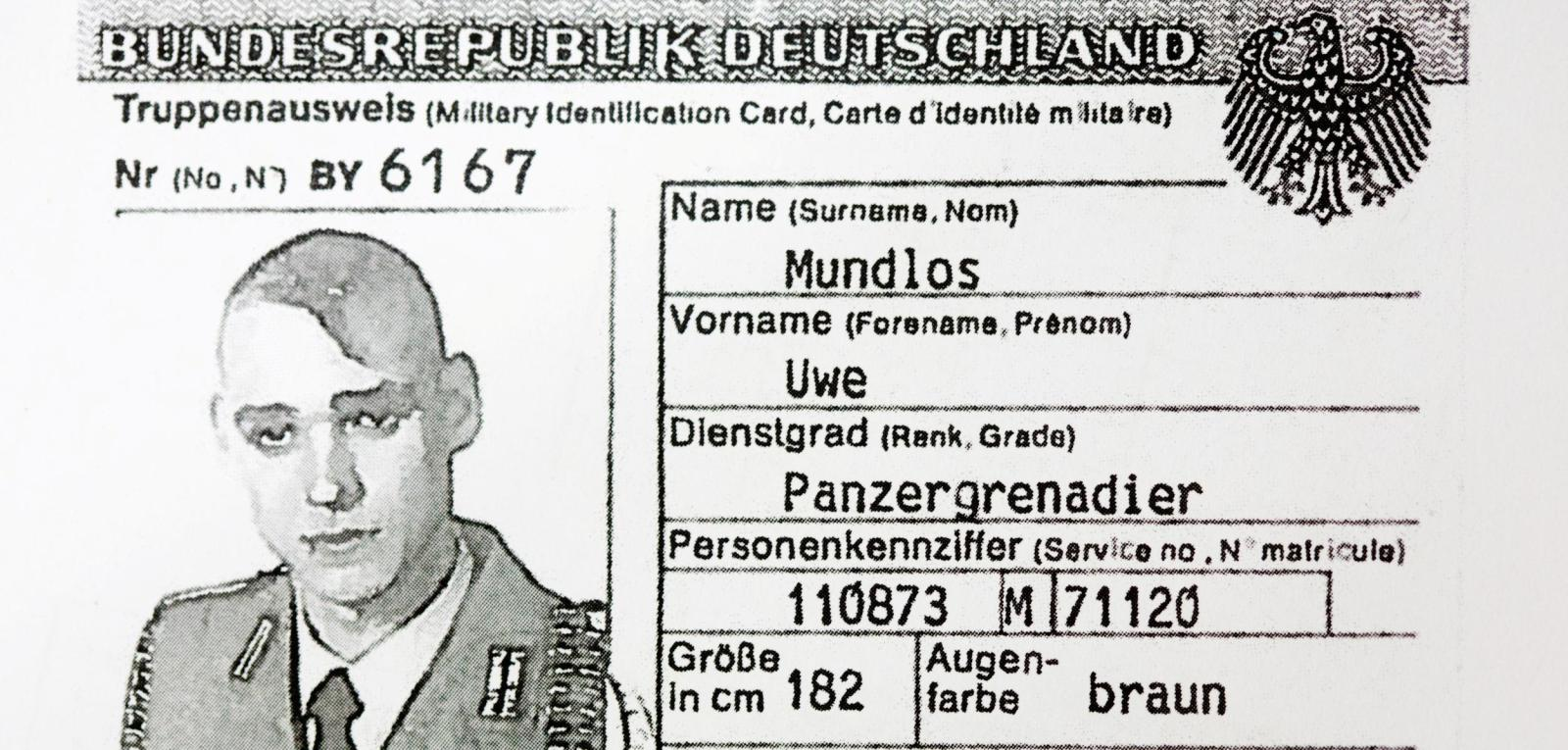
Uwe Mundlos (1973–2011)

- Mündner, Paul (1872–1934), deutscher Radrennfahrer und Zirkusartist
- Mündnich, Karl (1908–1993), deutscher HNO-Arzt und Hochschullehrer
- Mundo (1916–1978), spanischer Fußballspieler
- Mundo, Martin (1882–1941), deutscher Volksdichter und Weinhändler
- Mundo, Miguel Pedro (1937–1999), US-amerikanischer Geistlicher, Bischof von Jataí
- Mundo, Norbert (* 1960), deutscher Eishockeyspieler
- Mundorf, Gerda (1913–1983), deutsche Pädagogin
- Mundorf, Hans (1929–2009), deutscher Journalist
- Mundorf, Paul (1903–1976), deutscher Theaterschauspieler, Regisseur und Theaterintendant
- Mundruczó, Kornél (* 1975), ungarischer Regisseur
- Mundry, Isabel (* 1963), deutsche Komponistin
- Mundry, Karl-Wolfgang (1927–2009), deutscher Molekularbiologe
- Mundstock, Karl (1915–2008), deutscher Schriftsteller
- Mundt, Albert (1883–1940), deutscher Kunsthistoriker, Naturschützer und Landeskonservator
- Mundt, Andreas (* 1960), deutscher Verwaltungsjurist und Präsident des BundeskartellamtesAndreas Mundt (* 1960)

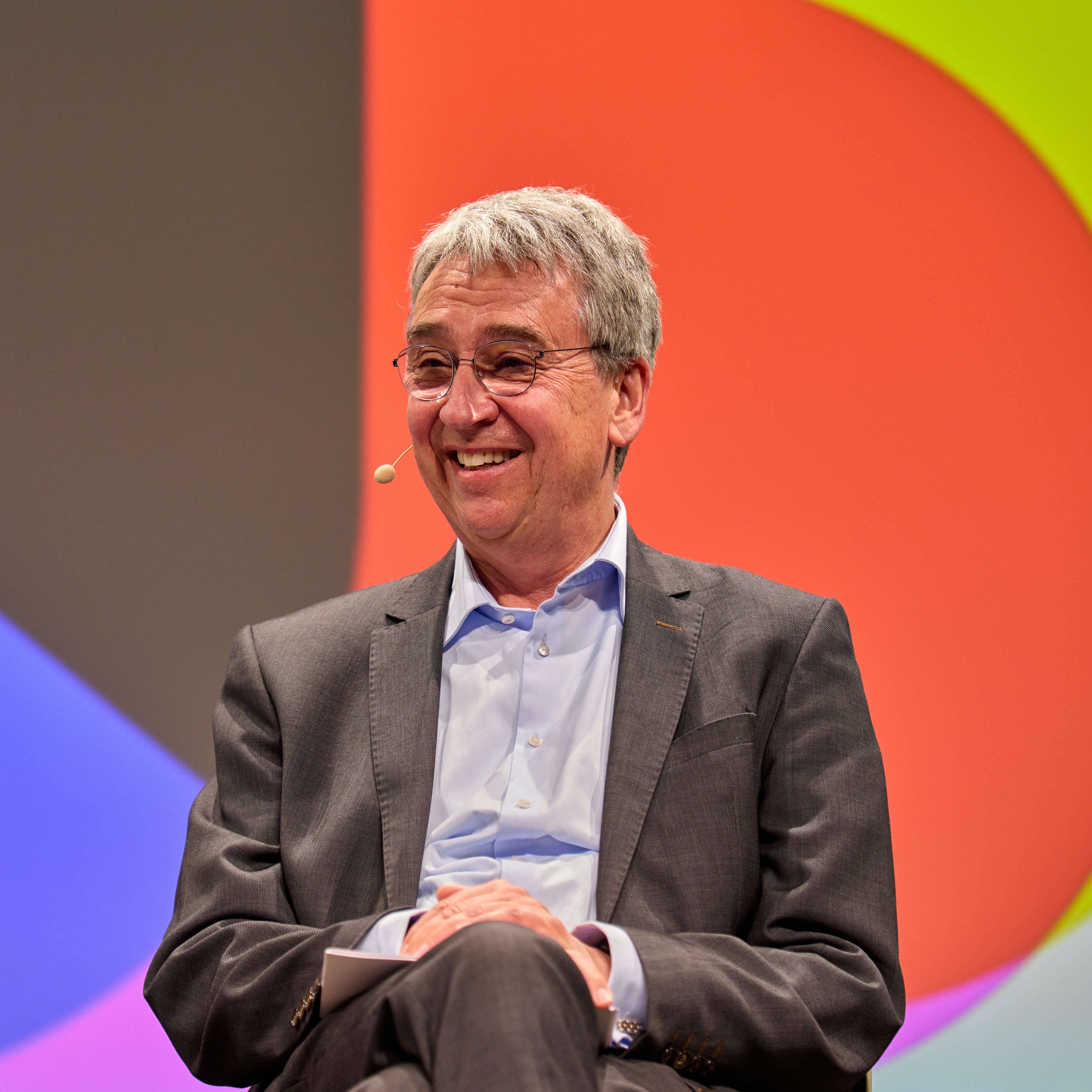
Andreas Mundt (* 1960)

- Mundt, August (1866–1952), deutscher Industrieller und Erbauer der Tropholit-Werke
- Mundt, Emilie (1842–1922), dänische Malerin und Kunstlehrerin
- Mundt, Ernst (1921–1962), deutsches Todesopfer der Berliner Mauer
- Mundt, Felix (* 1973), deutscher Altphilologe und Hochschullehrer
- Mundt, Hans Josef (1914–2002), deutscher Schriftsteller
- Mundt, Johann Heinrich (1632–1691), tschechischer Orgelbauer deutscher Herkunft
- Mundt, Karl Earl (1900–1974), US-amerikanischer Politiker
- Mundt, Kate (1930–2004), dänische Schauspielerin
- Mundt, Kristina (* 1966), deutsche Ruderin
- Mundt, Ludwig (* 1948), deutscher Brigadegeneral, Abteilungsleiter im Bundesnachrichtendienst
- Mundt, Maximilian (* 1996), deutscher Filmkünstler und SchauspielerMaximilian Mundt (* 1996)

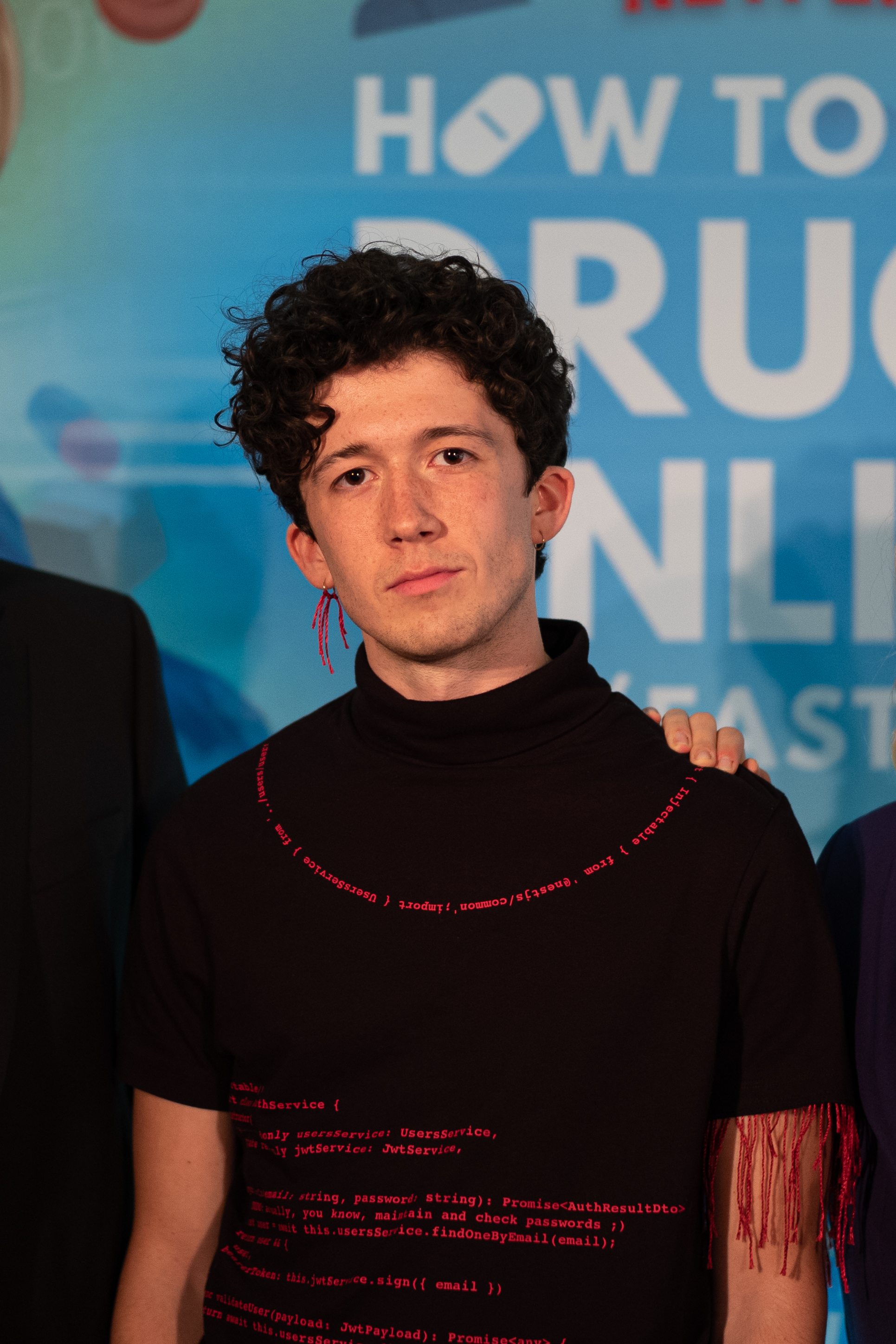
Maximilian Mundt (* 1996)

- Mundt, Miel (1880–1949), niederländischer Fußballspieler
- Mundt, Pascal (* 1955), deutscher Kameramann
- Mundt, Siegfried (* 1951), deutscher Fußballspieler
- Mundt, Theodor (1808–1861), deutscher Schriftsteller
- Mundt, Thomas (* 1964), deutscher Badmintonspieler
- Mundt, Ulrike (* 1976), deutsche Künstlerin
- Mundt, Werner (1939–2005), deutscher Boxer
- Mundt, Wilhelm (* 1959), deutscher Bildhauer
- Mundubile, Brian (* 1971), sambischer Politiker
- Munduruku, Daniel (* 1964), brasilianischer Schriftsteller indigener Herkunft
- Mundus († 536), oströmischer Feldherr
- Mundus, Doris (* 1951), deutsche Bibliothekarin
- Mundus, Marcus (* 1989), deutscher Sänger und Musical-Darsteller
- Mundwiller, Joseph-Louis (1886–1967), elsässischer Kameramann
- Mundy (* 1975), irischer Sänger und Songschreiber
- Mundy, Carl Epting, Jr. (1935–2014), US-amerikanischer General, 30. Commandant of the Marine Corps
- Mundy, Edward (1794–1851), US-amerikanischer Jurist und Politiker
- Mundy, Frank (1918–2009), US-amerikanischer Autorennfahrer
- Mundy, Jaromír von (1822–1894), Mediziner, Gründungsmitglied der Wiener Freiwilligen Rettungsgesellschaft
- Mundy, Jimmy (1907–1983), US-amerikanischer Jazzmusiker und Musikproduzent
- Mundy, Johann von (1798–1872), österreichischer Unternehmer
- Mundy, John († 1630), englischer Organist und Komponist
- Mundy, John M. (* 1952), kanadischer Diplomat
- Mundy, Liza (* 1960), US-amerikanische Autorin
- Mundy, Rodney (1805–1884), britischer Admiral of the Fleet
- Mundy, Talbot (1879–1940), englisch-US-amerikanischer Abenteurer, Autor und Theosoph
- Mundy, Wilhelm von (1742–1805), österreichischer Unternehmer
- Mundy, William, englischer Komponist
- Mundzeck, Heike (1938–2023), deutsche Journalistin und Fernsehautorin
- Mundzuk, Stammesführer der Hunnen

### Mune
- Mune, Diego, argentinischer Gitarrist und Komponist von Filmmusik
- Mune, Ian (* 1941), neuseeländischer Regisseur und Schauspieler
- Müneccimbaşı Ahmed Dede (1631–1702), osmanischer Gelehrter, Sufi-Poet, Historiker und Autor
- Munechika, Kei (* 1992), japanischer Fußballspieler
- Munemann, Michael (* 1968), britischer Autorennfahrer
- Münemann, Rudolf (1908–1982), deutscher Finanzmakler
- Munemura, Muneji (* 1943), japanischer Ringer
- Munenaga (1311–1385), japanischer Prinz, buddhistischer Mönch und Dichter
- Múnera Correa, Francisco Javier (* 1956), kolumbianischer Ordensgeistlicher, römisch-katholischer Erzbischof von Cartagena
- Múnera Ochoa, Óscar Augusto (* 1962), kolumbianischer römisch-katholischer Geistlicher, emeritierter Apostolischer Vikar von Tierradentro
- Munera, Andy (* 1996), kolumbianischer Schauspieler
- Munerati, Dante Carlo (1869–1942), italienischer Ordenspriester und römisch-katholischer Bischof
- Munerati, Federico (1901–1980), italienischer Fußballspieler und -trainer
- Muneria, Charles Yosei (* 1996), kenianischer Langstreckenläufer
- Munerotto, Rosanna (* 1962), italienische Langstreckenläuferin
- Muneta, Yasuyuki (* 1981), japanischer Judoka
- Munetaka (1242–1274), Shogun in Japan
- Munetsi, Marshall (* 1996), simbabwischer Fußballspieler

### Munf
- Munford, Robert (1925–1991), US-amerikanischer Maler

### Mung
- Mung-ngawn La Sam, John (* 1973), myanmarischer römisch-katholischer Geistlicher, Bischof von Myitkyina
- Mungai, Joseph (1943–2016), tansanischer Politiker
- Mungan, Murathan (* 1955), türkischer AutorMurathan Mungan (* 1955)

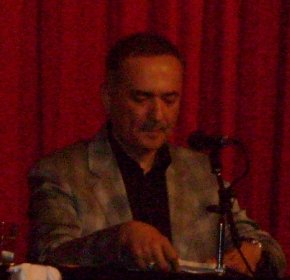
Murathan Mungan (* 1955)

- Mung’andu, Adrian (1920–2007), sambischer Erzbischof von Lusaka
- Mungara, Kenneth Mburu (* 1973), kenianischer Marathonläufer
- Mungard, Jens Emil (1885–1940), deutscher Dichter der nordfriesischen Sprache
- Mungard, Nann Peter (1849–1935), deutscher Forscher der Nordfriesischen Sprache
- Mungen, Anno (* 1961), deutscher Musikwissenschaftler und Hochschullehrer
- Mungen, William (1821–1887), US-amerikanischer Politiker
- Mungenast, Ernst Moritz (1898–1964), deutscher Schriftsteller, Journalist und Übersetzer
- Mungenast, Ferdinand (1848–1911), österreichischer Architekt
- Mungenast, Romed (1953–2006), österreichischer Schriftsteller
- Munger, Charles (1924–2023), US-amerikanischer Rechtsanwalt, Investor, Manager, Milliardär und MäzenCharles Munger (1924–2023)

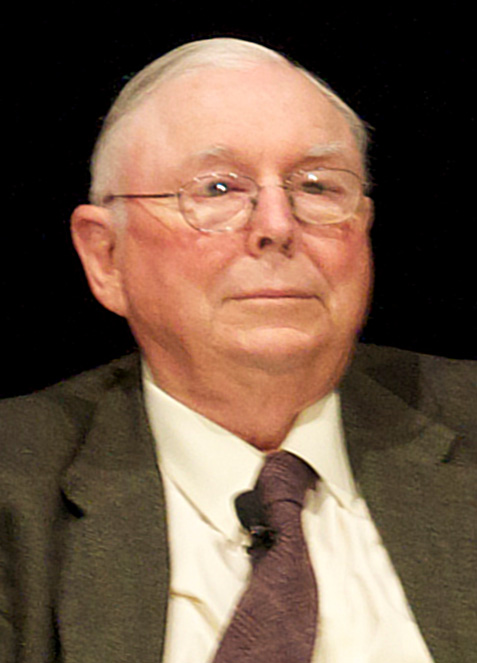
Charles Munger (1924–2023)

- Münger, Jill (* 1998), Schweizer Unihockeyspielerin
- Münger, Lukas (* 2001), Schweizer Unihockeyspieler
- Münger, Rudolf (1862–1929), Schweizer Maler und Illustrator
- Münger, Wilhelm (1923–2015), Schweizer Architekt, Holzbildhauer, Plastiker und Zeichner
- Müngersdorf, Theodor (1870–1932), deutscher Dirigent und Komponist
- Munggenast, Franz (1724–1748), österreichischer Barockbaumeister
- Munggenast, Joseph (1680–1741), österreichischer Barockbaumeister
- Munggenast, Matthias (1729–1798), österreichischer Barockbaumeister
- Mungiu, Cristian (* 1968), rumänischer Filmregisseur, Drehbuchautor und Filmproduzent
- Mungle, Matthew (* 1956), US-amerikanischer Maskenbildner
- Mungo (518–612), Patron der Stadt Glasgow sowie Schottlands; gilt als erster Bischof Glasgows
- Mung'omba, Dean († 2005), sambischer Politiker
- Mung'omba, Wila (1939–2014), sambischer Rechtsanwalt, Präsident der Afrikanischen Entwicklungsbank (AfEB) (1980–1985)
- Mungoshi, Charles (1947–2019), simbabwischer Schriftsteller
- Munguía, Antonio (1942–2018), mexikanischer Fußballspieler
- Munguía, Efraín (* 1965), mexikanischer Fußballspieler
- Munguía, Jaime (* 1996), mexikanischer Boxer im Halbmittelgewicht
- Munguía, Pedro (* 1958), mexikanischer Fußballspieler
- Mungunda, Anna (1932–1959), namibische Unabhängigkeitskämpferin
- Mungunda, Marlene (* 1954), namibische Politikerin (SWAPO)
- Munguti, Kyumbe (* 1995), kenianischer Mittelstreckenläufer

### Munh
- Munhak, Algacir (* 1966), brasilianischer römisch-katholischer Ordensgeistlicher und Bischof von São Miguel Paulista

### Muni
- Muni, Craig (* 1962), kanadischer Eishockeyspieler, -trainer und -scout
- Muni, Paul (1895–1967), US-amerikanischer SchauspielerPaul Muni (1895–1967)

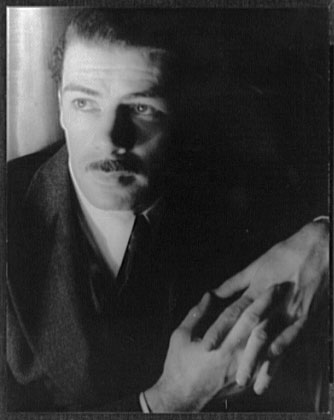
Paul Muni (1895–1967)

- Muni, Vineeta, indische Bergsteigerin
- Munia Mayor, Gräfin von Kastilien und Königin von Navarra
- Muniain, Iker (* 1992), spanischer Fußballspieler
- Muniak, Janusz (1941–2016), polnischer Jazzmusiker
- Munib al-Masri (* 1934), palästinensischer Minister und Mitglied des Palästinensischen Legislativrates
- Münichreiter, Karl (1891–1934), österreichischer Widerstandskämpfer
- Münichsdorfer, Friedrich (1828–1874), österreichischer Bergverwalter und Historiker
- Munics, Jošua (* 1910), lettischer Fußballspieler
- Munier, David-François (1798–1872), Schweizer evangelischer Geistlicher und Hochschullehrer
- Munier, Dietmar (* 1954), deutscher rechtsextremer Verleger
- Munier, Laurent (* 1966), französischer Handballspieler und -manager
- Munier, Ulrich (1698–1759), deutscher Jesuit, römisch-katholischer Theologe und Hochschullehrer
- Munier-Romilly, Amélie (1788–1875), Schweizer Malerin
- Muniesa, Marc (* 1992), spanischer Fußballspieler
- Münif Pascha († 1910), osmanischer Staatsmann und Reformer des osmanischen Bildungssystems während der Reformära (Tanzimat)
- Munif, Abd ar-Rahman (1933–2004), arabischer Schriftsteller
- Munih, Metka (* 1959), jugoslawische Skilangläuferin
- Munilla Aguirre, José Ignacio (* 1961), spanischer Geistlicher und römisch-katholischer Bischof von Orihuela-Alicante
- Munim, Mahmood (* 1941), irakischer Radrennfahrer
- Munim, Tina (* 1957), indische Filmschauspielerin und GeschäftsfrauTina Munim (* 1957)

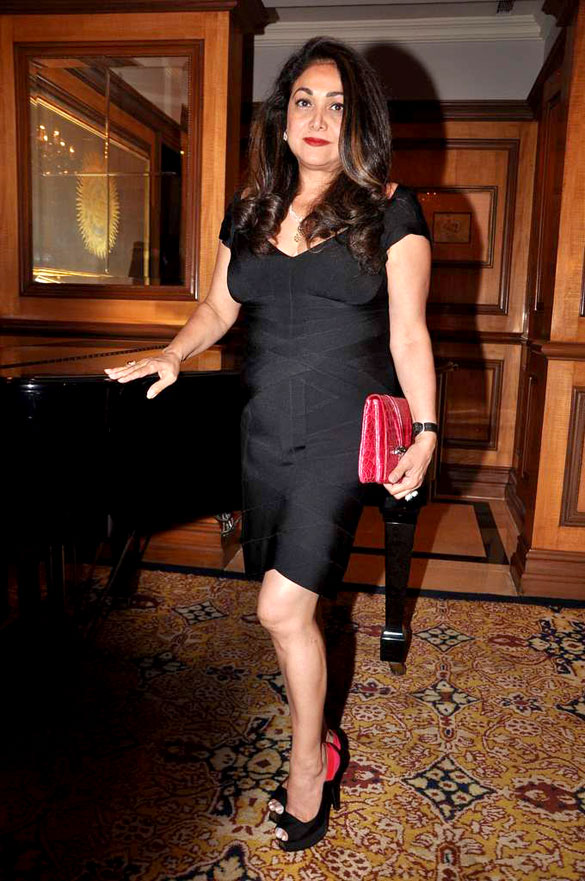
Tina Munim (* 1957)

- Munio von Zamora (1237–1300), spanischer Dominikaner, siebter Ordensmeister und Bischof von Palencia
- Munir Said Thalib (1965–2004), indonesischer Menschenrechts- und Anti-Korruptions-Aktivist
- Munir, Badar († 2008), pakistanischer Schauspieler
- Munir, Nemiah (* 2002), britische Stabhochspringerin
- Munir, Qusai (* 1981), irakischer Fußballspieler
- Munirah Jusoh, Siti (* 1987), malaysische Squashspielerin
- Muniru, Sulley (* 1992), ghanaischer Fußballspieler
- Mu'nis al-Muzaffar († 933), Regent unter den Kalifen al-Muktadir und al-Qahir
- Muʾnisa al-Maʾmūniyya, Sklavin und Konkubine
- Munisteri, Matt, US-amerikanischer Jazzmusiker (Banjo, Gitarre) und Songwriter
- Munitis, Pedro (* 1975), spanischer Fußballspieler
- Munitsõn, Peeter (* 1965), estnischer Badmintonspieler
- Munive Escobar, Luis (1920–2001), mexikanischer römisch-katholischer Geistlicher, Bischof von Tlaxcala
- Muniz de Oliveira, Daniel (* 1997), brasilianischer Volleyballspieler
- Muñiz de Urquiza, María (* 1962), spanische Politikerin (PSOE), MdEP
- Muniz Fernandes, Antônio (* 1952), brasilianischer Geistlicher, Erzbischof von Maceió
- Muñiz, Agenor (* 1910), uruguayischer Fußballspieler
- Muniz, Agenor (* 1949), brasilianisch-australischer Fußballspieler
- Muñiz, Antonio, mexikanischer Fußballspieler
- Muniz, Antonio Guedes (1900–1985), brasilianischer Ingenieur und Luftfahrtpionier der brasilianischen Luftfahrtindustrie
- Muniz, Daiane (* 1988), brasilianische Fußballschiedsrichterin
- Muñiz, Francisco Javier (1795–1871), argentinischer Militärarzt und Paläontologe
- Muniz, Frankie (* 1985), US-amerikanischer Schauspieler, Musiker und RennfahrerFrankie Muniz (* 1985)

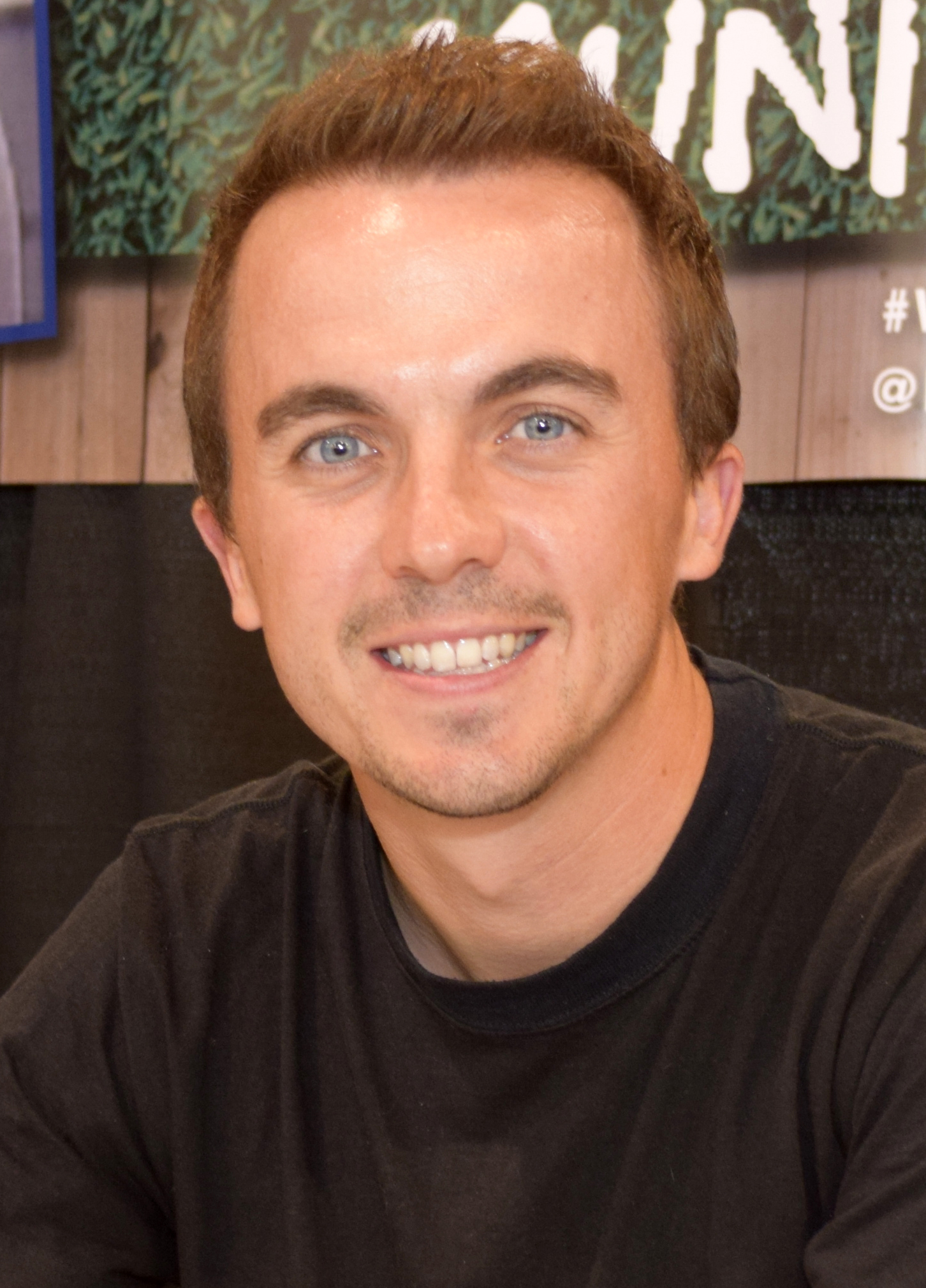
Frankie Muniz (* 1985)

- Muniz, João Batista (1900–1977), brasilianischer Ordensgeistlicher, Bischof von Barra
- Muniz, João Carlos (1893–1960), brasilianischer Diplomat
- Muñiz, Jorge (* 1960), mexikanischer Schauspieler, Sänger und Moderator
- Muñiz, José María (* 1956), uruguayischer Fußballspieler
- Muniz, Joyce (* 1983), österreichisch-brasilianische MusikerinJoyce Muniz (* 1983)

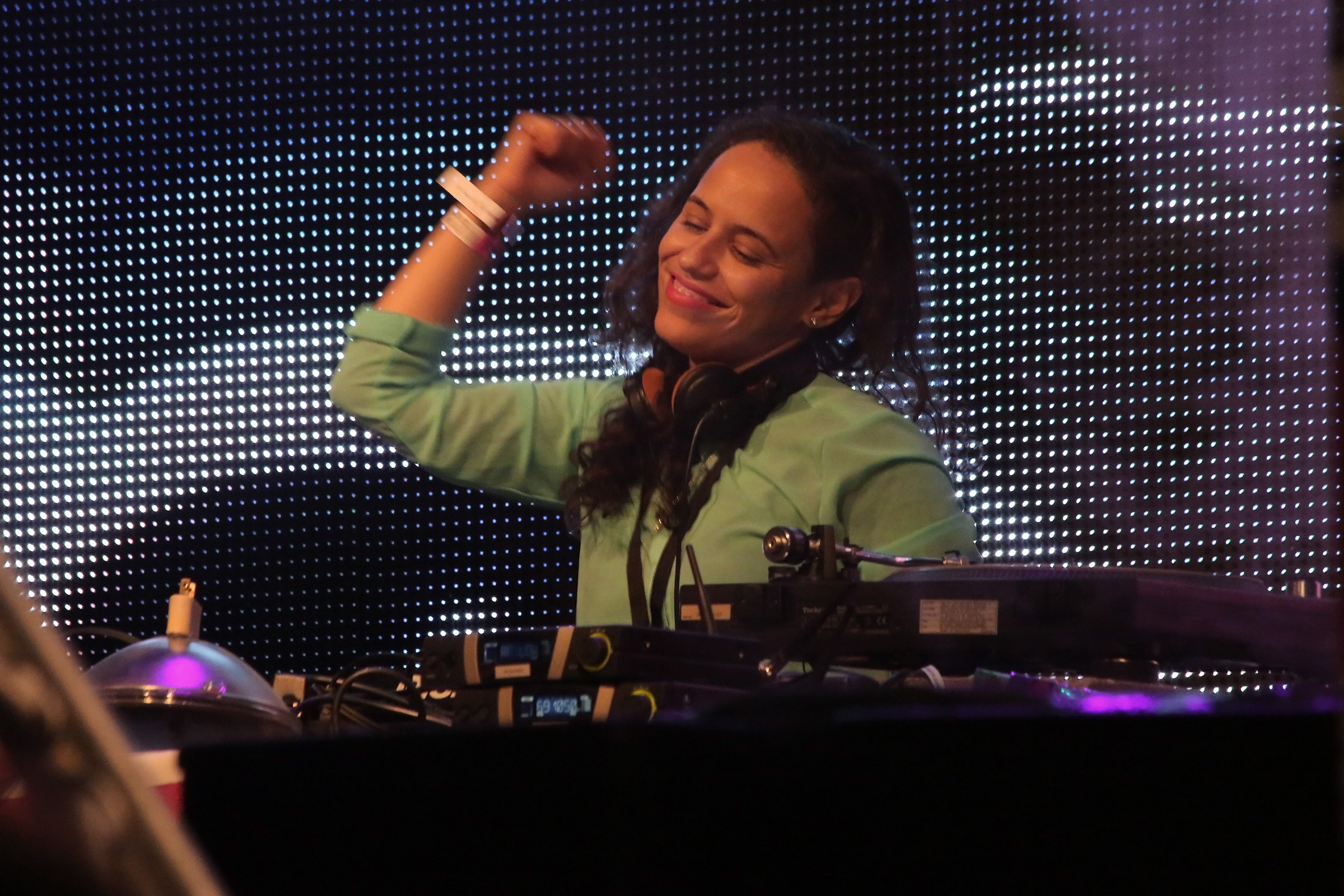
Joyce Muniz (* 1983)

- Muñiz, Juan Carlos (1984–2022), mexikanischer Journalist
- Muñiz, Marco Antonio (* 1933), mexikanischer Sänger
- Múñiz, Sergio (* 1975), spanischer Schauspieler sowie Model
- Muñiz, Susana (* 1965), uruguayische Politikerin
- Muniz, Vik (* 1961), brasilianischer Künstler
- Muñiz-Huberman, Angelina (* 1936), mexikanische Schriftstellerin, Dichterin, Essayistin und Literaturwissenschaftlerin
- Munizzi, Martha (* 1968), amerikanische Gospelsängerin, Songwriterin, Autorin und Schauspielerin

### Munj
- Munjal, Om Prakash (1928–2015), indischer Unternehmer
- Munjeong (1501–1565), Königin der Joseon-Dynastie in Korea
- Munji, Titus (* 1979), kenianischer Marathonläufer
- Munjong (1019–1083), 11. König des Goryeo-Reiches und der Goryeo-Dynastie
- Munjong (1414–1452), 5. König der Joseon-Dynastie in Korea

### Munk
- Munk Christiansen, Casper (* 1986), dänischer Volleyballspieler
- Munk Mortensen, Rebecca (* 2005), dänische Tennisspielerin
- Munk Plum, Jørgen (1925–2011), dänischer Leichtathlet und Tierarzt
- Munk, Andrzej (1921–1961), polnischer Regisseur und Kameramann
- Munk, Axel (* 1967), deutscher Mathematiker
- Munk, Bettina (* 1960), deutsche Künstlerin
- Munk, Danny de (* 1970), niederländischer Schauspieler und Sänger
- Munk, Eduard (1803–1871), deutscher Klassischer Philologe
- Munk, Ferdinand (* 1961), deutscher Unternehmer und Kommunalpolitiker
- Münk, Hans Jürgen (* 1944), Schweizer Theologe
- Munk, Heinrich (* 1936), deutscher Postbeamter, Heimatkundler und Sachbuchautor
- Munk, Herbert (1875–1953), deutscher Philatelist und Autor
- Munk, Hermann (1839–1912), deutscher Physiologe
- Munk, Immanuel (1852–1903), deutscher Mediziner
- Munk, Iver († 1539), Bischof von Ribe
- Munk, Jens (1579–1628), dänischer Seefahrer und Entdecker
- Munk, Jesper (* 1992), deutscher Blues-, Soul-, Rock- und Folk-Singer-Songwriter und GitarristJesper Munk (* 1992)

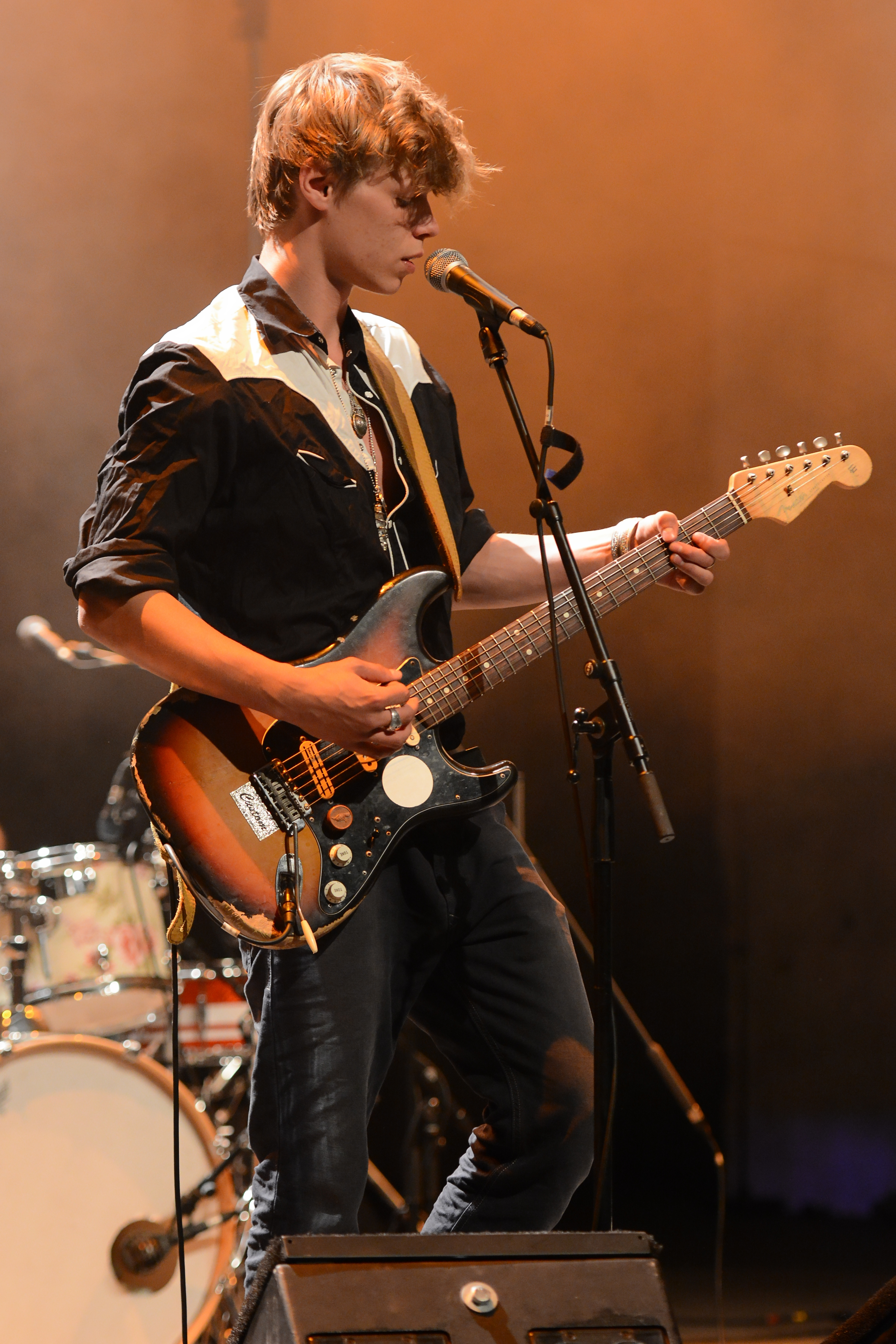
Jesper Munk (* 1992)

- Munk, József (* 1890), ungarischer Schwimmer
- Munk, Kaj (1898–1944), dänischer Pastor, Poet, Gegner Hitlers und Märtyrer
- Munk, Karl-Heinz (* 1939), deutscher Skispringer
- Münk, Katharina (* 1963), deutsche Roman- und Drehbuchautorin
- Munk, Kirsten (1598–1658), Gräfin von Schleswig-Holstein, Ehefrau des dänischen Königs Christian IV.
- Munk, Lise Overgaard (* 1989), dänische Fußballspielerin
- Munk, Marie (1885–1978), erste Richterin Deutschlands
- Munk, Max Michael (1890–1986), deutsch-amerikanischer Aeronautiker
- Munk, Michael (1905–1984), orthodoxer Rabbiner
- Munk, Paneeraq Siegstad (* 1977), grönländische evangelisch-lutherische Geistliche
- Munk, Peder (1534–1623), dänischer Militär und Politiker
- Munk, Peter (1927–2018), ungarisch-kanadischer Unternehmer, Investor und Mäzen
- Munk, Salomon (1805–1867), deutscher Orientalist
- Munk, Sigvard (1891–1983), dänischer Politiker
- Munk, Stephanie (* 1976), deutsche Juristin, Richterin am Bundesgerichtshof
- Munk, Troels (1925–2016), dänischer Schauspieler
- Munk, Troels II (1944–2023), dänischer Schauspieler
- Munk, Walter (1917–2019), US-amerikanischer Ozeanograph und Geophysiker
- Munk, William (1816–1898), englischer Arzt und Biograf
- Munkácsi, Antónia (* 1938), ungarische Sprinterin
- Munkácsi, Martin (1896–1963), Modefotograf
- Munkácsy, Mihály von (1844–1900), ungarischer MalerMihály von Munkácsy (1844–1900)

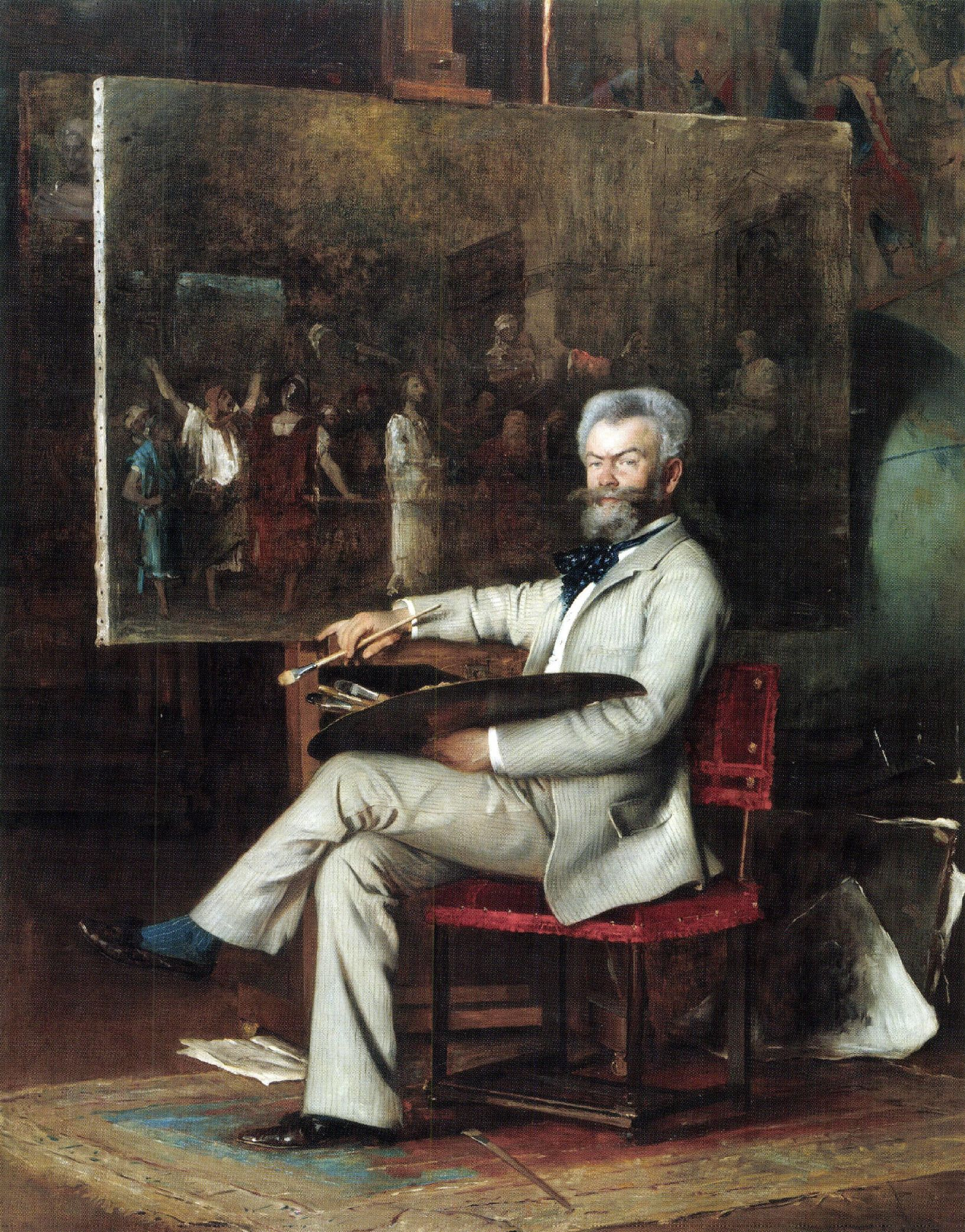
Mihály von Munkácsy (1844–1900)

- Munkberg, Sylvi (1928–2013), finnische Tischtennisspielerin
- Munke, Georg Wilhelm (1772–1847), deutscher Physiker
- Münke, Maren (* 1943), deutsche Juristin, Richterin am Bundesgerichtshof a. D.
- Munke, Martin (* 1984), deutscher Historiker
- Munke, Walter (1906–1942), deutscher Politiker, Autor, Journalist und Interbrigadist
- Munkejord, Svein (* 1948), norwegischer Politiker
- Münkel, Daniela (* 1962), deutsche Historikerin
- Münkel, Louis (1810–1886), deutscher Lehrer und Schriftsteller
- Münkel, Otto (1875–1939), deutscher Verwaltungsjurist und Parlamentarier
- Munkelt, Thomas (* 1952), deutscher Leichtathlet und OlympiasiegerThomas Munkelt (* 1952)

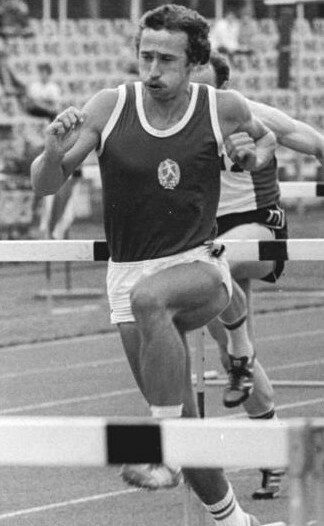
Thomas Munkelt (* 1952)

- Munkelt, Willi (1910–1996), deutscher Fußballspieler
- Münker, Adolf, deutscher Fußballspieler
- Münker, Stefan (* 1963), deutscher Medienwissenschaftler und Publizist
- Münker, Verena (* 1988), deutsche Dressurreiterin
- Münker, Wilhelm (1874–1970), Mitbegründer des Deutschen Jugendherbergswerkes und aktiver Naturschützer
- Munkert, Andreas (1908–1982), deutscher Fußballspieler
- Munkert, Georg Friedrich (1888–1944), sozialdemokratischer Widerstandskämpfer gegen den Nationalsozialismus
- Munkes, Rolf (* 1966), deutscher Gitarrist, Komponist und Musik-Produzent mit eigenem Studio
- Munkhgal, Sodovjamts (* 1971), mongolischer Fußballspieler
- Munkit, Vacharaporn (* 1987), thailändische Badmintonspielerin
- Münkler, Herfried (* 1951), deutscher PolitikwissenschaftlerHerfried Münkler (* 1951)

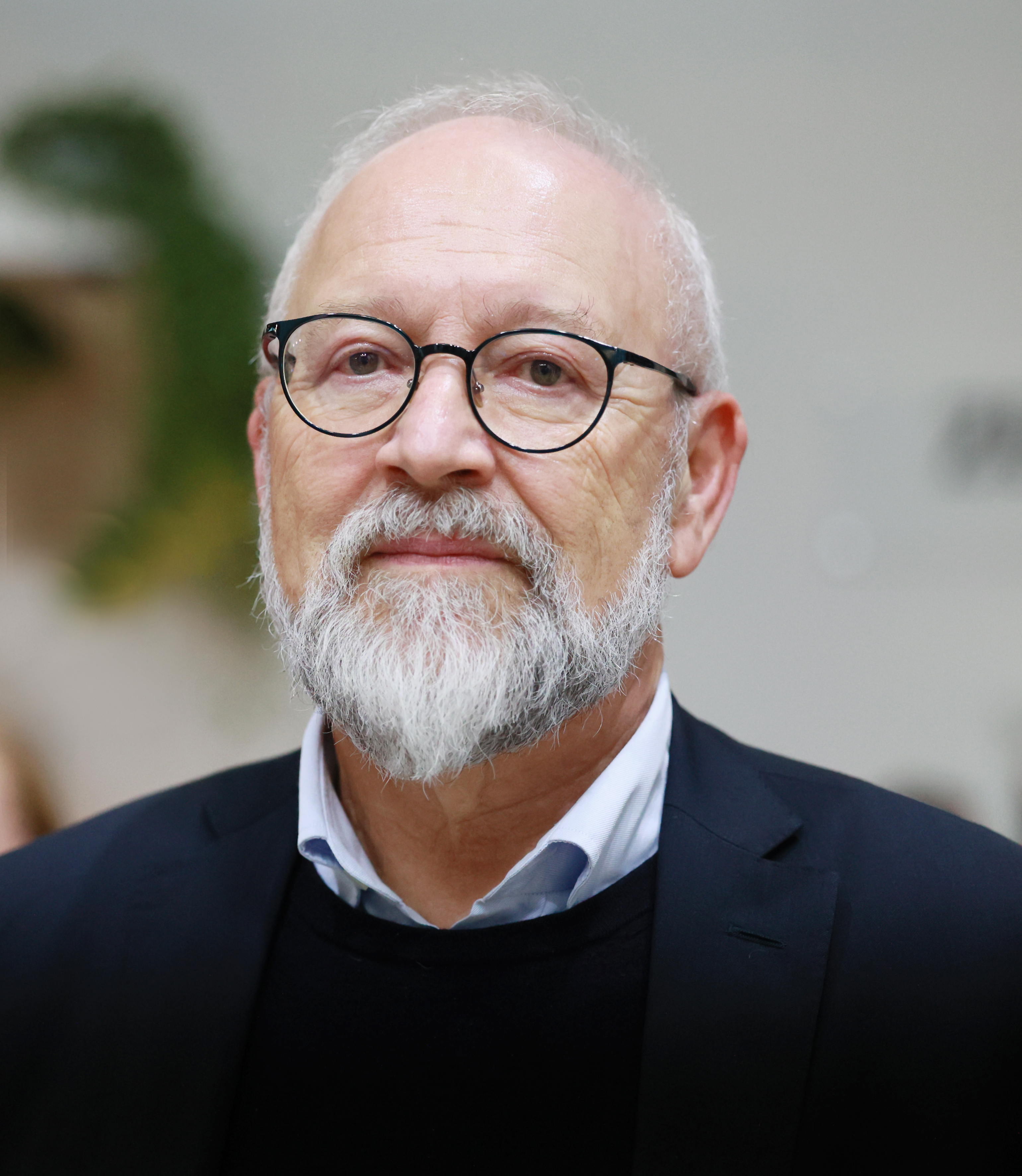
Herfried Münkler (* 1951)

- Münkler, Laura (* 1985), deutsche Rechtswissenschaftlerin
- Münkler, Marina (* 1960), deutsche Literaturwissenschaftlerin und Hochschullehrerin
- Münkner, Hans (* 1935), deutscher Jurist, Professor, Autor und Herausgeber
- Munkova, Svetlana (* 1965), usbekische Leichtathletin
- Munkres, James (* 1930), US-amerikanischer Mathematiker
- Munksgaard, Charlotte (* 1958), dänische Schauspielerin

### Munl
- Munlloch, Julio (1916–1996), spanischer Fußballspieler

### Munn
- Munn, Allison (* 1974), US-amerikanische Schauspielerin
- Munn, H. Warner (1903–1981), amerikanischer Autor von Fantasy- und Horrorliteratur
- Munn, Matthew J. (* 1981), US-amerikanischer Animator und Synchronsprecher
- Munn, Olivia (* 1980), US-amerikanische Schauspielerin und Fernsehmoderatorin
- Munn, Paul Sandby (1773–1845), britischer Aquarellmaler, Zeichner und Lithograf
- Munn, Steve (* 1978), kanadischer Eishockeyspieler
- Münn, Volker (* 1960), deutscher Fußballspieler
- Munn, William Azariah (1864–1940), kanadischer Unternehmer und Historiker
- Munn-Rankin, Margaret (1913–1981), britische Vorderasiatische Archäologin und Altorientalistin
- Munné i Mitjans, Josep (1881–1956), spanischer klassischer Violinist und Musikpädagoge
- Munnell, Alicia (* 1942), US-amerikanische Wirtschaftswissenschaftlerin und Hochschullehrerin
- Munnerlyn, Charles James (1822–1898), konföderierter Offizier und Politiker
- Munnery, Paul (1942–2019), britischer Jazzmusiker (Posaune)
- Munni, Shahnaz (* 1969), bangladeschische Autorin und Fernsehjournalistin
- Münnich, Anton Günther von (1650–1721), deutscher Deichgraf
- Münnich, Burkhard Christoph von (1683–1767), deutschstämmiger Generalfeldmarschall und Politiker in russischen DienstenBurkhard Christoph von Münnich (1683–1767)

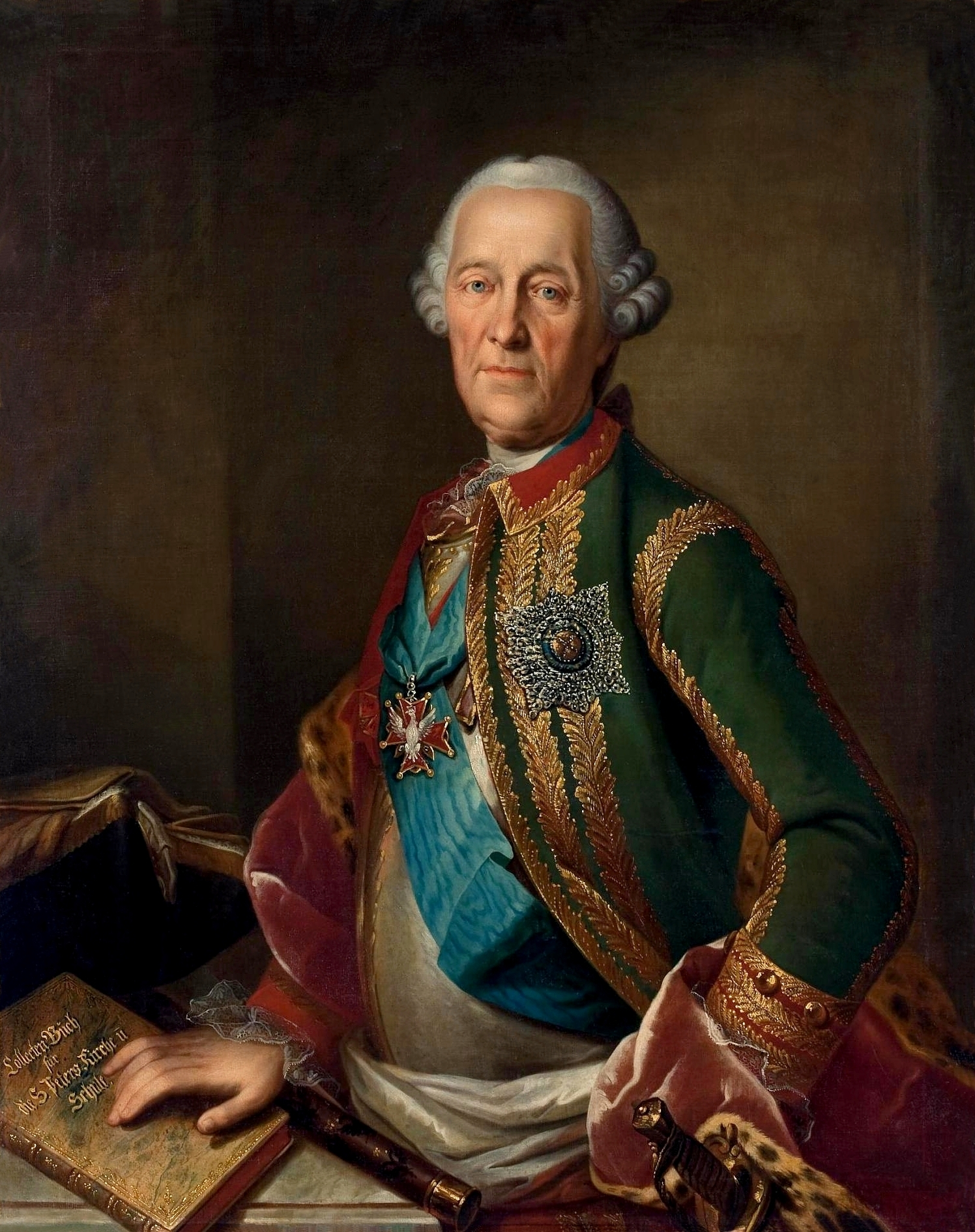
Burkhard Christoph von Münnich (1683–1767)

- Münnich, Ferenc (1886–1967), ungarischer Politiker und Ministerpräsident (1958–1961)
- Münnich, Johann Rudolf von (1678–1730), deutscher Deichgraf
- Münnich, Karl Ludwig (1890–1984), deutscher Mundartdichter und Verleger
- Münnich, Michael (1961–2024), deutscher Radrennfahrer
- Münnich, Ralf (* 1964), deutscher Wirtschaftsmathematiker
- Münnich, René (* 1977), deutscher Automobilrennfahrer
- Münnich, Richard (1877–1970), deutscher Musikwissenschaftler und Musikpädagoge
- Münnich, Rudolf (1836–1915), deutscher Komponist
- Münnich, Sascha (* 1977), deutscher Soziologe und Hochschullehrer
- Münnich, Wilhelm (1876–1948), chilenischer Mediziner
- Munnicks, Johannes (1652–1711), niederländischer Mediziner
- Munninger, Eduard (1901–1965), österreichischer Pädagoge, Musikfunktionär und Autor
- Münninghoff, Herman Ferdinandus Maria (1921–2018), niederländischer Ordensgeistlicher, römisch-katholischer Bischof von Jayapura
- Münninghoff-van Vliet, Tilly (1879–1960), niederländische Malerin und Zeichnerin
- Munnings, Alfred (1878–1959), bedeutender englischer Maler
- Munnings, Catie (* 1997), britische Rallyefahrerin
- Munnings, Edith (1867–1939), neuseeländische Malerin und spätere Missionarin in Indien
- Munnings, Timothy (* 1966), bahamaischer Leichtathlet
- Münnix, Walter (1935–2000), deutscher Fußballspieler

### Muno
- Muno, Alexander (* 1979), deutscher Komponist
- Muno, Jean (1924–1988), belgischer Schriftsteller französischer Sprache
- Muno, Wolfgang (* 1968), deutscher Politikwissenschaftler
- Muñoz Borrero, Manuel Antonio (1891–1976), ecuadorianischer Diplomat, Gerechter unter den Völkern
- Muñoz Bouffartique, Oscar (1904–1990), kubanischer Komponist, Songwriter, Geiger, Pianist und Bandleader
- Muñoz Camargo, Diego, mexikanischer Chronist tlaxcaltanischer Abstammung
- Muñoz Cárdaba, Luís Miguel (* 1965), spanischer Geistlicher, Erzbischof und Diplomat des Heiligen Stuhls
- Muñoz Ciudad Real, Alejandro (1902–1991), salvadorianischer Dirigent und Musikpädagoge
- Muñoz Cobo, Carlos (* 1961), spanischer Fußballspieler
- Muñoz Cortés, Manuel (1915–2000), spanischer Romanist, Linguist und Hispanist
- Muñoz Cota, Isabel (* 1977), mexikanische Filmregisseurin, Tonmeisterin, Drehbuchautorin und Filmproduzentin
- Muñoz Cota, José (1907–1993), mexikanischer Schriftsteller und Botschafter
- Muñoz Curiel, Juan Manuel (* 1958), mexikanischer Geistlicher, römisch-katholischer Weihbischof in Guadalajara
- Muñoz de Guzmán, Luis (1735–1808), Gouverneur von Chile
- Muñoz de la Nava, Daniel (* 1982), spanischer Tennisspieler
- Muñoz de la Peña Morales, Juan (* 1996), spanischer Handballspieler
- Muñoz de la Torre, Pedro (* 1966), mexikanischer Fußballspieler
- Muñoz Díaz, Daniel (1925–2010), mexikanischer Fußballspieler
- Muñoz Duque, Aníbal (1908–1987), kolumbianischer Kardinal und Erzbischof von Bogotá
- Muñoz Fernández, José Trinidad (1790–1855), Militär in Zentralamerika
- Muñoz Grandes, Agustín (1896–1970), spanischer General, Verteidigungsminister und stellvertretender Ministerpräsident
- Muñoz Ledo Chevannier, Porfirio Thierry (* 1960), mexikanischer Botschafter
- Muñoz Marín, Luis (1898–1980), puerto-ricanischer Politiker, Gouverneur von Puerto Rico
- Muñoz Molina, Antonio (* 1956), spanischer Schriftsteller
- Muñoz Mosquera, Dandeny (* 1965), mutmaßlicher kolumbianischer AuftragsmörderDandeny Muñoz Mosquera (* 1965)

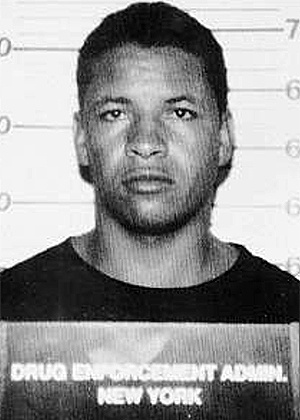
Dandeny Muñoz Mosquera (* 1965)

- Muñoz Muñoz, Juan (* 1995), spanischer Fußballspieler
- Muñoz Núñez, Rafael (1925–2010), mexikanischer Geistlicher, Bischof von Aguascalientes
- Muñoz Ochoa, Eduardo (* 1968), mexikanischer römisch-katholischer Geistlicher, Bischof von Autlán
- Muñoz Pedroza, Jaime (* 1958), kolumbianischer Geistlicher und römisch-katholischer Bischof von Girardot
- Muñoz Pérez, Rafael (* 1988), spanischer Schwimmer
- Muñoz Remolina, Carlos (* 1959), mexikanischer Fußballspieler
- Muñoz Rengel, Juan Jacinto (* 1974), spanischer Schriftsteller
- Muñoz Rojas, José Antonio (1909–2009), spanischer Schriftsteller
- Muñoz Ryan, Pam (* 1951), amerikanisch-mexikanische Kinder- und Jugendbuchautorin
- Muñoz Sampedro, Matilde (1900–1969), spanische Schauspielerin
- Muñoz Vega, Pablo (1903–1994), ecuadorianischer Ordensgeistlicher, Erzbischof von Quito, Kardinal
- Muñoz y Sánchez, Agustín Fernando (1808–1873), morganatischer Ehemann von Maria Christina von Spanien
- Muñoz Zamora, Rutilo (* 1951), mexikanischer Geistlicher, Bischof von Coatzacoalcos
- Muñoz Zapata, José (* 1905), mexikanischer Botschafter
- Muñoz, Adolfo (* 1997), ecuadorianischer Fußballspieler
- Muñoz, Adriana (* 1982), kubanische Mittelstreckenläuferin
- Munoz, Adriano (* 1978), brasilianischer Stürmer
- Muñoz, Agustina (* 1985), argentinische Schauspielerin, Regisseurin, Dramaturgin und Schriftstellerin
- Muñoz, Alexander (* 1979), venezolanischer Boxer im Superfliegengewicht
- Muñoz, Almudena (* 1968), spanische Judoka
- Muñoz, Álvaro (* 1990), deutsch-spanischer Basketballspieler
- Muñoz, Amparo (1954–2011), spanische Schauspielerin und Miss Universe
- Muñoz, Anthony (* 1958), US-amerikanischer American-Football-Spieler
- Muñoz, Avelino (1912–1962), panamaischer Pianist, Organist, Dirigent, Arrangeur und Komponist
- Muñoz, Bartolo (* 1892), chilenischer Fußballspieler
- Muñoz, Blanca (* 1963), spanische Bildhauerin und Grafikerin
- Muñoz, Carlos (1919–2005), spanischer Schauspieler
- Muñoz, Carlos (1967–1993), ecuadorianischer Fußballspieler
- Muñoz, Carlos (* 1989), chilenischer Fußballspieler
- Muñoz, Carlos (* 1992), kolumbianischer Automobilrennfahrer
- Muñoz, Carmen, costa-ricanische Politikerin
- Muñoz, Claudio (* 1984), chilenischer Fußballspieler
- Muñoz, Cristián (* 1977), argentinischer Fußballspieler
- Muñoz, Cristián (* 1983), chilenischer Fußballspieler
- Muñoz, Cristian (* 1996), kolumbianischer Radrennfahrer
- Muñoz, Cristóbal (* 1999), chilenischer Leichtathlet
- Muñoz, Cristóbal (* 1999), chilenischer Fußballspieler
- Muñoz, Cristóbal (* 2002), chilenischer Fußballspieler
- Muñoz, Cuauthémoc (* 1961), mexikanischer Radrennfahrer
- Muñoz, Dani (* 2006), spanischer Motorradrennfahrer
- Muñoz, Daniel (* 1996), kolumbianischer Fußballspieler
- Muñoz, Daniel (* 1996), kolumbianischer Radrennfahrer
- Muñoz, David (* 1979), spanischer Radrennfahrer
- Muñoz, David (* 2006), spanischer Motorradrennfahrer
- Muñoz, Edgar (* 1983), venezolanischer Boxer
- Muñoz, Elías (* 1941), mexikanischer Fußballspieler
- Muñoz, Eunice (1928–2022), portugiesische Schauspielerin
- Muñoz, Evita (1936–2016), mexikanische Schauspielerin
- Muñoz, Ezequiel (* 1990), argentinischer Fußballspieler
- Muñoz, Facundo (* 1996), uruguayischer Fußballspieler
- Muñoz, Federico (* 1993), uruguayischer Fußballspieler
- Muñoz, Felipe (* 1951), mexikanischer Schwimmer
- Muñoz, Félix (* 1959), kolumbianischer Anführer der Guerillagruppe FARCFélix Muñoz (* 1959)

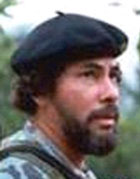
Félix Muñoz (* 1959)

- Muñoz, Francisco (* 1995), chilenischer Sprinter
- Muñoz, Francisco Joaquín (1790–1851), uruguayischer Journalist und Politiker
- Muñoz, Gilberto (1923–1998), chilenischer Fußballspieler
- Muñoz, Guillermo (1953–2016), chilenischer Fußballspieler
- Muñoz, Guillermo (* 1961), mexikanischer Fußballspieler
- Muñoz, Hernán Darío (* 1973), kolumbianischer Radrennfahrer
- Muñoz, Horacio (1896–1934), chilenischer Fußballspieler
- Muñoz, Iñaki (* 1978), spanischer Fußballspieler
- Muñoz, Javi (* 1995), spanischer Fußballspieler
- Muñoz, Jennifer (* 1996), mexikanische Fußballspielerin
- Muñoz, Jorge (* 1961), chilenischer Fußballspieler
- Muñoz, José Antonio (* 1942), argentinischer Comiczeichner
- Muñoz, José Esteban (1967–2013), kubanoamerikanischer Theoretiker und Hochschullehrer
- Muñoz, José Luis (1928–1982), venezolanischer Komponist
- Muñoz, Juan (1912–1977), chilenischer Fußballspieler
- Muñoz, Juan (1953–2001), spanischer Künstler
- Muñoz, Juan (* 1990), spanischer Eishockeyspieler
- Muñoz, Juan Carlos (1919–2009), argentinischer Fußballspieler und -trainer
- Muñoz, Juan Francisco (* 1959), spanischer Handballspieler
- Muñoz, Julián (* 1946), costa-ricanischer Skirennläufer
- Muñoz, Julián (* 1983), kolumbianischer Radrennfahrer
- Muñoz, Lino (* 1991), mexikanischer Badmintonspieler
- Muñoz, Lucio (1929–1998), spanischer Maler
- Muñoz, Manuel (1928–2022), chilenischer Fußballspieler
- Muñoz, Maria Cecilia (* 1982), argentinische Querflötistin
- Muñoz, Martha (* 1985), US-amerikanische Evolutionsbiologin
- Muñoz, Miguel (1922–1990), spanischer Fußballspieler und -trainerMiguel Muñoz (1922–1990)

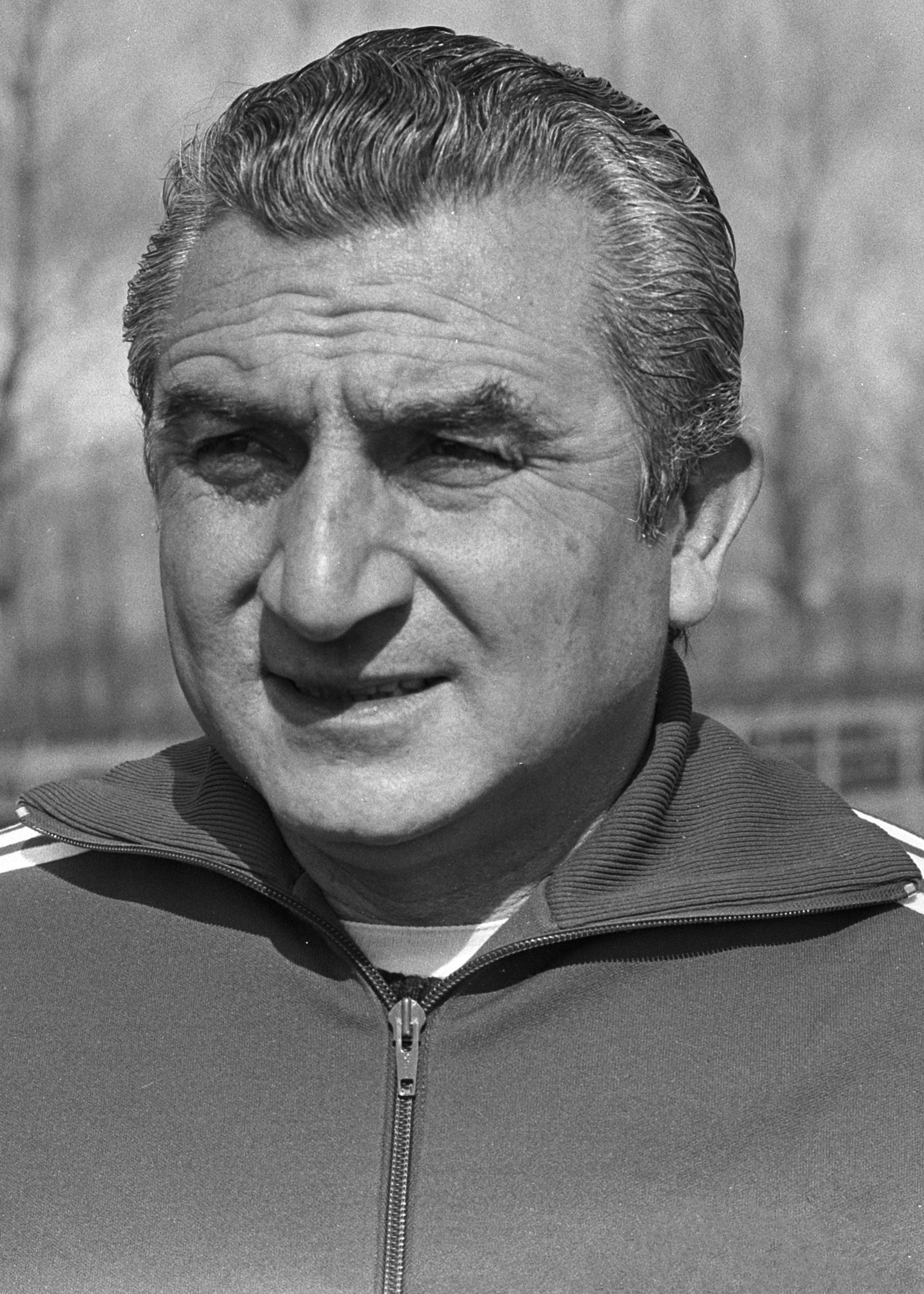
Miguel Muñoz (1922–1990)

- Muñoz, Miguel Ángel (* 1983), spanischer Schauspieler und Sänger
- Muñoz, Mike (* 1983), US-amerikanischer Fußballspieler und -trainer
- Muñoz, Moisés (* 1980), mexikanischer Fußballspieler
- Muñoz, Nicole (* 1994), kanadische SchauspielerinNicole Muñoz (* 1994)

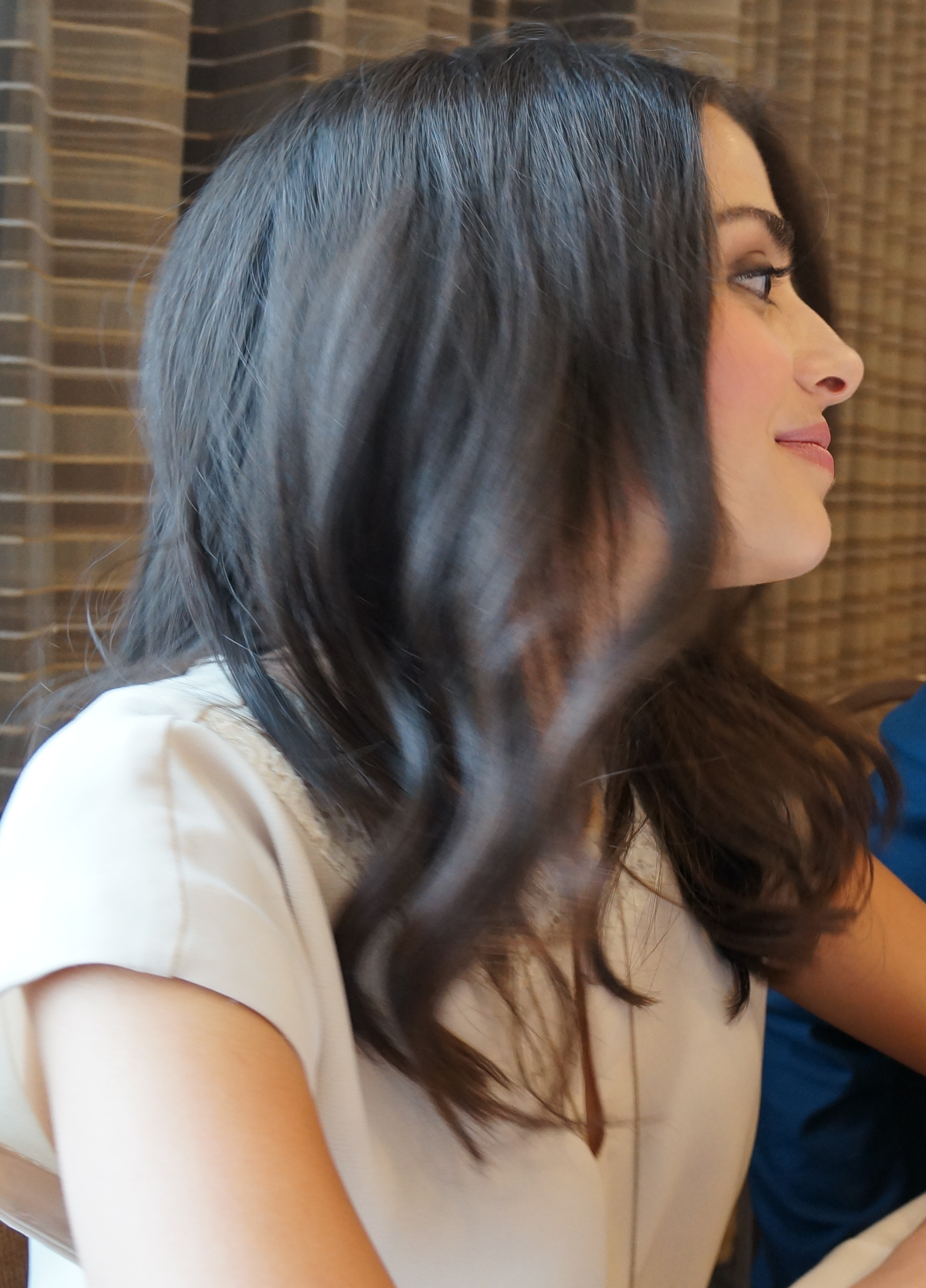
Nicole Muñoz (* 1994)

- Muñoz, Nidia (* 1991), kubanische Taekwondoin
- Muñoz, Nubia, kolumbianische Medizinerin
- Muñoz, Óscar (* 1951), chilenischer Fußballspieler
- Muñoz, Óscar (* 1993), kolumbianischer Taekwondoin
- Muñoz, Pablo (* 1987), spanischer Eishockeyspieler
- Muñoz, Pedro (* 1958), spanischer Radrennfahrer
- Muñoz, Rafael (1899–1972), mexikanischer Schriftsteller
- Muñoz, Rafael (* 1997), chilenischer Sprinter
- Muñoz, Raúl (1919–1959), chilenischer Fußballspieler
- Muñoz, Raúl (* 1975), chilenischer Fußballspieler
- Muñoz, René (1938–2000), kubanischer Schauspieler und Drehbuchautor
- Muñoz, Rita (* 1973), mexikanische Fußballschiedsrichterassistentin
- Muñoz, Roberto (* 1955), chilenischer Radrennfahrer
- Muñoz, Rocío (* 2001), chilenische Leichtathletin
- Muñoz, Rodolfo, costa-ricanischer Fußballspieler
- Muñoz, Rodrigo (* 1982), uruguayischer Fußballspieler
- Muñoz, Ronaldo (1933–2009), chilenischer Ordensangehöriger und Befreiungstheologe
- Muñoz, Santiago (* 2002), US-amerikanisch-mexikanischer Fußballspieler
- Muñoz, Susana Blaustein (* 1953), argentinische Filmregisseurin
- Muñoz, Uziel (* 1995), mexikanischer Kugelstoßer
- Muñoz, Vernor (* 1961), costa-ricanischer Rechtsanwalt, Pädagoge und Philosoph
- Muñoz, Víctor (* 1957), spanischer Fußballspieler und -trainer
- Muñoz, Víctor (* 2003), spanischer Fußballspieler
- Muñoz, Viviana (* 1985), kolumbianische Fußballschiedsrichterin
- Muñoz, Yerko (* 1996), chilenischer Fußballspieler
- Muñoz, Zahid (* 2001), mexikanischer Fußballspieler
- Muñoz-Fontela, Cesar, spanischer Mikrobiologe und Virologe
- Muñoz-Ledo, Jesús Cabrera (1928–2000), mexikanischer Botschafter
- Muñoz-Palma, Cecilia (1913–2006), philippinische Oberste Richterin
- Munoz-Perez, Ana (* 1966), spanische Fußballspielerin
- Munozova, Anette (* 1991), schwedische Tennisspielerin

### Munr

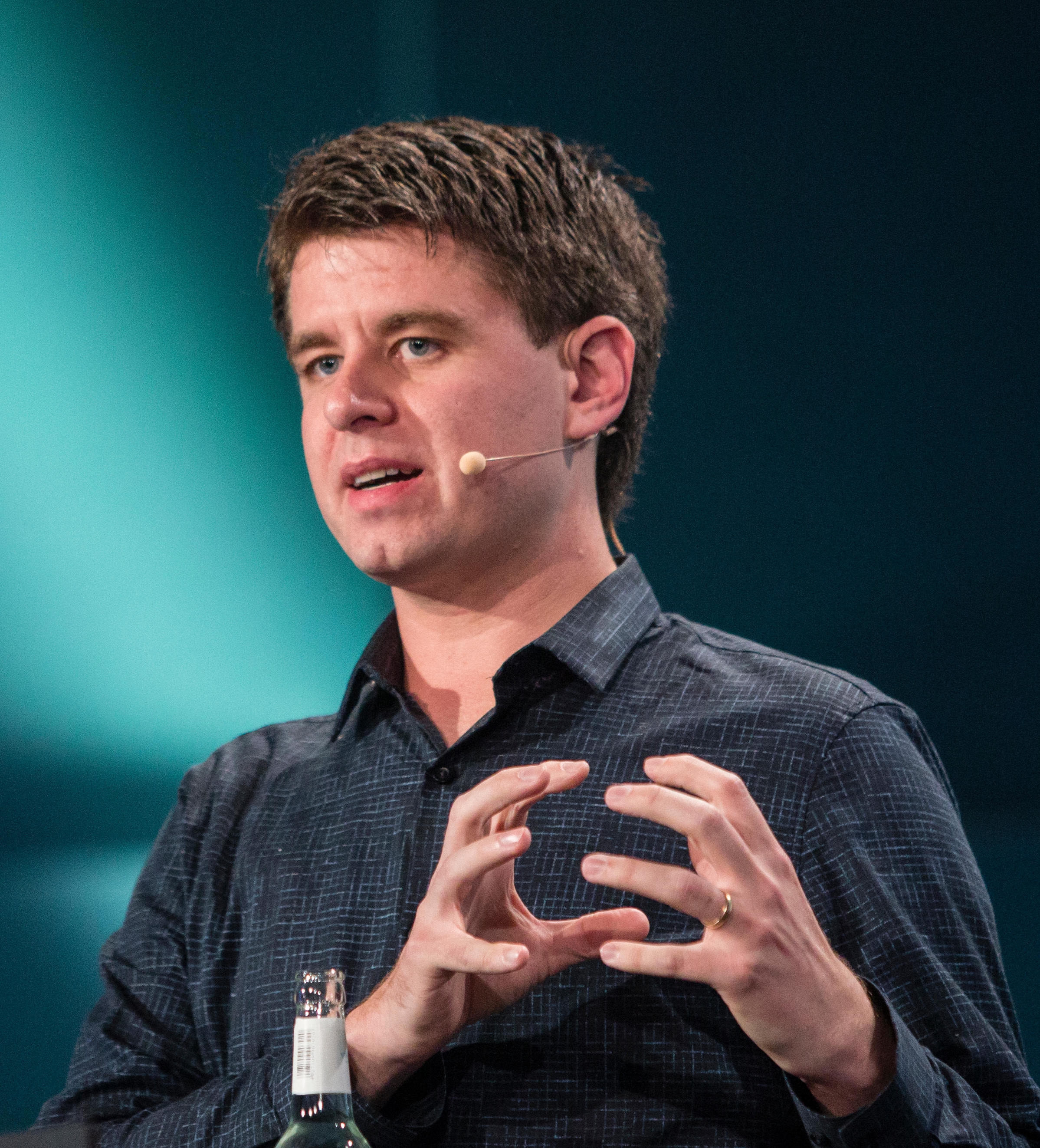
Randall Munroe (* 1984)

- Munro, Adam (* 1982), kanadischer Eishockeytorwart
- Munro, Alan (* 1935), britischer Diplomat
- Munro, Alexander (1870–1934), britischer Tauzieher
- Munro, Alice (1931–2024), kanadische Schriftstellerin und LiteraturnobelpreisträgerinAlice Munro (1931–2024)

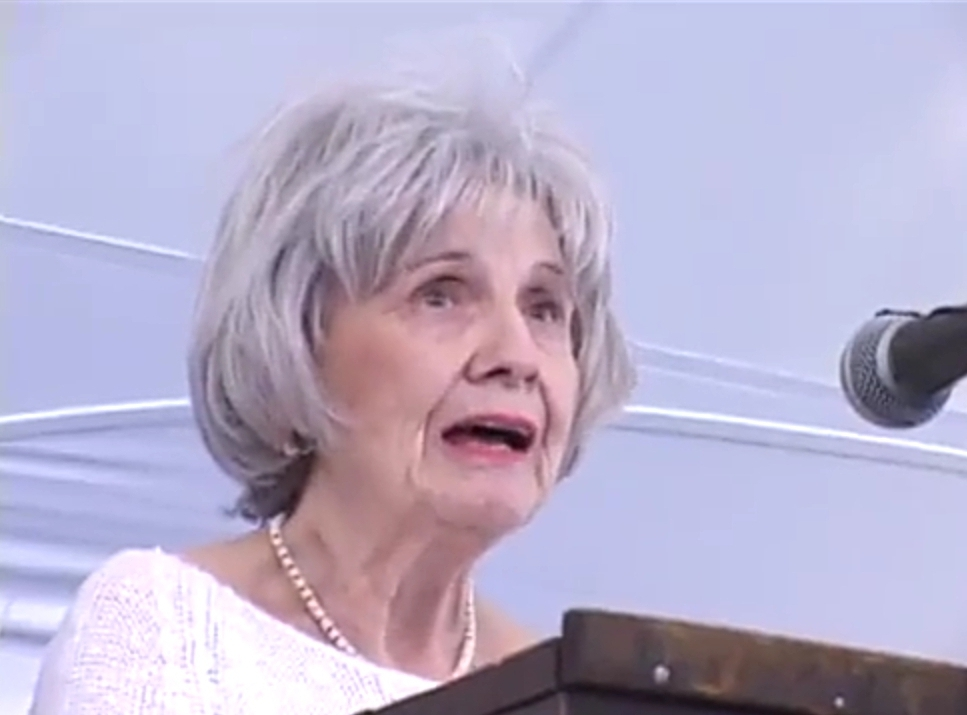
Alice Munro (1931–2024)

- Munro, Anna (1881–1962), schottisch-britische Suffragette und Abstinenzlerin
- Munro, Billy (1894–1969), amerikanisch-kanadischer Pianist und Komponist
- Munro, Bree (* 1981), australische Freestyle-Skisportlerin
- Munro, Burt (1899–1978), neuseeländischer Motorrad-Geschwindigkeitsweltrekordler
- Munro, Caroline (* 1949), britische Schauspielerin
- Munro, Charlie (1917–1985), neuseeländischer Jazzmusiker (Saxophon, Flöte, Komposition)
- Munro, Chris, britischer Tontechniker
- Munro, Donnie (* 1953), schottischer Musiker
- Munro, Douglas Albert (1919–1942), US-amerikanischer Soldat
- Munro, Dunc (1901–1958), kanadischer Eishockeyspieler
- Munro, George (1825–1896), kanadischer Verleger, Philanthrop
- Munro, George Campbell (1866–1963), neuseeländisch-amerikanischer Ornithologe, Entomologe und Botaniker
- Munro, Grant (1923–2017), kanadischer Animator, Filmemacher und Schauspieler
- Munro, Hector († 1805), britischer General und Politiker
- Munro, Hector William (1769–1821), britischer Militär und Kolonialbeamter
- Munro, Hugh (1856–1919), britischer Bergsteiger
- Munro, Hugh Andrew Johnstone (1819–1885), britischer Klassischer Philologe
- Munro, Ian (1919–1994), australischer Ichthyologe
- Munro, Ian (* 1963), australischer Pianist, Komponist und Musikpädagoge
- Munro, Irmtraut (* 1944), deutsche Ägyptologin
- Munro, Ivor (1888–1980), australischer Radrennfahrer
- Munro, James, englischer Robbenfänger und Abenteurer
- Munro, James (1832–1908), 15. Premierminister des Staates Victoria, Australien
- Munro, Janet (1934–1972), britische Schauspielerin
- Munro, John (1931–2003), kanadischer Jurist und Politiker der Liberalen Partei Kanadas
- Munro, John Arthur Ruskin (1864–1944), britischer Althistoriker und Archäologe
- Munro, John Farquhar (1934–2014), schottischer Politiker
- Munro, Johnny (1893–1917), schottischer Fußballspieler
- Munro, Klaus (1927–2013), deutscher Schlagerkomponist, Musikproduzent und Drehbuchautor
- Munro, Leslie (1901–1974), neuseeländischer Politiker, Diplomat und Journalist
- Munro, Lochlyn (* 1966), kanadischer Schauspieler
- Munro, Neil (* 1967), britischer Freestyle-Skier
- Munro, Peter (1930–2009), deutscher Ägyptologe
- Munro, Robert, 1. Baron Alness (1868–1955), britischer Jurist und Politiker, Unterhausabgeordneter und Peer
- Munro, Samantha (* 1990), kanadische Filmschauspielerin
- Munro, Sigrid (* 1926), deutsche Schriftstellerin
- Munro, Thalia (* 1982), US-amerikanische Wasserballspielerin
- Munro, Thomas (1761–1827), schottischer Offizier und britischer Kolonialbeamter
- Munro, Vera, deutsche Galeristin
- Munro, William (1818–1880), britischer Botaniker
- Munro, William B. (1875–1957), kanadischer Historiker und Politikwissenschaftler
- Munro-Ferguson, Ronald, 1. Viscount Novar (1860–1934), Generalgouverneur Australiens
- Munro-Hay, Stuart (1947–2004), britischer Archäologe, Numismatiker und Äthiopist
- Munroe, Charles Edward (1849–1938), US-amerikanischer Chemiker und Hochschullehrer
- Munroe, Hugh Edwin (1878–1947), kanadischer Politiker, Vizegouverneur von Saskatchewan
- Munroe, John (1796–1861), US-amerikanischer Soldat
- Munroe, Kathleen (* 1982), kanadische Schauspielerin
- Munroe, Randall (* 1984), US-amerikanischer Comicautor und ehemaliger Robotiker der NASARandall Munroe (* 1984)
- Munroe, Scott (* 1982), kanadischer Eishockeytorwart
- Munrow, David (1942–1976), englischer Musiker, Komponist und Musikforscher

### Muns
- Müns, Heike (* 1943), deutsche Volkskundlerin und Autorin
- Müns, Wolfgang (* 1945), deutscher Literaturwissenschaftler und Historiker
- Muns-Jagerman, Nicole (* 1967), niederländische Tennisspielerin
- Munsch, Hermine (1867–1904), österreichische Malerin
- Munsch, Joseph (1832–1896), österreichischer Maler
- Munsch, Leopold (1826–1888), österreichischer Landschaftsmaler
- Munsch, Marie-Joseph-Aloys (1869–1942), französischer römisch-katholischer Ordensgeistlicher und Apostolischer Vikar von Kilimandscharo
- Munsch, Stuart (* 1962), US-amerikanischer Admiral
- Munscheid, Elsa (1881–1956), deutsche Tier- und Landschaftsmalerin und Grafikerin
- Munscheid, Wilhelm (1839–1913), deutscher Industrieller und Kommunalpolitiker
- Münscher, Karl (1871–1936), deutscher Klassischer Philologe
- Münscher, Wilhelm (1766–1814), deutscher evangelischer Theologe und Hochschullehrer
- Münschke, Daniel (* 1980), deutscher Politiker (AfD), MdLDaniel Münschke (* 1980)

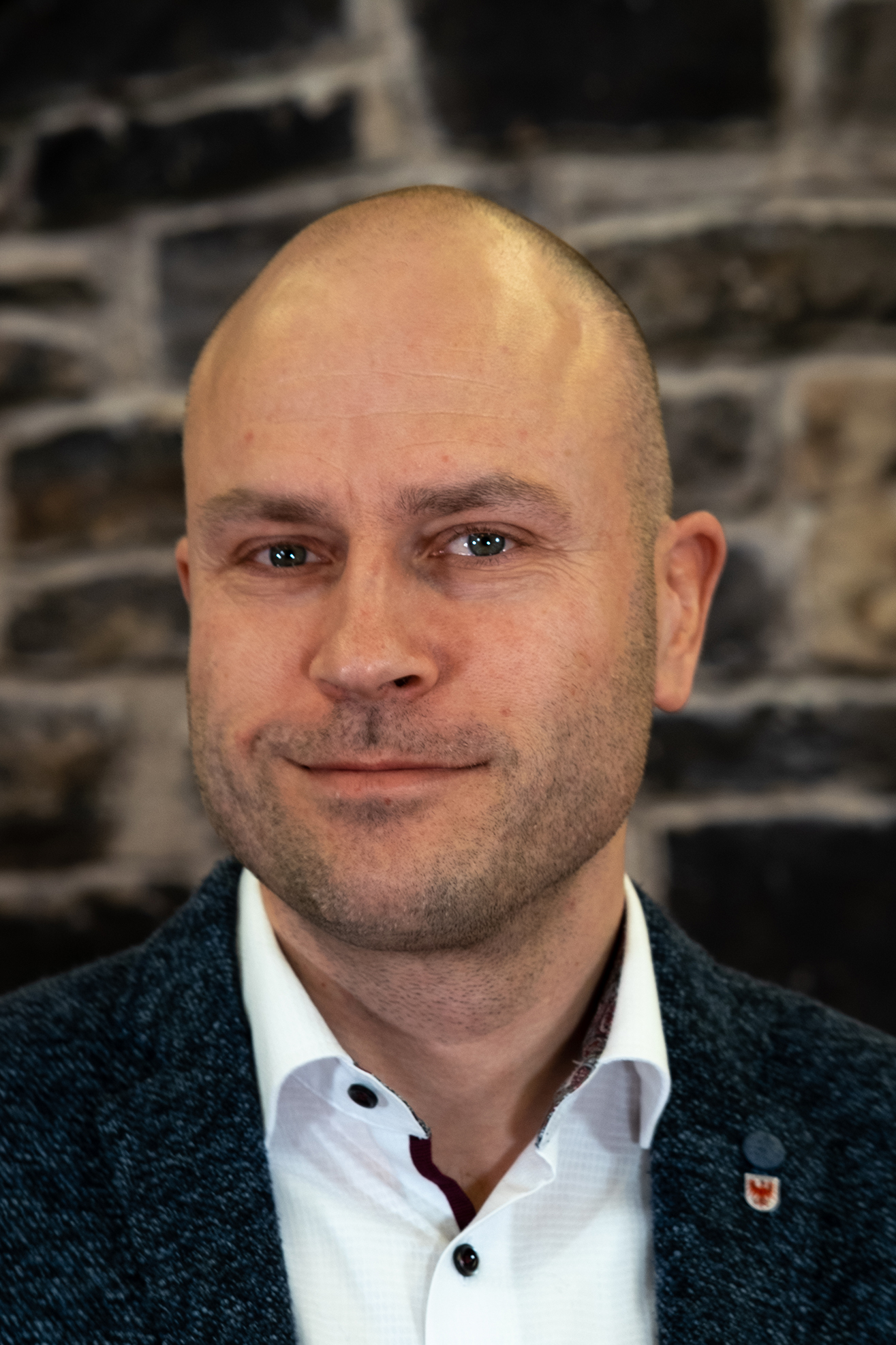
Daniel Münschke (* 1980)

- Munschke, Ewald (1901–1981), deutscher General der KVP und NVA, SED-Funktionär
- Munsell, Albert Henry (1858–1918), US-amerikanischer Maler und Kunstlehrer
- Munser-Kiefer, Meike (* 1973), deutsche Pädagogin
- Munsey, Frank Andrew (1854–1925), amerikanischer Zeitschriften- und Zeitungsverleger und Schriftsteller
- Munsey, George (* 1993), britischer Cricketspieler
- Munshi, Aziz A, pakistanischer Generalstaatsanwalt
- Munshi, Bader (* 1999), saudi-arabischer Fußballspieler
- Munshi, Mahmudul Haque (* 1987), bengalischer Blogger, atheistischer Humanist und Menschenrechtsaktivist
- Munshi, Nishi (* 1987), US-amerikanische Schauspielerin
- Munshin, Jules (1915–1970), US-amerikanischer Schauspieler
- Munsi, Benigna (* 2002), deutsche Frau, Nürnberger Christkind 2019 und 2020
- Munsing, Stefan P. (1915–1994), US-amerikanischer Diplomat und Kunstförderer
- Munsinger, Gerda (1929–1998), angebliche deutsche Prostituierte und Spionin
- Münsinger, Gottlob (1873–1949), deutscher Politiker (SPD)
- Münsinger, Heinrich (1397–1476), deutscher Mediziner
- Munske, Horst Haider (* 1935), deutscher Sprachwissenschaftler und Hochschullehrer
- Munski, Maximilian (* 1988), deutscher Ruderer
- Munsky, Maina-Miriam (1943–1999), deutsche Malerin des Neuen Realismus
- Munson, Audrey (1891–1996), US-amerikanisches Model und SchauspielerinAudrey Munson (1891–1996)

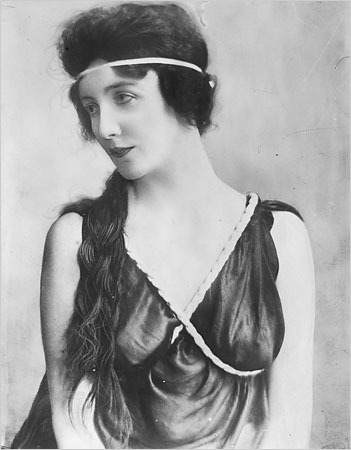
Audrey Munson (1891–1996)

- Munson, David (1884–1953), US-amerikanischer Leichtathlet
- Munson, Ona († 1955), US-amerikanische Schauspielerin
- Munson, Thurman (1947–1979), US-amerikanischer Baseballspieler
- Munson, Warren (* 1933), US-amerikanischer Schauspieler
- Munsonius, Heinz (1910–1963), deutscher Musiker, Komponist und Bandleader
- Munsonius, Jörg Martin (* 1961), deutscher Schriftsteller und Verleger
- Münst, Gregor (1841–1908), deutscher Verwaltungsbeamter
- Münst, Leonhard (* 2002), deutscher Fußballspieler
- Münster, Addi (1902–1990), deutscher Humorist
- Münster, Addi (* 1935), deutscher Jazzposaunist, Fußballfunktionär und Steuerberater
- Münster, Alexander zu (1858–1922), deutscher Gutsherr und Parlamentarier
- Munster, Anton van (1934–2009), niederländischer Kameramann
- Münster, Arno (* 1942), deutsch-französischer Schriftsteller
- Münster, Arno (* 1956), deutscher Politiker (SPD), MdHB
- Münster, Arnold (1912–1990), deutscher Chemiker
- Münster, Bernhard von (1500–1557), Dompropst in Münster
- Münster, Clemens (1906–1998), deutscher Schriftsteller und Fernsehdirektor
- Münster, Ernst Friedrich Herbert zu (1766–1839), deutscher Staatsmann und Politiker im Dienste des Vereinigten Königreiches und des Hauses HannoverErnst Friedrich Herbert zu Münster (1766–1839)

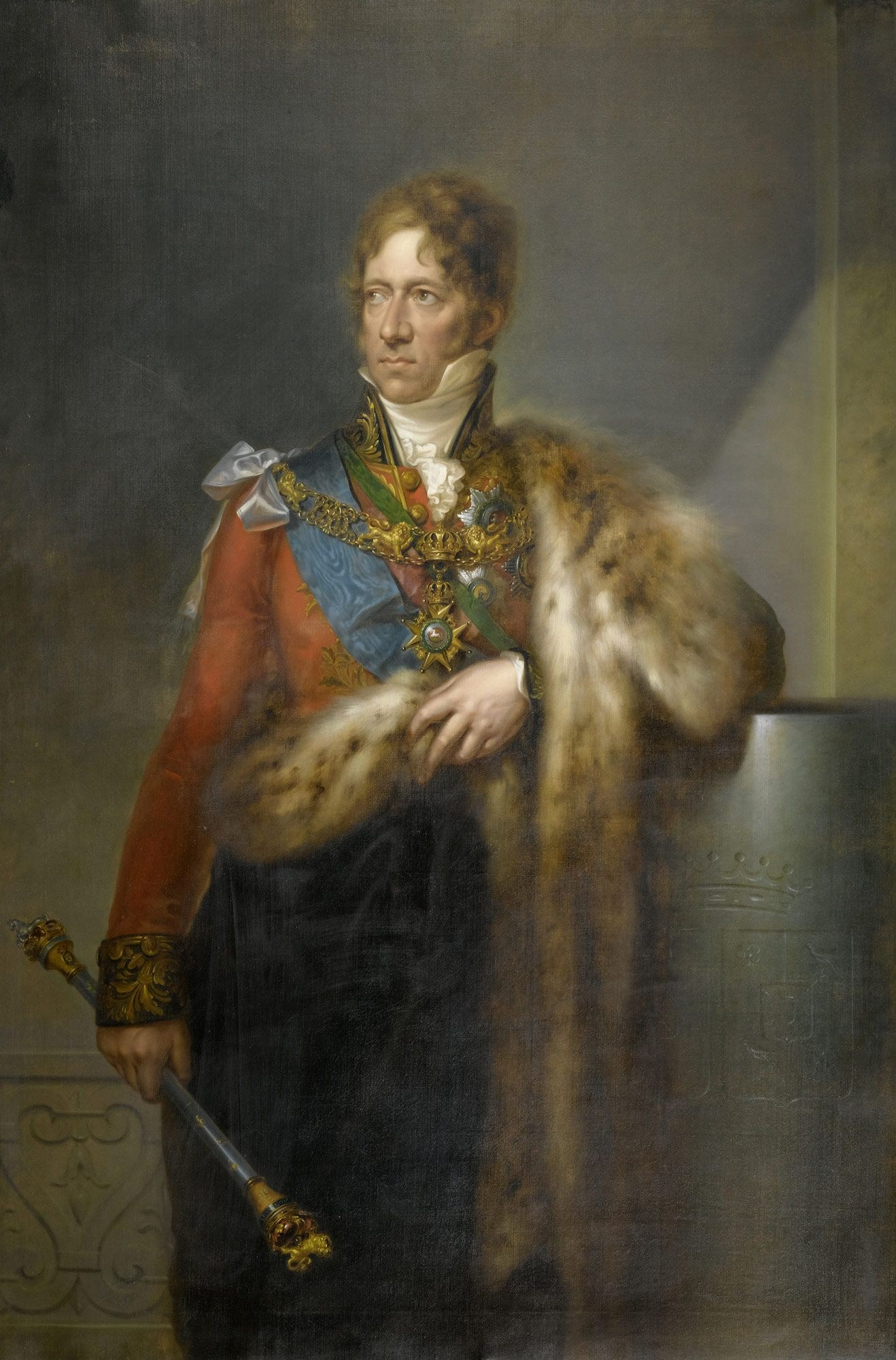
Ernst Friedrich Herbert zu Münster (1766–1839)

- Münster, Georg Herbert zu (1820–1902), deutscher Diplomat und Politiker, MdR
- Münster, Georg zu (1776–1844), deutscher Paläontologe
- Münster, Gerda, deutsche Tischtennisspielerin
- Münster, Gernot (* 1952), deutscher theoretischer Physiker
- Munster, Grégoire (* 1998), luxemburgischer Rallyefahrer
- Münster, Gudrun (* 1928), niederdeutsche Schriftstellerin und Dichterin
- Münster, Hans Amandus (1901–1963), deutscher Kommunikationswissenschaftler und Autor
- Münster, Harald (* 1947), deutscher Fußballspieler
- Münster, Heinrich von († 1555), Domherr in Münster
- Münster, Helga, deutsche Schauspielerin
- Münster, Hubert (1947–2022), deutscher Schauspieler
- Munster, Imelda (* 1968), irische Politikerin
- Münster, Jan (* 1979), deutscher Eishockeytorwart
- Munster, Jan van (1939–2024), niederländischer Künstler
- Münster, Jana (* 1998), deutsche Schauspielerin
- Münster, Jens (* 1990), deutscher Politiker (CDU), MdL
- Münster, Johann von (1560–1632), deutscher Staatsmann
- Münster, Jürgen (1818–1875), deutscher Kaufmann
- Münster, Karl Philipp Joseph von (1747–1809), preußischer Oberst und Chef einer Freiformation im Bayerischen Erbfolgekrieg
- Münster, Kim (* 1982), deutsche Filmproduzentin und Regisseurin
- Münster, Klaus (* 1935), deutscher Schauspieler und Synchronsprecher
- Münster, Leopold (1920–1944), deutscher Luftwaffenoffizier, Jagdflieger und Ritterkreuzträger
- Münster, Ludwig zu (1774–1824), deutscher Gutsbesitzer, Offizier, Oberforstmeister und Abgeordneter
- Munster, Margret van (1920–2010), deutsche Bühnen- und Filmschauspielerin
- Münster, Maria Paula (1865–1952), deutsche christliche Autorin
- Münster, Mia (1894–1970), deutsche Bildende Künstlerin
- Münster, Michael (1901–1986), deutscher Politiker (NSDAP), MdR, MdL
- Münster, Oswald zu (1917–2003), deutscher Fotograf
- Münster, Pepp, deutscher Fußballspieler
- Münster, Reinhard (* 1955), deutscher Filmproduzent, Filmregisseur, Drehbuchautor
- Münster, Robert (1928–2021), deutscher Musikwissenschaftler
- Münster, Rudolf von, Domherr in Münster
- Münster, Sebastian (1488–1552), deutsch-schweizerischer Kosmograph und Hebraist
- Münster, Sebastian (* 1971), deutscher Schauspieler
- Münster, Sophia (* 1998), deutsche NachwuchsschauspielerinSophia Münster (* 1998)

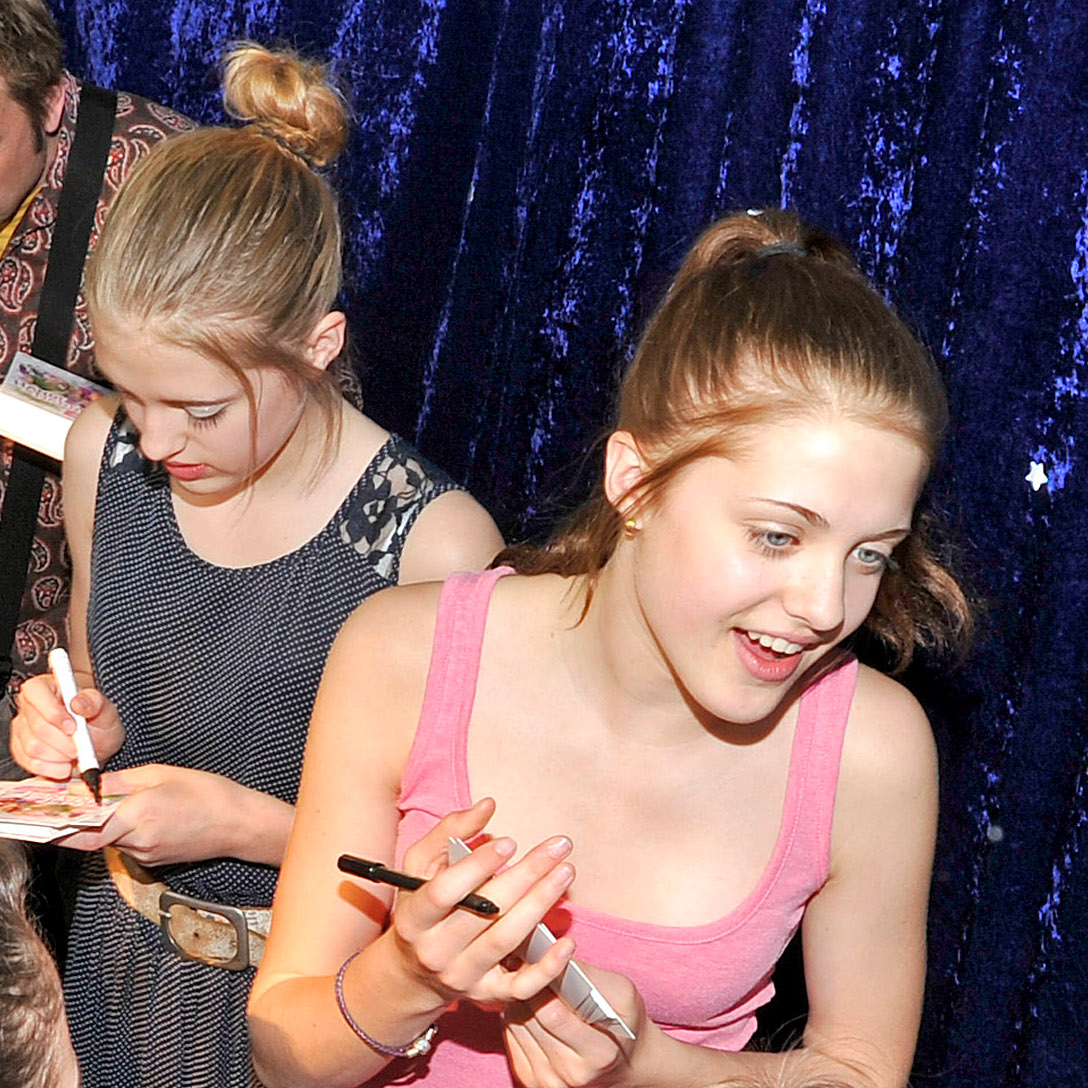
Sophia Münster (* 1998)

- Münster, Steffen (* 1964), deutscher Schauspieler
- Münster, Wladimir zu (1886–1954), deutscher Offizier und Gutsherr
- Münster-Langelage, Otto Georg zu (1825–1893), deutscher Politiker (LRP), MdR
- Münster-Meinhövel, Gustav von (1782–1839), preußischer Generalmajor
- Münster-Meinhövel, Hugo Eberhard zu (1812–1880), preußischer General der Kavallerie
- Münsterberg, Emil (1855–1911), deutscher Verwaltungsjurist und Sozialwissenschaftler
- Münsterberg, Hugo (1863–1916), deutsch-amerikanischer Psychologe
- Münsterberg, Oskar (1865–1920), deutscher Druckereiunternehmer
- Münsterberg, Otto (1854–1915), deutscher Politiker
- Münsterberg, Rudolf (1864–1926), österreichischer Numismatiker
- Münsterberg, Ursula von, durch Geburt Herzogin von Münsterberg und Troppau sowie Gräfin von Glatz, Nonne des Ordens der Magdalenerinnen und evangelische Schriftstellerin
- Münsterer, Hanns Otto (1900–1974), deutscher Mediziner, Schriftsteller und Volkskundler
- Münsterer, Joseph (1886–1951), deutscher Jurist, Beamter und Politiker
- Münsterer, Sebaldus († 1539), deutscher Rechtswissenschaftler
- Munsterhjelm, Hjalmar (1840–1905), finnischer Landschaftsmaler der Düsseldorfer Schule
- Münsterkötter, Beate (* 1961), deutsche Volleyballspielerin
- Münstermann, Carl von (1843–1930), deutscher Wasserbauingenieur, preußischer Baubeamter, Hochschullehrer für Kulturtechnik
- Münstermann, Dieter (* 1969), schweizerischer Fussballtrainer
- Münstermann, Hans (1899–1986), deutscher Ökonom
- Münstermann, Hans (* 1947), niederländischer Schriftsteller
- Münstermann, Hans Werner (1931–2024), deutscher Eishockeyspieler
- Münstermann, Henricus († 1537), deutscher Priester, Abt des Klosters Marienfeld
- Münstermann, Joseph von (1773–1842), deutscher Politiker und Oberbürgermeister und Bürgermeister von Münster (1824–1842)
- Münstermann, Kerstin (* 1974), deutsche Journalistin und Chefkorrespondentin
- Münstermann, Lasse (* 1979), deutscher Snookerspieler
- Münstermann, Ludwig, deutscher Bildhauer und Holzschnitzer
- Münstermann, Paul (1932–2010), deutscher Nachrichtendienstler, Mitarbeiter beim Bundesnachrichtendienst (BND)
- Münstermann, Per Christian (* 1999), deutscher Radsportler
- Münstermann, Peter (* 1956), deutscher Politiker (SPD), MdL
- Münstermann, Willi († 1982), deutscher Unternehmer, Sponsor der Krefelder Pinguine
- Munsy, Ridge (* 1989), Schweizer Fussballspieler

### Munt
- Munt, Natalie (* 1977), englische Badmintonspielerin
- Munt, Sílvia (* 1957), spanische Schauspielerin, Drehbuchautorin und Regisseurin
- Muntadas, Antoni (* 1942), spanisch-US-amerikanischer Multimedia- und Installationskünstler
- Muntané, Miquel-Lluís (* 1956), spanischer Autor und Soziologe
- Muntaner, David (* 1983), spanischer Bahn- und Straßenradrennfahrer
- Muntaner, Ramon (1265–1336), katalanischer Geschichtsschreiber, Beamter und Söldnerführer
- Muntaqim, Jalil (* 1951), US-amerikanischer Gefangenengewerkschafter
- Muntarbhorn, Vitit (* 1952), thailändischer Rechtswissenschaftler und Menschenrechtsexperte
- Muntari, Mohammed (* 1993), katarischer Fußballspieler
- Muntari, Sulley (* 1984), ghanaischer FußballspielerSulley Muntari (* 1984)

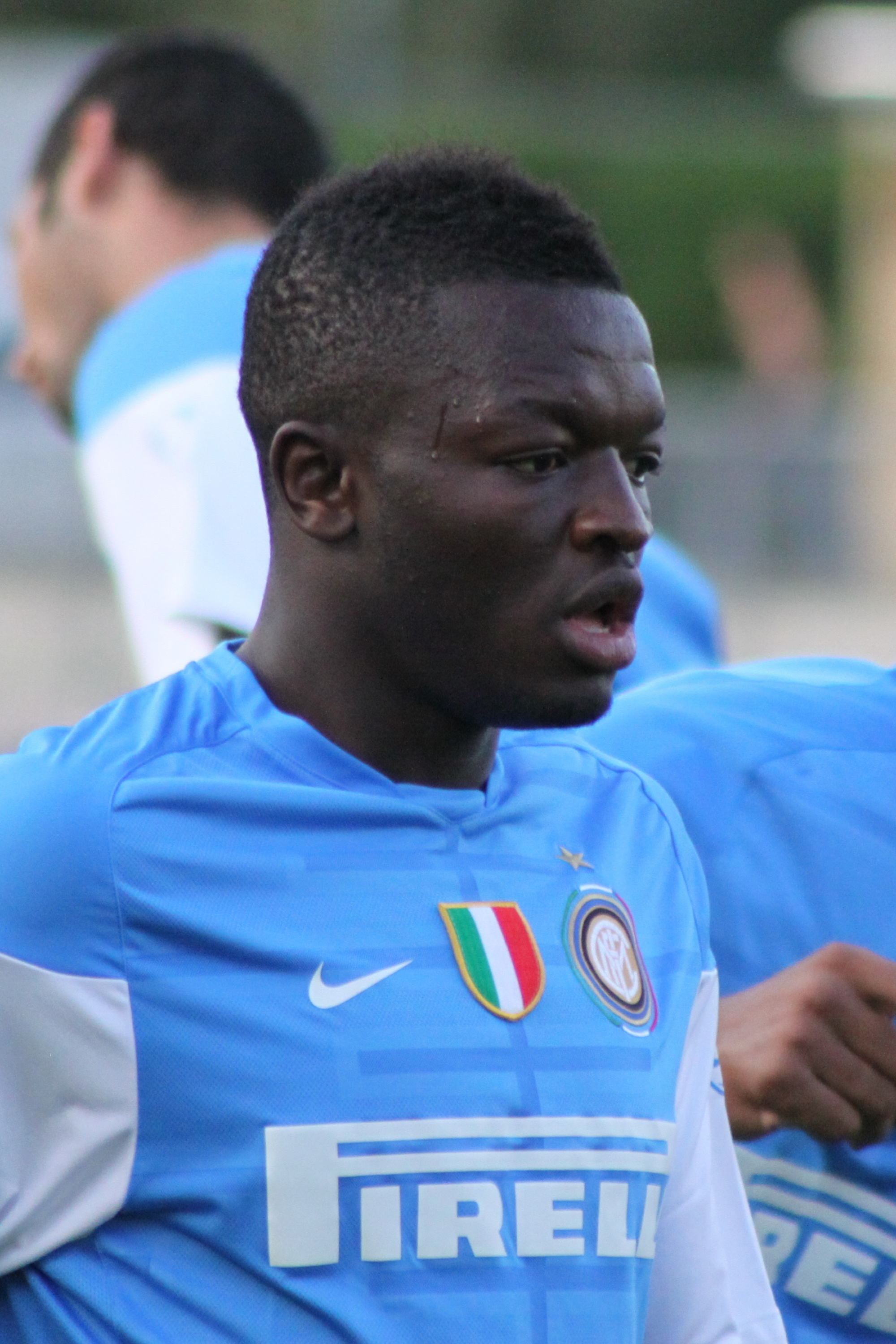
Sulley Muntari (* 1984)

- Muntaschari, Hamad al- (* 1982), saudi-arabischer Fußballspieler
- Muntasir, Mahmud al- (1903–1970), libyscher Politiker, Premierminister von Libyen (1951–1965)
- Muntasir, Umar Mustafa al- (1939–2001), libysch Politiker, Premierminister von Libyen (1987–1990)
- Muntasser, Dschihad (* 1978), libyscher Fußballspieler
- Muntau, Ania (* 1965), deutsch-schweizerische Medizinerin und Pädiaterin
- Muntau, Georg (1898–1970), deutscher Fußballschiedsrichter
- Muntau, Johannes (1876–1963), deutscher Justizbeamter (Gefängnisdirektor) und Politiker (CSVD), MdR
- Müntəzir, Həbib (* 1983), aserbaidschanischer investigativer Journalist, Blogger, Social-Media-Phänomen und unabhängiger Medienorganisator
- Munte, Gert Emil Hans (1907–1985), deutscher Bauunternehmer
- Munte, Hans (1859–1927), deutscher Industrieller und Politiker (DDP), MdL
- Munte, Herbert (1899–1961), deutscher Industriemanager
- Munté, Neus (* 1970), spanische Rechtsanwältin, Gewerkschafterin und Politikerin
- Münte, Thomas (* 1960), deutscher Neurologe
- Muntean, Markus (* 1962), österreichischer Künstler
- Muntean, Paul (* 1984), rumänischer Bobsportler
- Muntean, Radu (* 1971), rumänischer Filmregisseur und Drehbuchautor
- Muntean, Victoria (* 1997), französische Tennisspielerin
- Munteanu, Adrian (* 1997), rumänischer Ruderer
- Munteanu, Al (* 1967), deutscher Filmproduzent und Filmverleiher
- Munteanu, Alexandra (* 1980), rumänische Skirennläuferin
- Munteanu, Alexandru (* 1987), rumänischer Eishockeyspieler
- Munteanu, Alexandru (* 1987), rumänischer Fußballspieler
- Munteanu, Andreea (* 1988), rumänische Kunstturnerin
- Munteanu, Andreea (* 1998), rumänische Kunstturnerin
- Munteanu, Cătălin (* 1979), rumänischer Fußballspieler
- Munteanu, Cristian (* 1980), rumänischer Fußballspieler
- Munteanu, Dorinel (* 1968), rumänischer Fußballspieler und -trainer
- Munteanu, Florian (* 1990), deutsch-rumänischer SchauspielerFlorian Munteanu (* 1990)

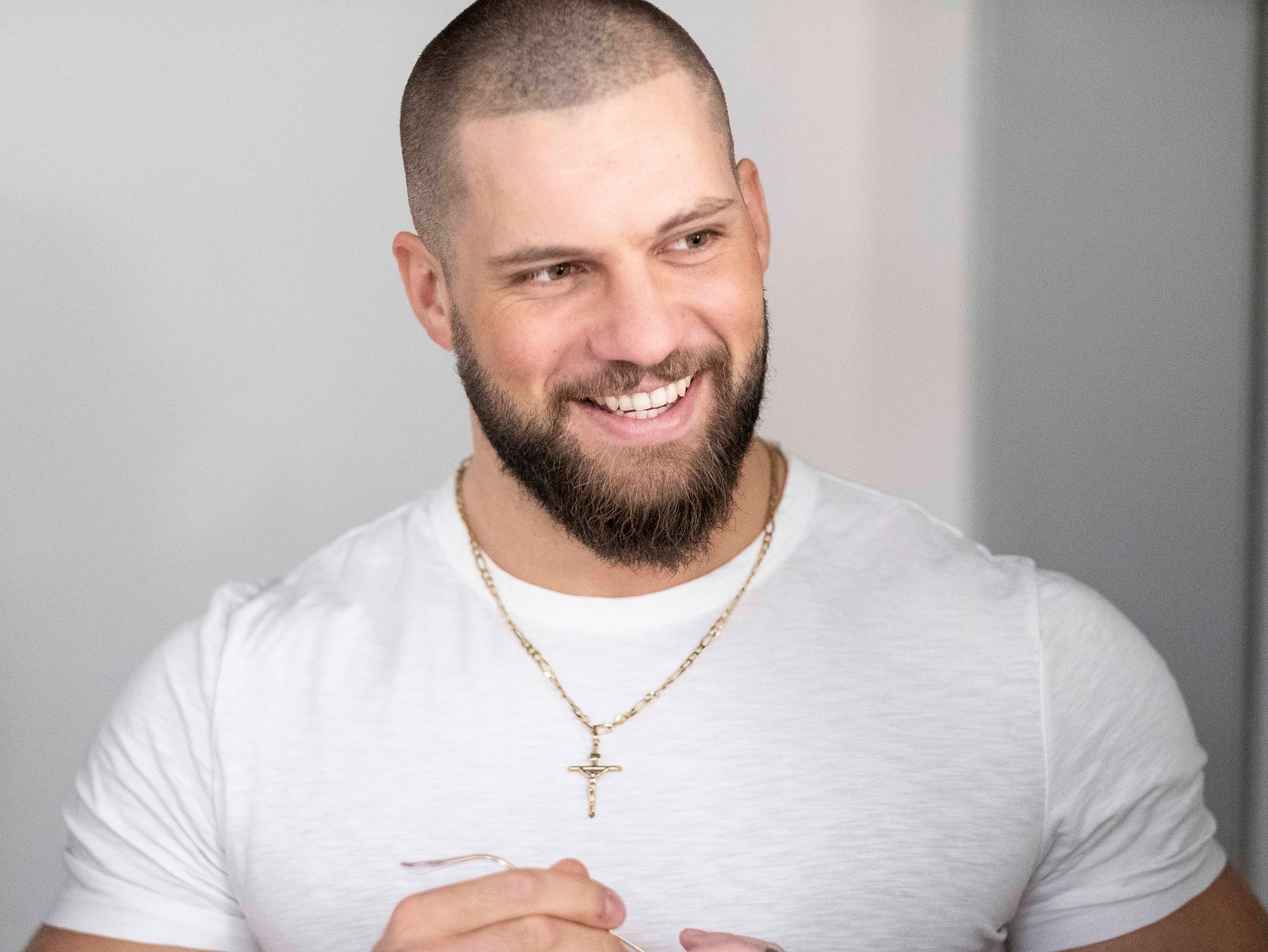
Florian Munteanu (* 1990)

- Munteanu, Francisc (1924–1993), rumänischer Schriftsteller, Filmregisseur und Drehbuchautor
- Munteanu, Gavriil (1812–1869), rumänischer Romanist, Rumänist, Lexikograf, Grammatiker und Übersetzer
- Munteanu, Ion (1955–2006), rumänischer Fußballspieler
- Munteanu, Louis (* 2002), rumänischer Fußballspieler
- Munteanu, Nicolae (* 1931), rumänischer Skispringer
- Munteanu, Nicolae (* 1951), rumänischer Handballspieler
- Munteanu, Petre (1919–1988), rumänischer lyrischer Tenor
- Munteanu, Petru (1940–2023), deutscher Violinist und Violinpädagoge
- Munteanu, Vlad (* 1981), rumänischer Fußballspieler
- Müntefering, Franz (* 1940), deutscher Politiker (SPD), MdL, MdBFranz Müntefering (* 1940)

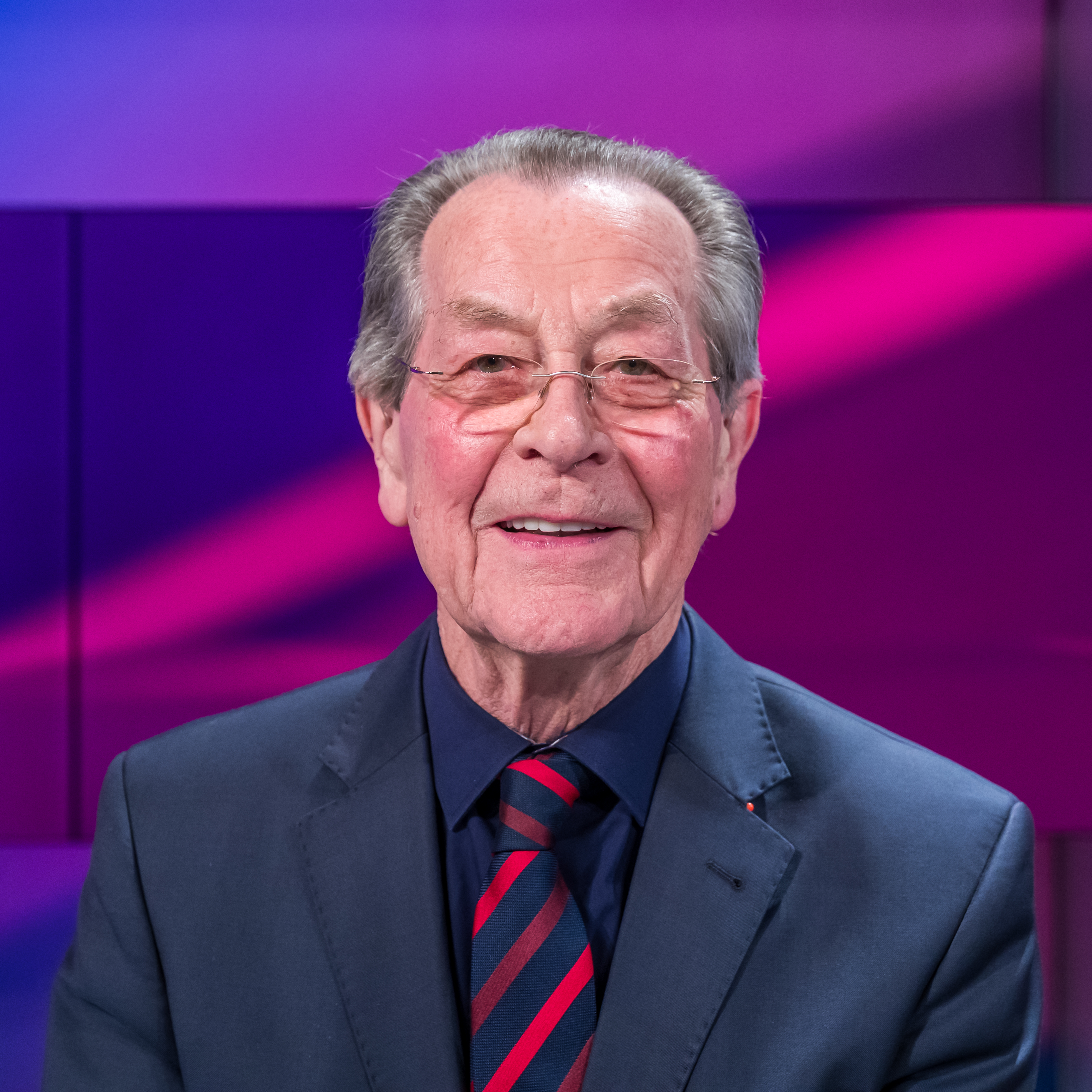
Franz Müntefering (* 1940)

- Müntefering, Gert K. (* 1935), deutscher Fernsehjournalist
- Müntefering, Horst (* 1936), deutscher Mediziner
- Müntefering, Michelle (* 1980), deutsche Journalistin und Politikerin (SPD), MdB
- Müntefering, Mirjam (* 1969), deutsche Schriftstellerin
- Münten, Thomas (* 1963), deutscher Fernsehjournalist
- Muntendam, Pieter (1901–1986), niederländischer Mediziner und Politiker
- Muntendorf, Brigitta (* 1982), deutsche Komponistin
- Muntendorf, Otto (1910–1943), deutscher Jurist und Parteifunktionär (SdP, NSDAP)
- Müntener, Hans (1939–2014), Schweizer Fussballtrainer
- Müntener, Markus (1941–2023), Schweizer Anatom und Hochschullehrer
- Munter, Arnold (1912–2001), deutscher Widerstandskämpfer und VVN-Ehrenmitglied
- Münter, Balthasar (1735–1793), deutscher evangelischer Pfarrer, Aufklärer, Hofprediger und Kirchenlieddichter
- Münter, Erich (1871–1915), deutsch-amerikanischer Hochschullehrer und Attentäter
- Münter, Ernst (1899–1983), deutscher Sportwissenschaftler
- Münter, Felix A. (* 1985), deutscher Autor und Übersetzer
- Münter, Friedrich (1761–1830), deutscher evangelischer Theologe und Bischof in dänischen Diensten
- Munter, Friedrich (1881–1939), deutscher Dirigent, Musikwissenschaftler und Komponist
- Münter, Gabriele (1877–1962), deutsche Malerin des Expressionismus und Lebensgefährtin von Wassily KandinskyGabriele Münter (1877–1962)

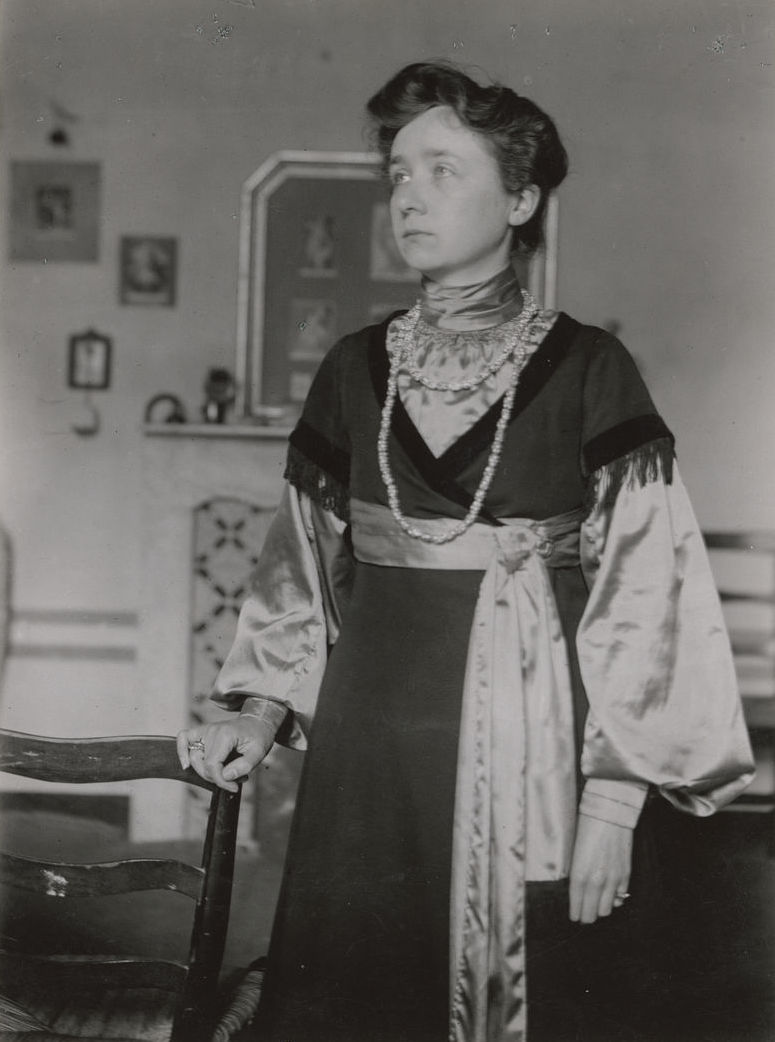
Gabriele Münter (1877–1962)

- Münter, Georg (1900–1965), deutscher Architekt und Hochschullehrer
- Münter, Gottlieb Franz (1743–1816), deutscher Rechtsanwalt und Notar
- Münter, Gottlieb Ludolph († 1767), deutscher Rektor und Prediger
- Munter, Hanspeter (* 1960), italienischer Politiker (SVP)
- Münter, Heinrich (1883–1957), deutscher Anthropologe
- Münter, Hermann (1679–1743), Kaufmann und Bürgermeister der Hansestadt Lübeck
- Münter, Johann Friedrich de († 1693), deutscher Hofbaumeister
- Münter, Julius (1815–1885), deutscher Botaniker, Zoologe und Hochschullehrer
- Münter, Leilani (* 1974), US-amerikanische Rennfahrerin
- Münter, Michael (* 1973), deutscher politischer Beamter
- Munter, Rosanna (* 1987), schwedische Schauspielerin und Sängerin
- Munter, Süssmann (1897–1973), deutsch-israelischer Medizinhistoriker
- Munter, Werner (* 1941), Schweizer Bergführer und Lawinenexperte
- Muntermann, Jan, deutscher Ökonom
- Munters, Carl (1897–1989), schwedischer Ingenieur
- Munters, Johan (* 1978), schwedischer Skispringer
- Munters, Vilhelms (1898–1967), lettischer Staatsmann und Diplomat, Außenminister der Republik Lettland (1936–1940)
- Munthe af Morgenstierne, Georg Valentin von (1892–1978), norwegischer Sprachwissenschaftler
- Munthe, Axel (1857–1949), schwedischer Arzt und AutorAxel Munthe (1857–1949)

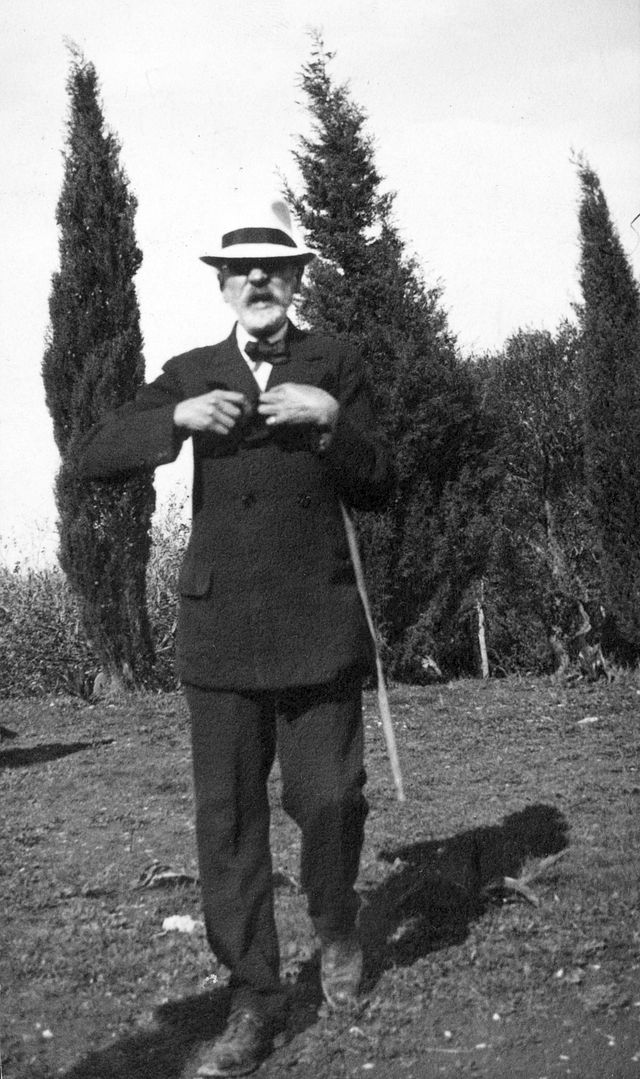
Axel Munthe (1857–1949)

- Munthe, Christopher (1879–1958), deutsch-norwegischer Landschafts-, Porträt- und Genremaler sowie Landwirt
- Munthe, Gerhard (1849–1929), norwegischer Maler, Grafiker und Designer
- Munthe, Gerhard Morgenstjerne (1875–1927), norwegischer Marinemaler
- Munthe, Holm Hansen (1848–1898), norwegischer Architekt
- Munthe, Ludvig (1841–1896), norwegischer Maler
- Munthe, Margrethe (1860–1931), norwegische Lehrerin, Schriftstellerin und Kinderbuchautorin
- Münther, Hanne-Martje (* 1940), deutsche Künstlerin
- Münther, Otto (1864–1929), estnischer Schriftsteller und Kritiker
- Munther, Paul (* 1939), schwedischer Radrennfahrer
- Munther, Ulrik (* 1994), schwedischer Sänger und Songwriter
- Muntianas, Viktoras (* 1951), litauischer Politiker und Parlamentsvorsitzender
- Munting, Abraham (1626–1683), niederländischer Botaniker
- Müntinga, Ruth (* 1982), deutsche Soziologin und Unternehmerin
- Muntjan, Wolodymyr (* 1946), sowjetischer Fußballspieler und -trainer
- Muntjan, Wolodymyr, ukrainischer Heiler und Gründer der Freikirche Widrodschennja
- Müntnich, Benedikt (* 1952), deutscher römisch-katholischer Ordensgeistlicher
- Muntprat, Elisabeth (1459–1531), Schweizer Nonne, Küsterin, Schaffnerin und Schreiberin
- Muntprat, Hans († 1447), Kaufmann und Mitglied der Patrizierfamilie Muntprat aus Konstanz
- Muntsch, Otto (1890–1945), deutscher Giftgasexperte
- Muntschick, Hellmuth (1910–1943), deutscher Holzschnittkünstler und Maler
- Muntschick, Johannes (1921–2007), deutscher Musiker und Komponist
- Muntschjan, Nschan (* 1963), armenischer Boxer
- Muntubila, Jean-Santos (* 1958), kongolesischer Fußballspieler
- Muntwiler, Philipp (* 1987), Schweizer Fussballspieler
- Müntz, Chaim (1884–1956), polnisch-deutscher Mathematiker
- Muntz, Earl William (1914–1987), amerikanischer Unternehmer, Gründer, Werbedarsteller und Ingenieur
- Müntz, Eugène (1845–1902), französischer Kunsthistoriker
- Muntz, George Fredrick (1794–1857), englischer Industrieller
- Müntz, Guido von (* 1831), preußischer Verwaltungsjurist und Landrat
- Müntz, Johann Heinrich (1727–1798), schweizerischer Landschaftsmaler, Zeichner, Radierer, Baumeister und Gartengestalter
- Müntz, Klaus (1932–2015), deutscher Pflanzenphysiologe und Züchtungsforscher
- Müntzer, Anton Ignaz (1659–1714), deutscher Geistlicher, Titularbischof von Madaura und Weihbischof in Breslau
- Müntzer, Ottilie, deutsche Nonne und Ehefrau des Reformators Thomas Müntzer
- Müntzer, Thomas († 1525), evangelischer Theologe und Revolutionär in der Zeit des BauernkriegesThomas Müntzer († 1525)

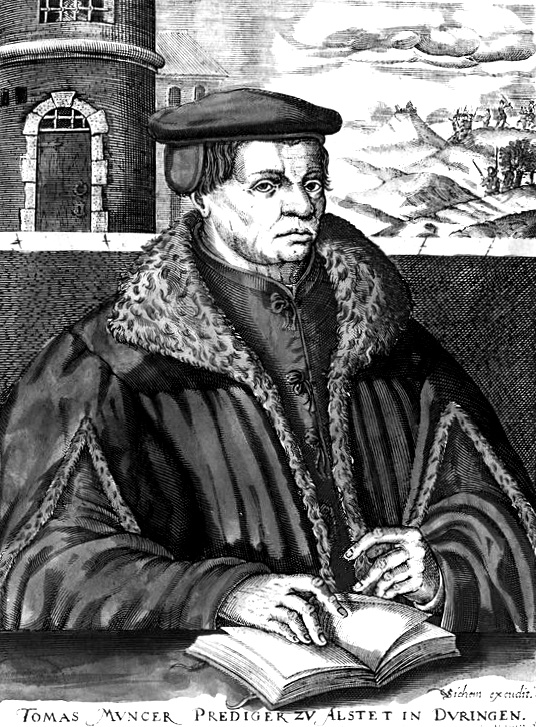
Thomas Müntzer († 1525)

- Müntzing, Arne (1903–1984), schwedischer Genetiker

### Munu
- Munúa, Gustavo (* 1978), uruguayischer Fußballspieler und -trainer
- Munuera Montero, José Luis (* 1983), spanischer Fußballschiedsrichter
- Munuera, José Luis (* 1972), spanischer Comiczeichner
- Mununga, Joachim (* 1988), belgischer Fußballspieler
- Mununu Kasiala, Edouard (1936–2022), kongolesischer Ordensgeistlicher und römisch-katholischer Bischof von Kikwit
- Munuza († 731), Gouverneur in der Cerdagne

### Muny
- Munyagishari, Bernard (* 1959), ruandischer, mutmaßlicher Kriegsverbrecher
- Munyai, Clarence (* 1998), südafrikanischer Sprinter
- Munyala, James (* 1952), kenianischer Hindernis- und Mittelstrecken- und Langstreckenläufer
- Munyama, Killion (* 1961), polnischer Politiker sambischer Herkunft
- Munyangaju, Aurore Mimosa, ruandische Basketballspielerin, Unternehmerin und Politikerin
- Munyanyi, Martin (1956–2022), simbabwischer Geistlicher, römisch-katholischer Bischof von Gweru
- Munyao, Alexander Mutiso (* 1996), kenianischer Langstreckenläufer
- Munyaradzi, Henry (1931–1998), simbabwischer Bildhauer
- Munyenyezi, Béatrice (* 1970), ruandische Staatsbürgerin
- Munyi, Simon Maina (* 1978), kenianischer Langstreckenläufer
- Munyon, David (* 1952), US-amerikanischer Singer-Songwriter und GitarristDavid Munyon (* 1952)

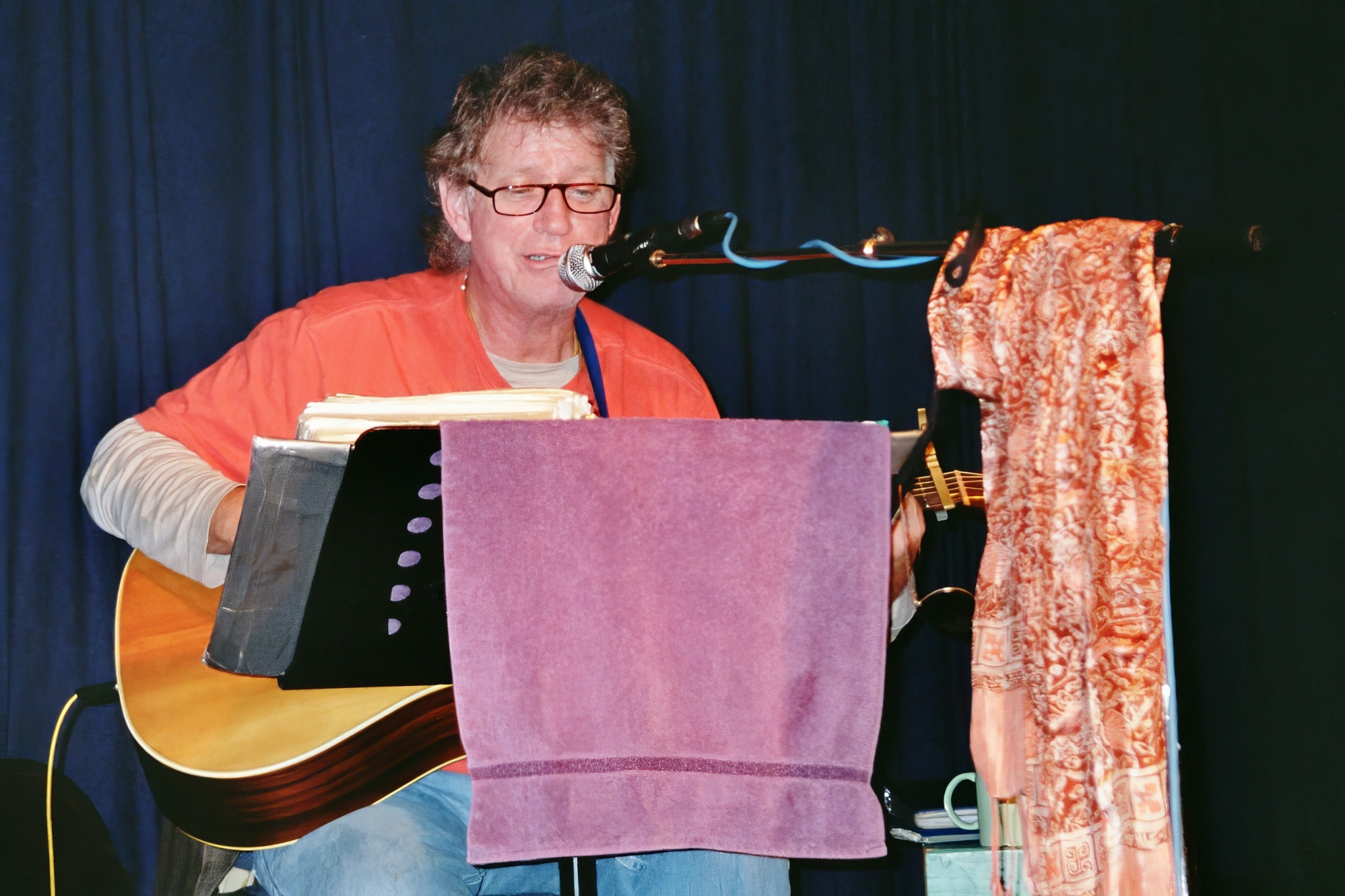
David Munyon (* 1952)

- Munyongani, Xavier (1950–2017), simbabwischer Geistlicher und römisch-katholischer Bischof von Gweru

### Munz
- Munz, Benjamin (* 1983), deutscher Filmproduzent und Autor
- Münz, Bernhard (1856–1919), österreichischer Philosoph und Bibliothekar
- Munz, Birgit (* 1954), deutsche Juristin, Richterin und Präsidentin des Sächsischen Verfassungsgerichtshofs
- Munz, Diana (* 1982), US-amerikanische Schwimmerin
- Munz, Dietrich (* 1952), deutscher Psychotherapeut
- Munz, Emil, deutscher Kaufmann, nationalsozialistischer Verlagsdirektor und Funktionär
- Münz, Erwin K. (1912–1978), deutscher Schriftsteller
- Münz, Ferdinand (1888–1969), österreichischer Chemiker
- Munz, Georg Christoph (1691–1768), deutscher lutherischer Geistlicher, Gymnasiallehrer sowie Kirchenlieddichter
- Münz, Hannes (1940–2018), deutscher bildender Künstler
- Munz, Hans (1902–1974), Schweizer Politiker (LdU)
- Munz, Hans (1916–2013), Schweizer Politiker (FDP) und Rechtsanwalt
- Munz, Hermann (* 1923), deutscher Diplomat
- Münz, Lazar (1837–1921), österreichisch-galizischer, später deutscher Rabbiner und Autor
- Munz, Lioba (1913–1997), deutsche Benediktinerin und Goldschmiedin
- Münz, Ludwig (1880–1956), deutscher Politiker (LDPD), MdL Sachsen-Anhalt
- Münz, Ludwig (1889–1957), österreichischer Kunsthistoriker
- Münz, Ludwig (1893–1945), deutscher römisch-katholischer Jurist und Märtyrer jüdischer Herkunft
- Münz, Ludwig (1921–1987), deutscher Priester und Generalrektor der Pallottiner
- Munz, Marie (* 1975), deutsche Schauspielerin
- Münz, Martin (1779–1849), deutscher Anatom und Hochschullehrer
- Munz, Martina (* 1955), Schweizer Politiker (SP)
- Münz, Mathias (* 1967), deutscher Volleyball-Trainer
- Munz, Oskar Rudolfowitsch (1871–1942), niederländisch-russisch-sowjetischer Architekt und Hochschullehrer
- Munz, Peter (1921–2006), deutsch-neuseeländischer Historiker und Hochschullehrer
- Münz, Philipp (1864–1944), deutscher Allgemeinmediziner und Fachbuchautor
- Munz, Rainer (* 1958), deutscher Journalist und MedienunternehmerRainer Munz (* 1958)

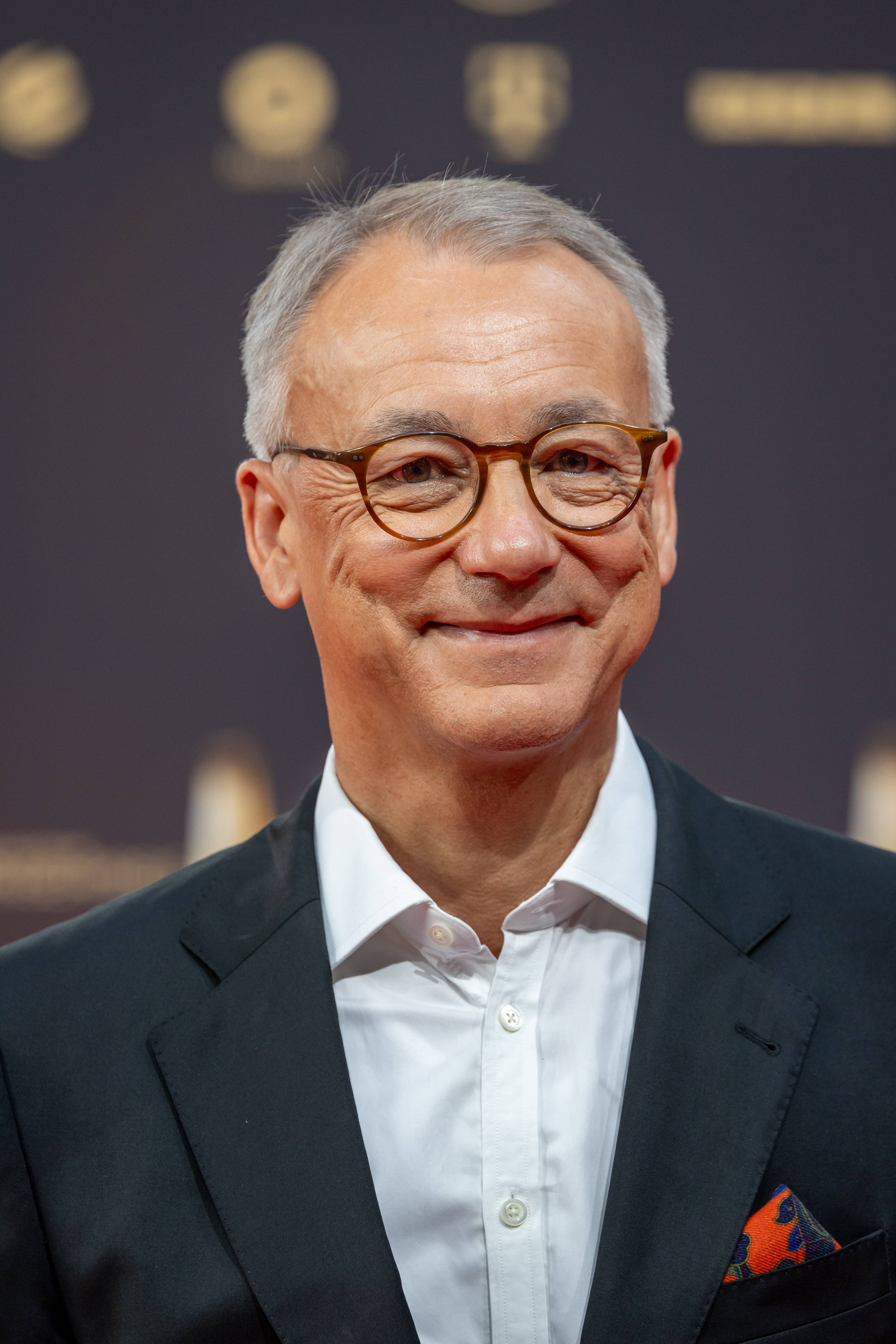
Rainer Munz (* 1958)

- Munz, Rainer-Michael (* 1947), deutscher Kirchenmusiker und Hochschullehrer
- Münz, Reno (* 2005), deutscher Fußballspieler
- Munz, Roland (* 1972), Schweizer Politiker (LdU, SP)
- Münz, Selin (* 1997), deutsche Fußballspielerin
- Münz, Sigmund (1859–1934), österreichischer Journalist
- Münz, Stefan (* 1960), deutscher Autor der Referenz für Hypertext, Selfhtml, sowie Vorsitzender des gleichnamigen Vereins
- Münz, Theodor (1872–1933), württembergischer Oberamtmann und Landrat
- Munz, Thomas (1929–2011), deutscher Bildhauer
- Münz, Volker (* 1944), deutscher Fußballspieler
- Münz, Volker (* 1964), deutscher Politiker (AfD), MdBVolker Münz (* 1964)

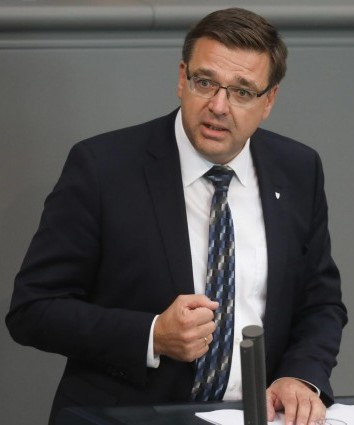
Volker Münz (* 1964)

- Munz, Waltraud (* 1949), deutsche Künstlerin
- Münz, Wilhelm (1856–1917), deutscher Rabbiner und Autor
- Munz, Wladimir Oskarowitsch (1903–1974), sowjetischer Architekt und Hochschullehrer
- Munzar, Luděk (1933–2019), tschechischer Schauspieler
- Munzarová, Johana (* 1962), tschechisch-deutsche Schauspielerin
- Münzberg, Andrea (* 1965), deutsche Chemikerin und Richterin
- Münzberg, Gerd (1902–1994), deutscher Jurist und Komponist
- Münzberg, Hans-Georg (1916–2000), deutscher Ingenieur
- Münzberg, Johann (1799–1878), deutscher Textilfabrikant
- Münzberg, Olav (1938–2020), deutscher Literat, Schriftsteller, Lyriker, Erzähler, Essayist und Kritiker
- Münzberg, Wolfgang (1928–2022), deutscher Jurist und Hochschullehrer
- Münzberger, Gustav (1903–1977), deutscher SS-Unterscharführer im Vernichtungslager Treblinka
- Münze, Johannes (1823–1868), Pionier der deutschen Arbeiterbewegung
- Münze, Rudolf (1930–2020), deutscher Chemiker
- Münze, Walter (1895–1978), deutscher Maler, Grafiker und Kommunist
- Münzebrock, August (1893–1974), deutscher Kommunalpolitiker (NSDAP)
- Münzel, Georg (* 1968), deutscher Schauspieler
- Münzel, Hans-Joachim (* 1903), deutscher Verwaltungsjurist
- Munzel, Karl (1906–1994), deutscher Kommunalpolitiker (CDU)
- Münzel, Mark (* 1943), deutscher Ethnologe
- Munzel, Oskar (1899–1992), deutscher Offizier, zuletzt Generalmajor der BundeswehrOskar Munzel (1899–1992)

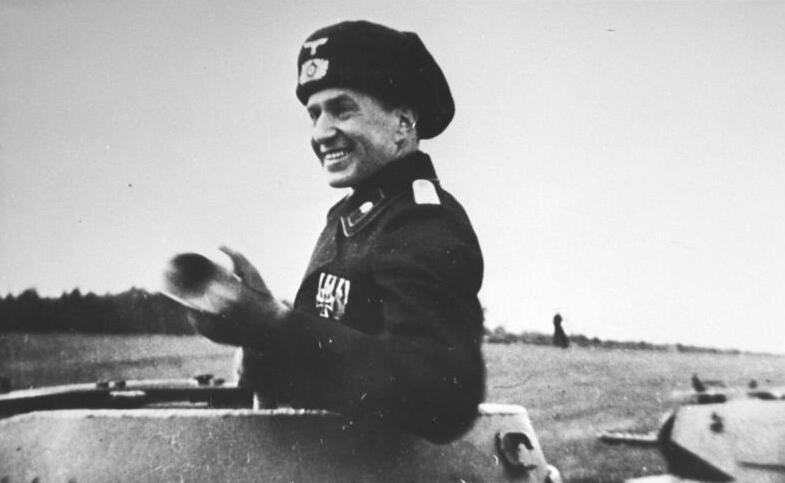
Oskar Munzel (1899–1992)

- Münzel, Petra (* 1955), deutsche Politikerin (Bündnis 90/Die Grünen), MdL
- Münzel, Rainer (* 1956), deutscher Diplomat
- Münzel, Robert (1859–1917), deutscher Klassischer Philologe und Bibliothekar
- Münzel, Thomas (* 1955), deutscher Kardiologie und Angiologe
- Münzel, Valentin (1881–1958), deutscher Widerstandskämpfer, Mitglied des Provinziallandtages der Provinz Hessen-Nassau
- Munzel-Everling, Dietlinde (* 1942), deutsche Rechtswissenschaftlerin und Historikerin
- Münzenberg, Adelheid von, Ehefrau des Herren von Hanau
- Münzenberg, Egon (1940–2014), deutscher Architekt und Fußballfunktionär
- Münzenberg, Gottfried (1940–2024), deutscher Physiker und Hochschullehrer
- Münzenberg, Reinhold (1909–1986), deutscher Fußballspieler
- Münzenberg, Willi (1889–1940), deutscher Politiker (KPD), MdR und VerlegerWilli Münzenberg (1889–1940)

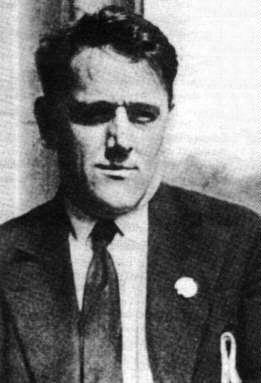
Willi Münzenberg (1889–1940)

- Münzenberger, Ernst Franz August (1833–1890), deutscher katholischer Priester, Kunstsammler und Stadtpfarrer zu Frankfurt am Main
- Münzenberger, Ferdinand (1846–1924), deutscher Architekt
- Münzenberger, Georg (1804–1870), deutscher Maler, Kupferstecher, Lithograf, Zeichenlehrer, Kunst- und Immobilienhändler
- Münzenberger, Heinrich Caspar (1764–1831), deutscher evangelisch-lutherischer Geistlicher
- Münzenberger, Luca (* 2002), deutscher Eishockeyspieler
- Münzenberger, Peter Hermann (1803–1886), deutscher evangelisch-lutherischer Geistlicher
- Münzenmaier, Heinrich (1883–1975), deutscher Verwaltungsjurist
- Münzenmaier, Sebastian (* 1989), deutscher Politiker (AfD), MdB
- Munzenrieder, Gregor (* 1947), österreichischer Politiker (FPÖ), Landtagsabgeordneter im Burgenland
- Münzenrieder, Josef (* 1950), österreichischer Politiker (ÖVP), Landtagsabgeordneter
- Münzer, Adolf (1870–1953), deutscher Maler und Grafiker
- Münzer, Andreas (1964–1996), österreichischer Bodybuilder
- Münzer, Blasius II. (1572–1638), Abt im Kloster St. Blasien
- Münzer, Egmont (1865–1924), böhmischer Mediziner
- Münzer, Franz (1823–1893), deutscher katholischer Geistlicher und Politiker in Schlesien
- Münzer, Friedl (1892–1967), österreichische Schauspielerin und Holocaustüberlebende
- Münzer, Friedrich (1868–1942), deutsch-jüdischer Klassischer Philologe
- Münzer, Fritz (1934–2007), deutscher Jazzsaxophonist
- Münzer, Georg (1866–1908), deutscher Musikwissenschaftler
- Munzer, Gustav August (1887–1973), deutscher Architekt
- Münzer, Hanni (* 1965), deutsche Schriftstellerin
- Münzer, Hieronymus († 1508), deutscher Humanist, Arzt und Geograf
- Münzer, Holger (1939–2017), deutscher Komponist und Schauspieler
- Münzer, Käthe (1877–1976), deutsche Malerin und Karikaturistin
- Münzer, Kurt (1879–1944), deutscher Schriftsteller
- Münzer, Markus (* 1969), österreichischer SkirennläuferMarkus Münzer (* 1969)

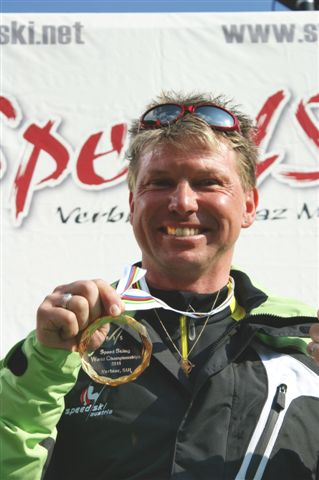
Markus Münzer (* 1969)

- Münzer, Michael (1936–2012), deutscher Schauspieler, Synchronsprecher, Regisseur und Autor
- Münzer, Wilhelm (1895–1969), deutscher Beauftragter des Reichskommissars für die Provinz Zeeland in den Niederlanden
- Munzert, Eberhard (1932–2000), deutscher Jurist, Verwaltungsbeamter und Politiker (SPD)
- Munzert, Jörn (* 1958), deutscher Sportpsychologe und Neurowissenschaftler
- Munzert, Manfred (* 1942), deutscher Pflanzenbauwissenschaftler
- Munzert, Nicole (* 1994), deutsche Fußballspielerin
- Munzert, Sebastian (* 1984), deutscher Handballspieler und -trainer
- Munzi, Maximo (1957–2014), argentinischer Kameramann
- Munzihirwa Mwene Ngabo, Christophe (1926–1996), kongolesischer Ordensgeistlicher, römisch-katholischer Erzbischof von Bukavu
- Münzing, Friedrich Michael (1807–1879), Stearinkerzenfabrikant in Heilbronn
- Münzing, Michael, deutscher Musikproduzent
- Münzing, Robert (1844–1902), deutscher Landwirt und Politiker (VP)
- Münzinger, Adolf (1876–1962), deutscher Agrarökonom und Hochschulrektor
- Munzinger, Ernst (1887–1945), deutscher Offizier
- Münzinger, Friedrich (1884–1962), deutscher Kraftwerksbauer
- Munzinger, Josef (1791–1855), Schweizer Kaufmann, Revolutionär und Politiker, BundesratJosef Munzinger (1791–1855)

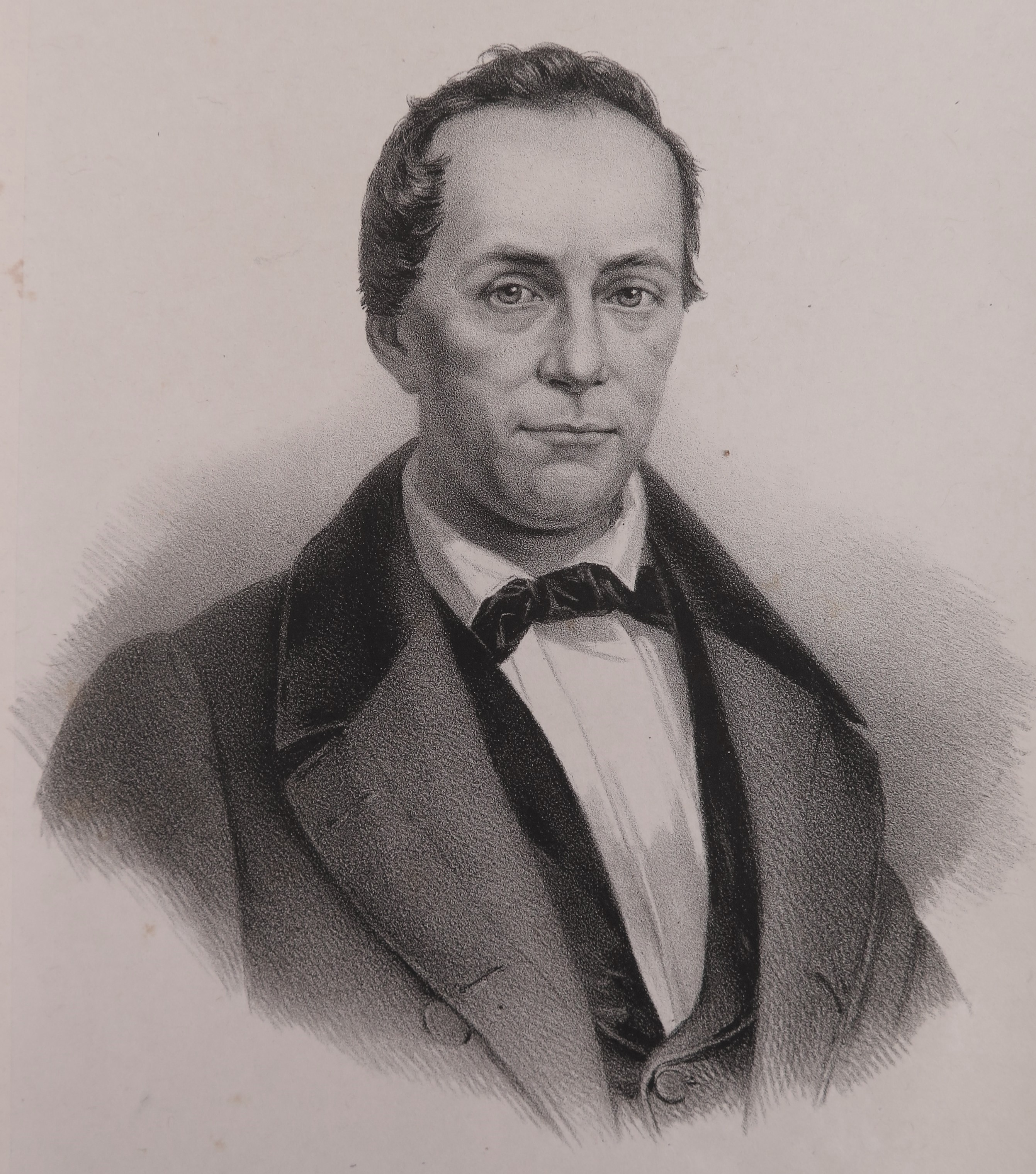
Josef Munzinger (1791–1855)

- Munzinger, Karl (1842–1911), Schweizer Komponist und Chorleiter
- Munzinger, Karl (1864–1937), deutscher evangelischer Geistlicher, Japan-Missionar, Autor
- Munzinger, Luca (* 1997), deutscher Handballspieler
- Munzinger, Ludwig (1849–1897), deutscher Verwaltungs- und Ministerialbeamter
- Munzinger, Ludwig junior (1921–2012), deutscher Verleger und Autor
- Munzinger, Ludwig senior (1877–1957), deutscher Journalist und Herausgeber
- Munzinger, Marie (1885–1952), Schweizer Schulbuchautorin
- Munzinger, Oskar (1849–1932), Schweizer Jurist, Redakteur und liberaler Politiker
- Munzinger, Oskar (1911–1983), deutscher Jurist und Politiker (SPD), MdB, MdL
- Munzinger, Paul (* 1951), deutscher Unterwasserfotograf und Autor
- Münzinger, Tanja (* 1971), deutsche Judoka
- Munzinger, Walther (1830–1873), Schweizer Jurist und Kirchenpolitiker
- Munzinger, Werner (1832–1875), Schweizer AfrikaforscherWerner Munzinger (1832–1875)

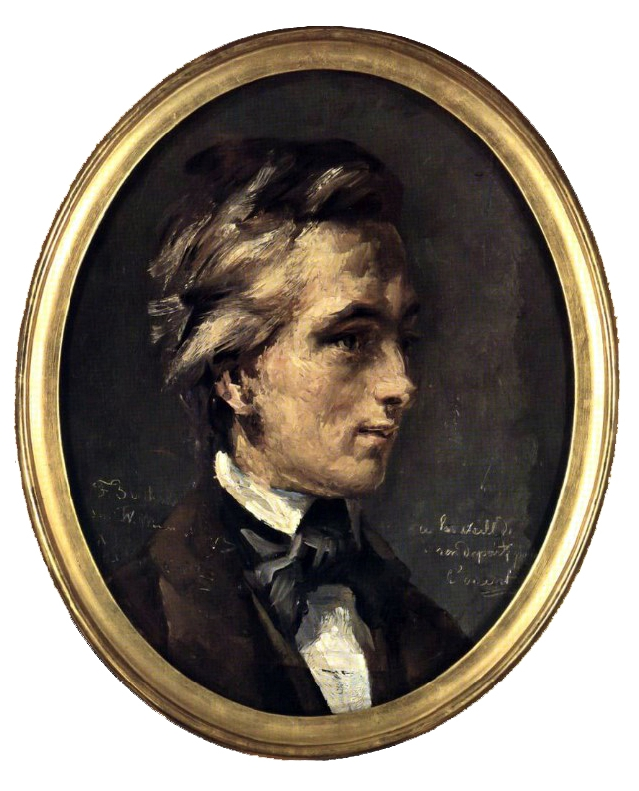
Werner Munzinger (1832–1875)

- Munzlinger, Christof (* 1954), deutscher Brigadegeneral
- Munzlinger, Tony (* 1934), deutscher Maler und Regisseur
- Münzmay, Andreas (* 1975), deutscher Musikwissenschaftler und Hochschullehrer
- Münzmeister von Breisach, Augustin († 1380), Bischof von Seckau
- Münzmeister, Hans, Bürgermeister von Dresden
- Münzmeister, Nicolaus, Bürgermeister von Dresden
- Münzmeister, Nikolaus († 1388), Domherr zu Meißem
- Münzner, Alfred (* 1903), deutscher Parteifunktionär (NSDAP)
- Münzner, Andreas (* 1967), Schweizer Autor
- Münzner, Christian (* 1981), deutscher GitarristChristian Münzner (* 1981)

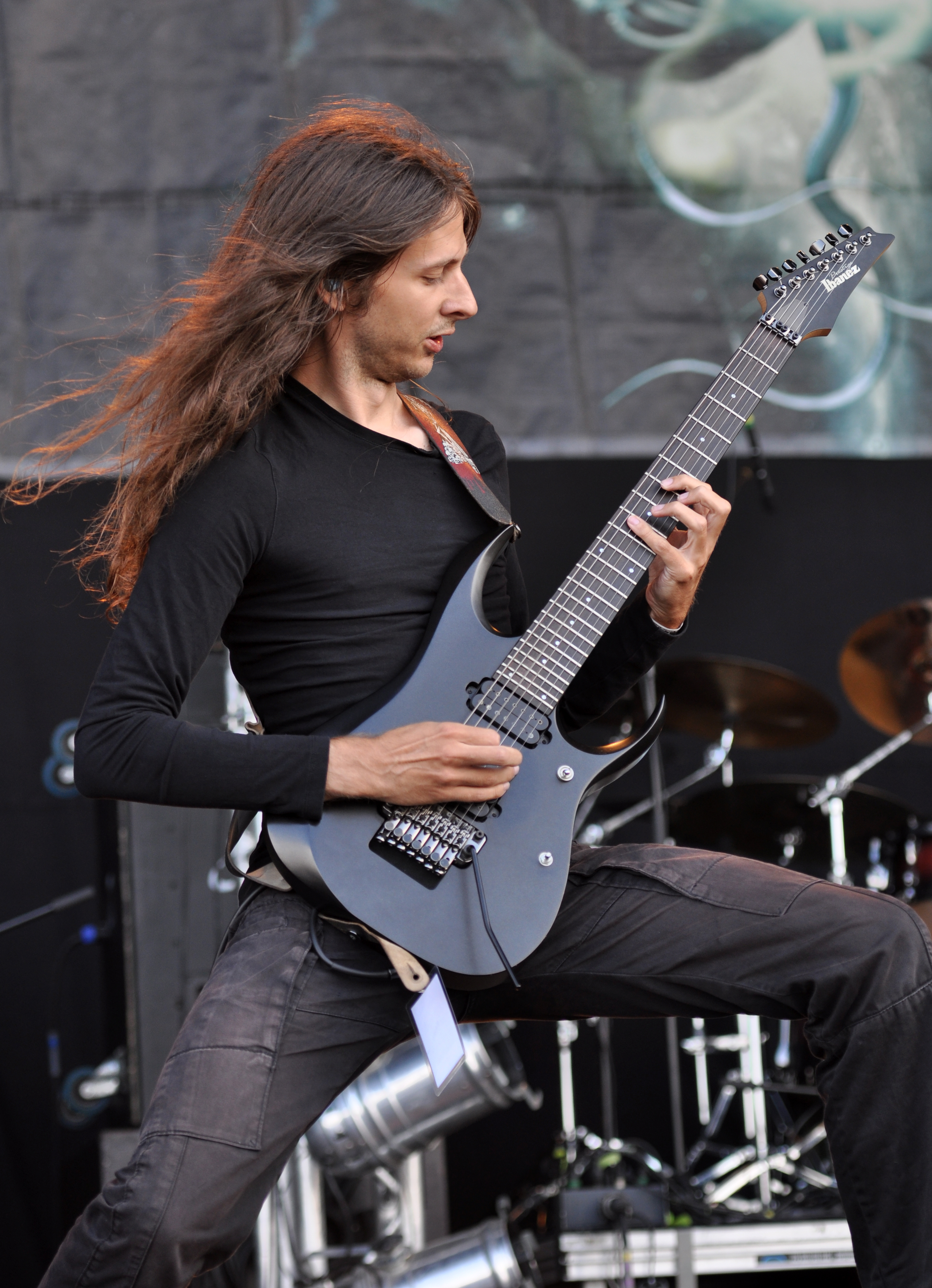
Christian Münzner (* 1981)

- Münzner, Fiete (1946–2015), deutscher Sänger und Moderator
- Münzner, Hans-Joachim (1927–2010), deutscher Kommunalpolitiker (SPD)
- Münzner, Hugo (1840–1925), deutscher Ingenieur und Fabrikant
- Münzner, Jörg (* 1960), österreichischer Springreiter
- Münzner, Karl-Heinz (* 1946), deutscher Offizier, Generalmajor der Bundeswehr
- Münzner, Rolf (* 1942), deutscher Künstler
- Münzner, Wolf (1939–2010), deutscher Bühnenbildner
- Münzner-Linder, Ursula (1922–2011), deutsche Violinistin